# Architecture khmère
L'architecture khmère est un style très spécifique de construction propre à l'Empire khmer, inspiré de l'architecture des temples hindouistes de l'Inde et qui affirma, à partir de 802 avec Jayavarman II, le caractère sacré du pouvoir des rois khmers déifiés (devarāja,). L'architecture khmère se distingue de ses voisines par les temples-montagnes. Le site le plus connu est celui d'Angkor au Cambodge qui rassemble un grand nombre de temples de ce type. Mais l'architecture khmère a pris bien d'autres formes que les temples-montagnes, ce sont souvent des tours construites en briques.
L'architecture qui a été préservée étant directement liée au prestige des rois et aux cultes des dieux, c'est quasiment l'ensemble de l'art khmer, le décor architectural et les images des dieux et des rois qui se trouvent liés à son architecture.

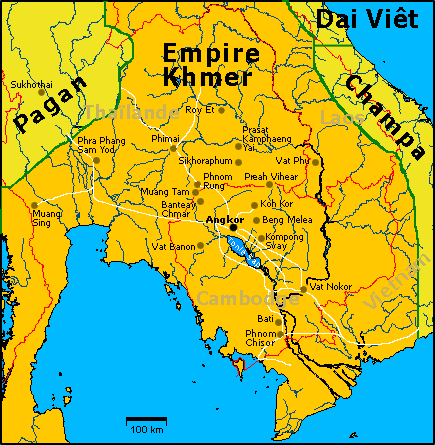
Principaux sites khmers

## Contexte historique
Cette architecture accompagna la création, l'ascension et l'apogée de l'empire khmer entre le VIIIe siècle et le XIIe siècle et disparut, dès le début de son déclin au XIIIe siècle.
Les monuments en dur, pierre ou brique qui ont traversé les siècles, sont tous à vocation religieuse ; les édifices profanes, y compris les palais royaux, étant édifiés en matériaux périssables, principalement du bois, ont tous disparu. Mais il est possible de s'en faire une certaine représentation à partir des bas-reliefs, essentiellement, qui en ont conservé des images sommaires.

## Extension géographique
Les monuments khmers ont été érigés dans tout l'empire (actuels Cambodge, Laos, sud de la Thaïlande et du Viêt Nam) avec une concentration particulière dans la zone au nord du lac Tonlé Sap.
Simultanément à ces édifices, le pouvoir khmer fit établir des routes, des réseaux hydrauliques complexes, avec des canaux (utiles aussi en tant que voies navigables), des barays et des ponts pour développer l'agriculture (en accord avec les pratiques religieuses), favoriser les échanges et mieux contrôler son empire. De grands travaux d'hydraulique ont été réalisés très tôt, sous Indravarman (877-889), dans le nouvel Angkor, avec le réservoir d'Indrattaka, le baray de Roluos.

### Au Cambodge

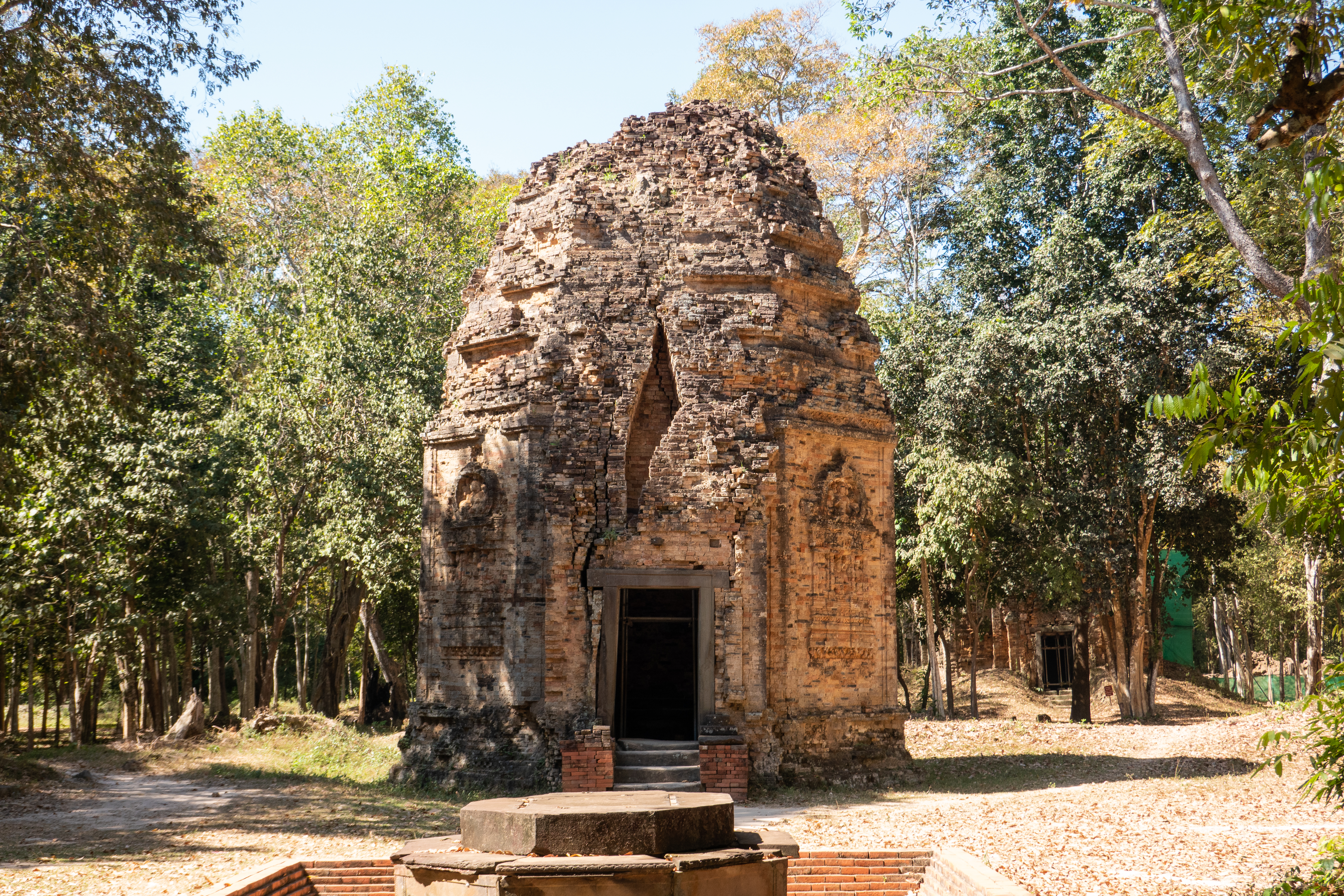
Sambor Prei Kuk. Prasat Sambor, groupe Nord VIIe siècle
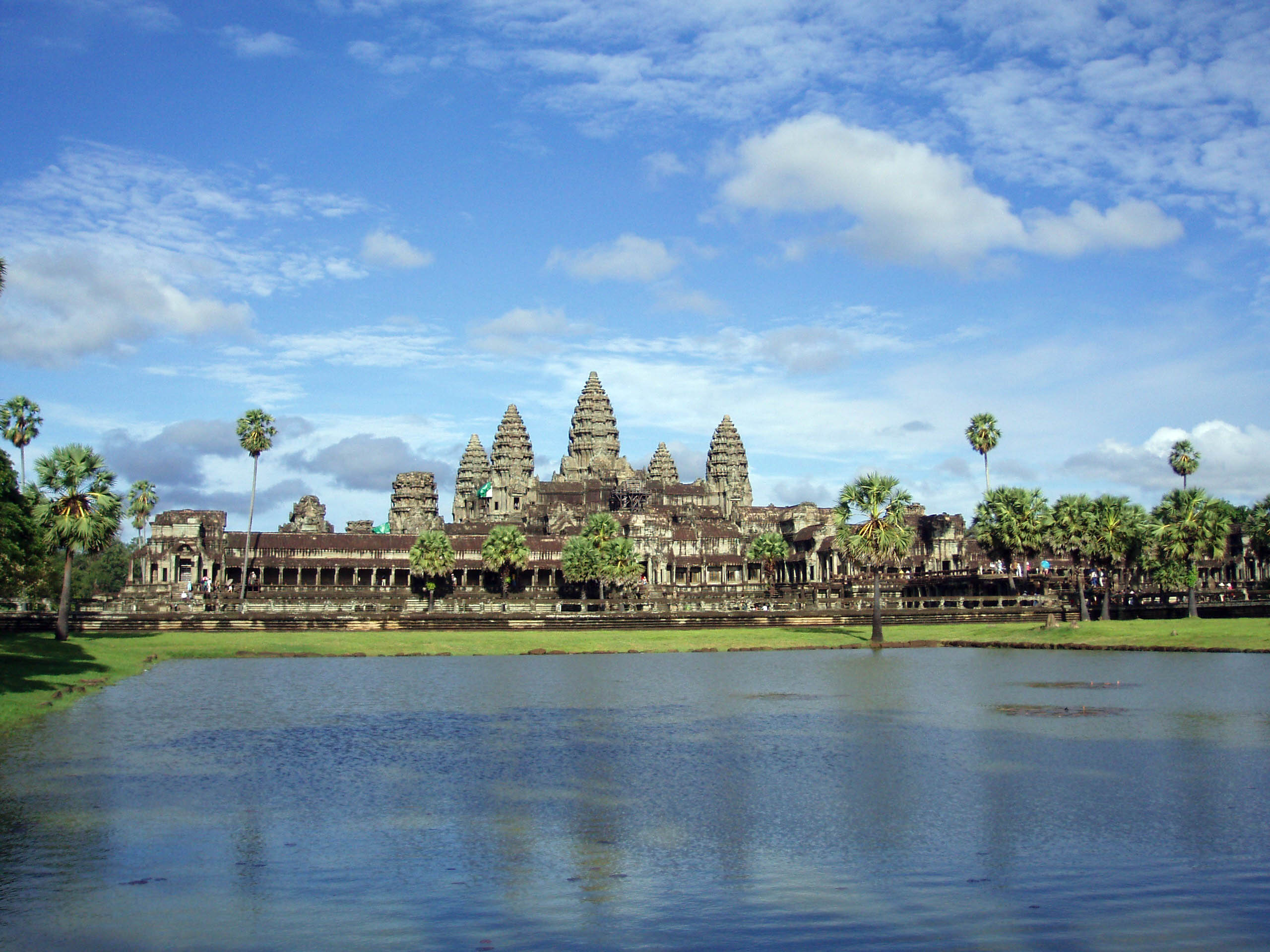
Angkor Vat, XIIe siècle, l'un des temples d'Angkor
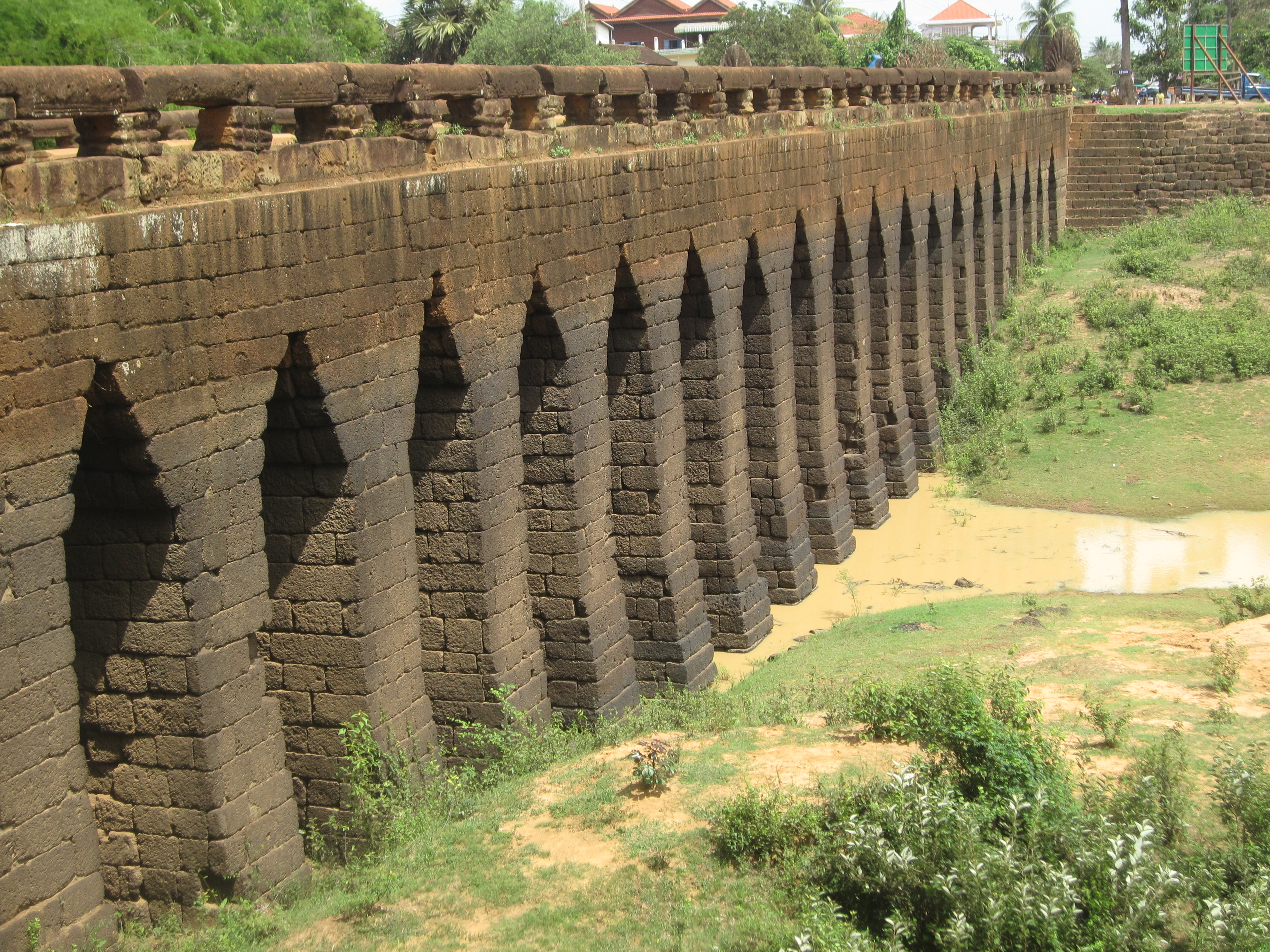
Spean Praptos, pont en encorbellement Siem Reap, XIIe siècle (Jayavarman VII)

La sélection suivante ne retient que les plus célèbres des monuments khmers au Cambodge.
- Zone d'Angkor, ancienne capitale de l'empire khmer, classée au patrimoine mondial de l'humanité par l'UNESCO
  - Le site d'Yaśodharapura, connu sous le nom d'Angkor, près de Siem Reap avec Prè Rup

Angkor Central : 
Angkor Vat: Ta Prohm, Phnom Bakheng (Yaśodhragiri), Baksei Chamkrong, Prasat Bei, Thma Bay Kaek
Angkor Thom : Baphûon, Bayon, Phiméanakas, Terrasse des éléphants, Terrasse du Roi lépreux, Tep Pranam, Preah Palilay,Preah Pithu, Prasat Suor Prat, Mangalārtha, les Khleang
Angkor Est : 
Thommanon, Chau Say Tevoda, Spean Thma, Ta Nei, Ta Keo, Ta Prohm (Rājavihara), Kutiçvara, Banteay Kdei, Srah Srang, Prasat Kravan, Bat Chum
Le Baray oriental : Prè Rup, Le Mebon oriental, Banteay Samré
Angkor Nord-Est :
Preah Khan, Neak Pean, Krol Kô, Ta Som
Le Baray occidental : Le Mebon occidental, Ak Yum, Phnom Krom
Rolûos (Hariharālaya), et à 10 km au sud-est :Bakong, Lolei et Preah Kô
Sur le site de Iśvarapura à 20 km au Nord-Est: Banteay Srei
- Nord du Tonlé Sap
  - Banteay Chhmar  1, Beng Mealea, Koh Ker, Preah Vihear  1, Prasat Kravan
- Est du Tonlé Sap
  - Preah Khan Kompong Svay, Sambor Prei Kuk, Vat Nokor,
- Ouest du Tonlé Sap
  - Vat Banon,
- Sud du Tonlé Sap
  - Tonlé Bati, Phnom Chisor, Angkor Borei et Phnom Da

### Diffusion en Thaïlande

#### Les grands temples et autres monuments
Les Khmers ont fait construire un certain nombre de routes pour relier Angkor à d'autres parties de l'empire. Une de ces routes reliait Angkor à Phimai dans le nord-est de la Thaïlande, sur une distance d'environ 250 kilomètres. Un certain nombre de temples khmers bien conservés se trouvent le long de cette route.
Sur la route dans la province de Buriram se trouvent deux magnifiques temples khmers distants de quelques kilomètres seulement. Prasat Phnom Rung construit au sommet d'une colline et Prasat Muang Tam au pied de la colline sont soumis sur la liste indicative pour éventuelle inscription sur la liste du patrimoine mondial de l'UNESCO en 2019. Le Prasat Hin Phimai, au bout de l'ancienne grande route, est le plus grand des temples khmers de Thaïlande. C'est un temple du bouddhisme Mahayana datant du XIe siècle.
Le long de cette grande route, les Khmers ont construit des lieux de repos et des hôpitaux, dont certains ont été retrouvés.
Bien que les temples khmers les plus grands et les plus connus se trouvent dans la partie nord-est de la Thaïlande, les autres monuments khmers sont répartis ailleurs aussi.
La ville de Lopburi, au nord de Bangkok, était une capitale provinciale de l'empire khmer. La présence khmère y est encore visible aujourd'hui. Ainsi Phra Prang Sam Yod, trois prang massifs en pierre datant du XIIIe siècle et le temple Wat Phra Sri Ratana Mahathat, un peu plus ancien.
Vers l'Ouest, l'empire khmer s'étendait presque jusqu'au Myanmar. Le temple khmer le plus à l'ouest est le Prasat Muang Sing dans la province de Kanchanaburi, à quelque 30 kilomètres à l'est de la frontière thaïlandaise avec le Myanmar. Cette ville complexe servait probablement de base militaire protégeant la frontière occidentale de l'empire khmer.
Plus au sud à Phetchaburi se trouve le temple Wat Kamphaeng Laeng, qui a été construit au XIIe siècle comme temple à Shiva, mais a ensuite été converti en temple bouddhiste.

#### Leprangen Thaïlande
Avec la descente des Thaïs sur Angkor au XIIIe siècle la péninsule indochinoise bascule dans la culture thaïe. L'architecture qui subsiste de cette période est entièrement consacrée au bouddhisme théravada. Elle offre un prolongement à l'architecture khmère dont elle s'inspire, mais tout autant à l'art du Dvaravati, toujours créatif au Haripunjaya.
Le temple principal thaï, depuis l'époque de Sukhothaï (capitale fondée en 1238) caractérise l'architecture des périodes d'Ayutthaya (1350–1767) et du royaume de Rattanakosin (1782–1932).
Il est construit en latérite ou en briques. Il est constitué d'un pavillon qui comprend le prang, saint-des-saints du temple thaï qui contient des reliques (comme un stupa) dans son soubassement. Le prang est précédé d'un mandapa à colonnes en briques et toitures de tuiles qui abrite souvent une statue colossale de Bouddha. Le prang dérive de la tour-sanctuaire khmère, le prasat : une tour-sanctuaire de plan carré couverte d'une haute toiture en gradins. Ici les gradins montrent de nombreux redans, souvent très saillants. Les prang du début du Xe siècle et de la fin du XIIe siècle ont, en partie, hérité des architectures khmères des grands complexes de temples d'Angkor Vat et d'Angkor Thom..
Par un long escalier très raide qui franchit un haut soubassement pyramidal, on accède à la cella cubique. Au-dessus s'élève la tour centrale, le prang. Sa couverture est en forme de bourgeon - inspiré de la montagne cosmique, le mont Meru - et souvent couronné par un monolithe en forme de bourgeon de lotus. Les prang khmers ressemblent aux shikhara et rekha (tours du temple en forme de pain de sucre) des temples du nord de l'Inde. Lorsqu'il atteint de très grandes dimensions, le mandapa peut servir de salle de réunion des moines, comme le vihara en Inde.

#### Liste des monuments khmers en Thaïlande
Si l'on établit la liste exhaustive des monuments en Thaïlande de l'empire khmer (Xe – XIIIe siècle), on peut remarquer que certaines provinces thaïlandaises actuelles en contiennent beaucoup. Ainsi les provinces frontalières avec le nord du Cambodge rassemblent la majeure partie des monuments: 120 sur 206. Le reste de la région du Nord-Est: 73. La région Nord : 8 et la région du centre: 5.

#### Musées d'art et architecture khmers en Thaïlande
- Musée national de Bangkok[11] - Mahawirawong Museum, Khorat[12] - Phimai National Museum[13] - Prachinburi National Museum [14] - Ubon National Museum (et Wat Supatanaram, Ubon)[15] - Khao Kaen National Museum[16] - Somdet Phra Narai National Museum[17] - Ramkhamhaeng National Museum, Sukhothai[18]

### Au Laos
- Province de Champasak : Vat Phou 1

## Chronologie
Les constructions khmères et leur décoration sont classées en 3 époques et plusieurs styles successifs. Ces styles successifs en architecture correspondent à ceux que l'on peut constater dans le domaine de la sculpture khmère.

### Époque pré-angkorienne
Trois styles successifs : de Sambor Prei Kuk (jusque vers 650), de Prei Kmeng (jusque vers 700) et de Kompong Preah (district de la province actuelle de Kompong Thom, Kompong signifiant "port ou quai", Thom signifiant "grand").

### Époque angkorienne
Celle-ci commence avec le style du Kulen puis se développe avec le style du Phnom Bakheng des temples-montagnes sur le site d'Yaśodha rapura au Xe siècle sous Yasovarman Ier.
Le style de Koh Ker (jusque vers 945) est une rupture essentielle avec l'instauration du culte du devaraja inscrit dans la nouvelle pratique du temple-montagne.
Se succèdent, ensuite, le style du Prè Rup puis, en parallèle, celui du Banteay Srei et des Khléang à l'orée du XIe siècle.
Pendant tout ce XIe siècle le style du Baphuon va régner jusqu'à l'avènement de Suryavarman II et la construction d'Angkor Vat.
Le passage au bouddhisme s'accompagne du style du Bayon, répandu par Jayavarman VII à partir de 1180.

### Époque post-angkorienne
Le style dit « post-Bayon » n'a laissé que des sculptures, d'inspiration de plus en plus bouddhique avec le déclin de l'hindouisme. Il semble que l'influence du Bouddhisme Theravāda ait mis fin aux constructions somptuaires inspirées par l'hindouisme et portées à leur sommet par le bouddhisme Mahāyāna et que les sanctuaires se résument alors à des terrasses de pierre sur lesquelles sont construites des structures légères en bois et autres matériaux périssables.

## Technologie

### Aménagements hydrauliques

#### Baray
Évolution du simple barrage, le système du baray apparaît vers le IXe siècle à Vat Phu ; il accompagne l'essor de la puissance khmère jusqu'au déclin et à l'abandon de ce système d'irrigation à partir du XIIIe siècle.

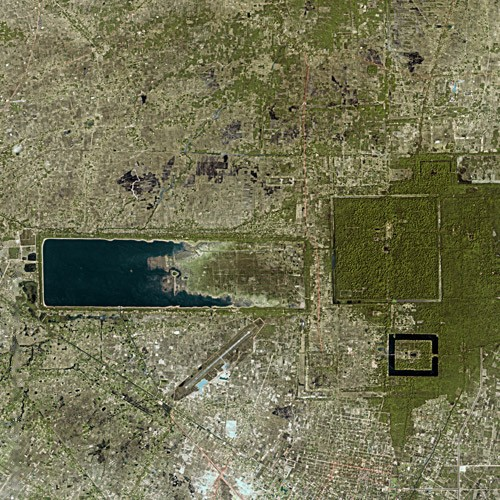
Vue aérienne d'Angkor montrant le baray occidental à demi-ensablé

Le Baray, gigantesque bassin généralement rectangulaire, dont les dimensions varient (de 3,8 km pour l'Indratatāka de Roluos et jusqu'à 7 km pour les baray d'Angkor), est perpendiculaire à la pente du terrain.
L'orientation du Baray respecte en général la disposition Est-Ouest des monuments religieux, mais peut être légèrement désaxée afin de tirer parti de la pente naturelle (comme à Koh Ker ou plus encore à Preah Khan de Kompong Svay). Ils sont établis par des digues, simples levées de terrain de 5 à 10 mètres de haut, constituées du remblai obtenu par le creusement de deux fossés (extérieur et intérieur).
Le principal inconvénient de ces structures était leur entretien difficile et pénible qui ne pouvait pallier durablement leur ensablement, lequel limitait leur bon fonctionnement à quelques dizaines d'années. La plupart furent l'objet de surélévations successives avant d'être abandonnés pour un nouvel emplacement et un nouveau détournement des cours d'eau pour leur alimentation.
Il y eut ainsi au moins 3 baray successifs à Angkor : le baray oriental, le baray occidental, qui fut surélevé à plusieurs reprises, et le baray du Neak Pean ; à chaque fois les rivières étaient détournées afin de remplir ces réservoirs d'irrigation (rivières Siem Reap puis O Klok).

#### Srah
Bassin artificiel, habituellement plus petit qu'un baray (en thaï, 'sa').

#### Ponts
La construction des routes royales, qui culmina avec Javayarman VII, nécessita la réalisation de nombreux ponts, presque tous suivant le modèle du Spean Thma: voûtes en encorbellement et donc piles plus larges (1,5 m) que les arches (environ 1 m). Les garde-corps sont des serpents nagā.
Le plus grand encore visible est le Spean Prap Tos sur la route à l'est du Tonlé Sap entre Siem Reap et Kompong Thom avec 64 mètres de long et 16 mètres de large.

#### Éléments des monuments, dénominations

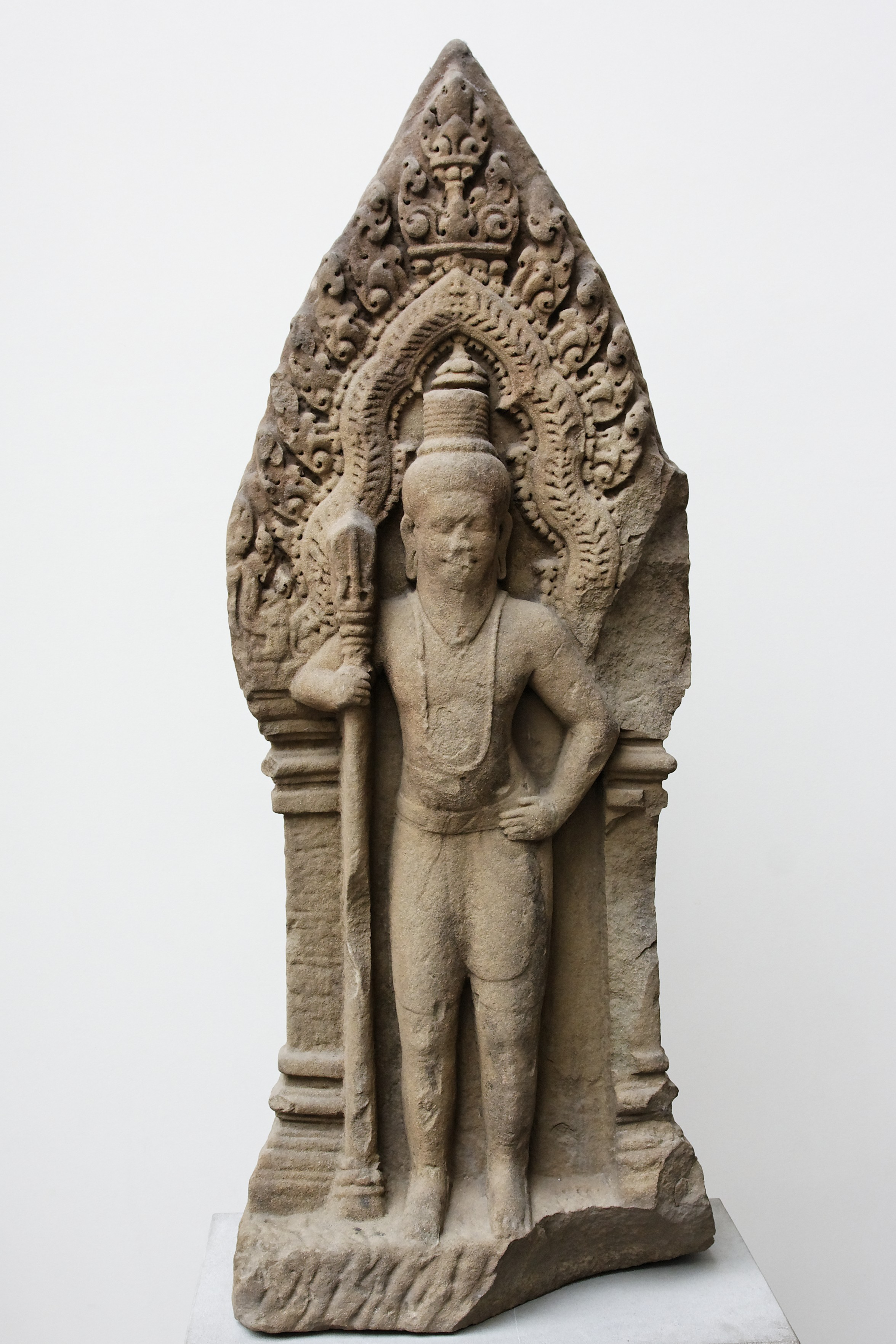
Exemple d'antéfixe, Cambodge, palais royal, Angkor Thom, style des khleang, dernier quart du IX, premier quart du X, grès. Musée Guimet, Paris

- Antarala

Corridor reliant le garbhagrha au mandapa
- Antéfixe

Motif placé sur les toits ou les corniches d'un édifice à l'extrémité d'une rangée de tuiles ou d'une partie saillante d'une toiture, par exemple pour orner ou pour masquer.
- Ardhamandapa

Court porche à l'entrée d'un mandapa
- Arogayasala

Chapelle, habituellement en latérite, qui faisait partie d'un hôpital
- Bannalai ou "Bibliothèque"

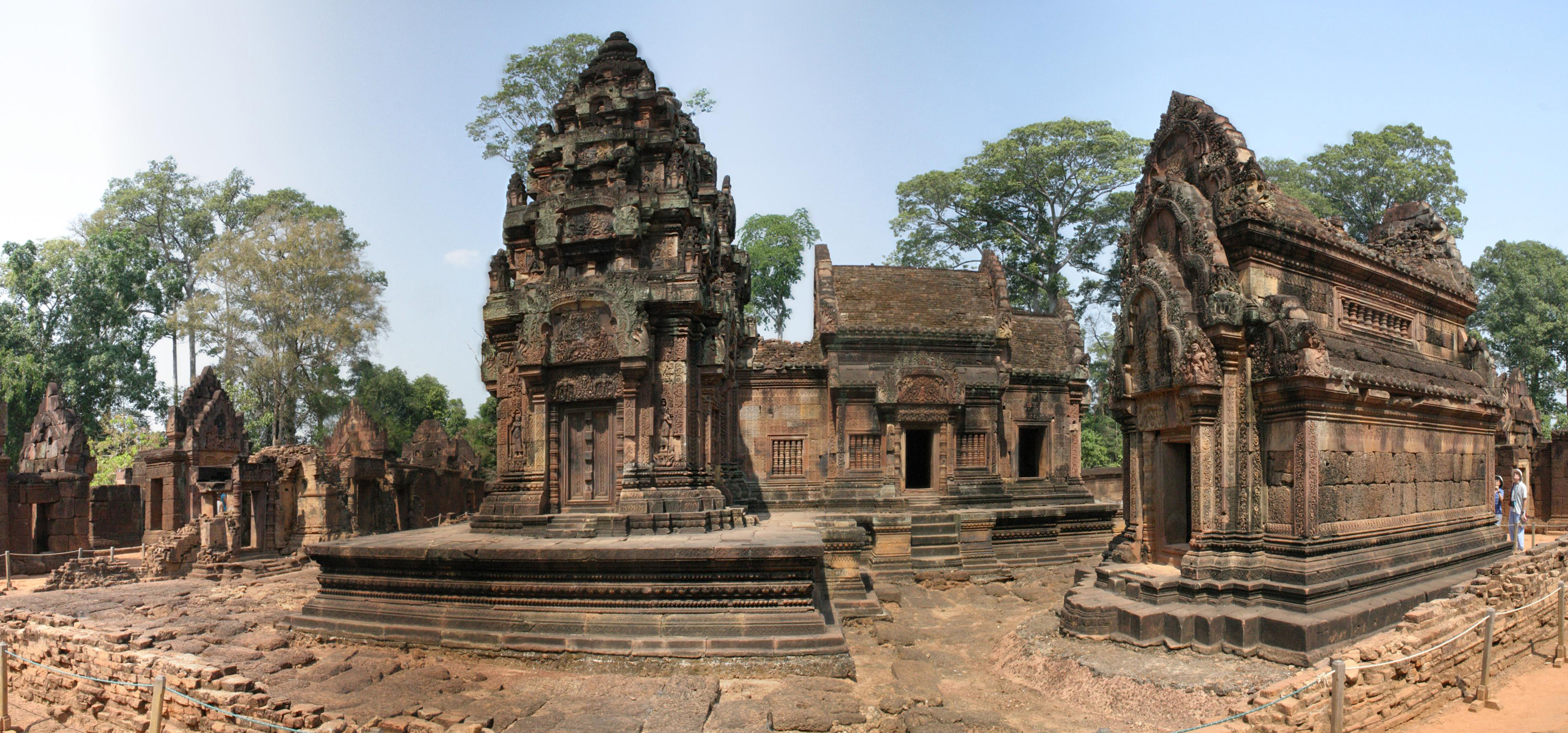
À g. sanctuaire Sud, au centre mandapa, à dr. "bibliothèque" Sud. Banteay Srei

C'est la dénomination conventionnelle de bâtiments que l'on trouve dans presque toutes les enceintes des temples khmers et cham, souvent par paire, de part et d'autre du chemin d'accès Est au sanctuaire. Leur ouverture est tournée vers l'Ouest.
Leur plan, lorsqu'elles apparaissent au IXe siècle est généralement carré, aux murs de brique, avec une porte à l'Ouest et de petites ouvertures hautes. Plus tard elle est rectangulaire, souvent avec un faux étage, l'ouverture est précédée d'un avant-corps. Mais elles deviennent parfois bien plus monumentales, ensuite. Alors qu'au courant du Xe siècle seules des ouvertures de petite taille ressemblant à des trous d'aération et munie de balustres donnent un peu de lumière, elles peuvent être, ensuite et dans les grands sanctuaires, pourvues de fenêtres munies d'un solide bareaudage .
Il n'y a guère d'élément permettant de connaître leur destination.
- Banteay

Mot khmer pour désigner une citadelle, provenant probablement du sanskrit pandaya (forteresse)
- Dharmasala ou Gîte d'étape

Dharmasala ou encore littéralement maison avec feu. Les routes de l'époque khmère, telle la voie royale entre Angkor et Phimai, étaient jalonnées de ces constructions qui étaient probablement accompagnées d'abris pour les pèlerins. Elles étaient vraisemblablement le sanctuaire de ces abris, dans lequel était entretenu un feu à l'usage des pèlerins. Beaucoup sont isolées le long des anciennes voies, mais certaines sont construites dans l'enceinte extérieure d'un temple, comme au Preah Khan d'Angkor. Ces dharmasalas étaient distants d'environ quinze kilomètres les uns des autres, ce qui correspondait à une journée de marche.
- Garbhagrha

Chambre intérieure d'un sanctuaire hindouiste ; littéralement : "utérus". C'est le Saint-des-saints, l'équivalent de la cella d'un temple romain antique, et contient l'image de la divinité (anthropomorphe ou non - comme la statue de Shiva ou le linga/yoni)

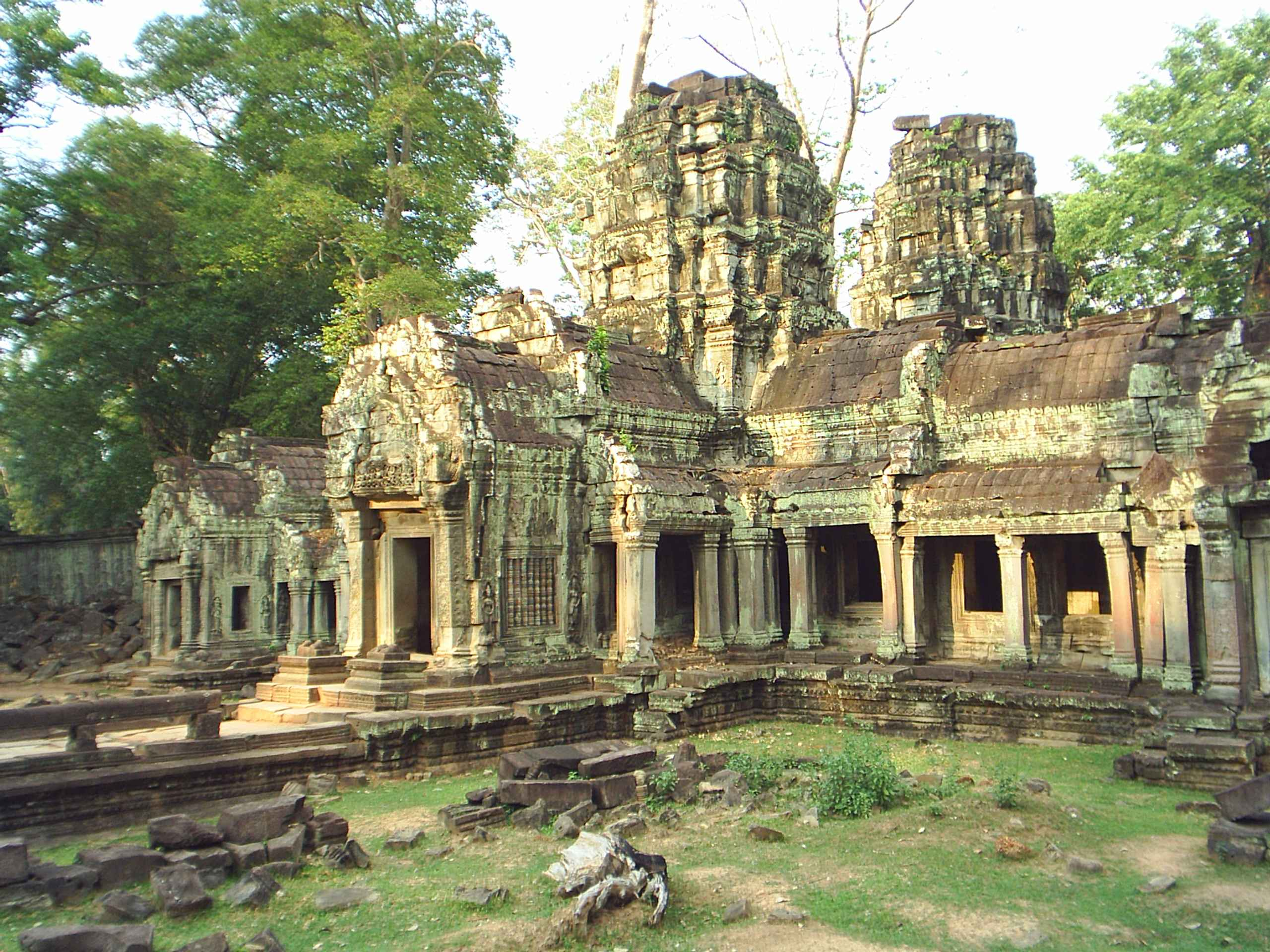
Un gopura du temple de Ta Prohm

- Gopura (bâtiment d'accès)

Pour pénétrer dans les enceintes successives des temples, on traverse des pavillons de plan généralement cruciforme surmontés de une ou trois tours, toujours situés au milieu d'un côté et orientés vers les points cardinaux, les gopura. Les enceintes des temples sont généralement orientées Est-Ouest, l'entrée étant pour la plupart des édifices, située à l'est. Toutefois, certains des temples sont orientés avec l'entrée à l'ouest, comme Angkor Vat ou Vat Athvéa, édifices vraisemblablement consacrés à Vishnou, l'ouest étant chez les Khmers, associé avec la mort.
- Ku

Petite tour partiellement évidée (à rapprocher de prasat et de prang)
- Mandapa

Antichambre, pavillon ou porche devant le sanctuaire principal
- Phnom

En khmer, colline, mont. A donné phanom en thaï
- Prali

Arête d'un toit
- Prang

Mot thaï désignant une tour en forme de cône allongé ou d'épi de maïs, issue du sikhara de l'architecture indienne. Le prang central est construit au-dessus du garbhaghra.
- Prasat (tour sanctuaire)

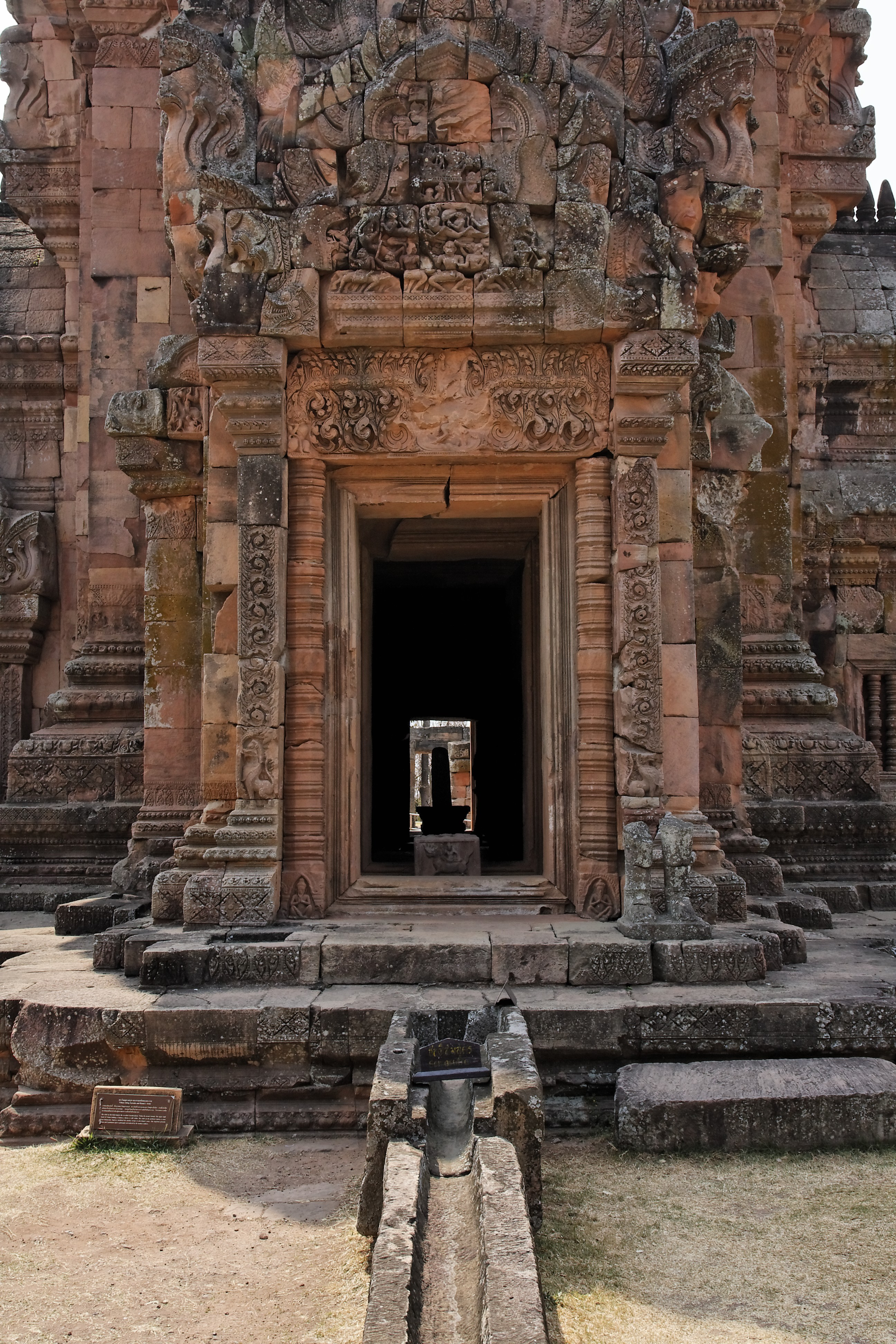
Prasat Phnom Rung, Thaïlande. Exemple de somasutra ; on peut voir dans le fond un Shiva Lingam

C'est un des éléments distinctifs de l'architecture khmère, inspirée au départ de celle des sanctuaires de l'Inde. Le Prasat abrite la cella, petite salle carrée, où est située l'idole.
Dotés de quatre portes, orientées en général aux quatre points cardinaux, dont une seule vraie ouverture à l'est en général, ils sont couronnés par quatre faux étages reproduisant en miniature le premier niveau.
Les prasat peuvent être isolés (Prasat Neang Khmau à Koh Ker), par rang de trois (Banteay Srei), puis groupés par cinq en quinconce (Angkor Vat).
En thaï, le terme prasat se traduit par château (sous-entendu des dieux) et peut désigner un ensemble - parfois très important - de bâtiments à caractère religieux, une chapelle, une tour sanctuaire isolée ; on peut par extension parler de « temple ».
- Preah

« Sacré », en khmer, vient du sanskrit brah, en thai phra. Par exemple Preah Vihear (khmer), Phra Viharn (thaï)
- Sala

Salle de repos
- Salle aux danseuses

Certains temples (comme Preah Khan d'Angkor ou encore Beng Mealea) comportent des salles décorées de frises de danseuses sacrées ou Apsaras.
- Somasutra

Conduit servant à drainer l'eau lustrale utilisée pour laver les statues à l'intérieur des bâtiments
- Vihara

Terme sanscrit pour désigner un temple, de plan rectangulaire, destiné à abriter une statue de Bouddha (viharn en thaï, vihear en khmer)

#### Les matériaux et les usages en matière de construction

Architecture de bois et couverture en tuiles canal
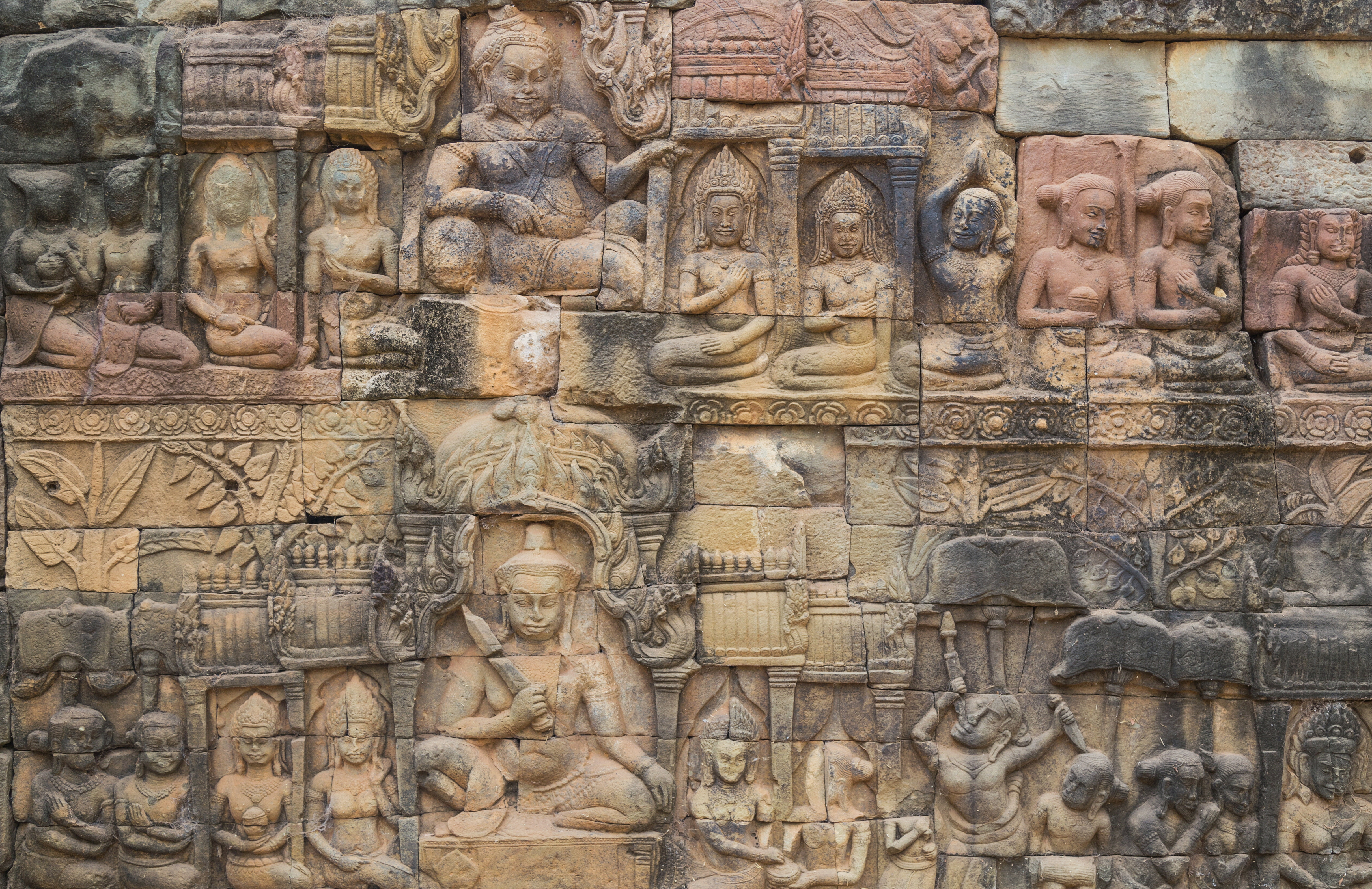
Palais khmère sur pilotis[21]. Terrasse du Roi lépreux.
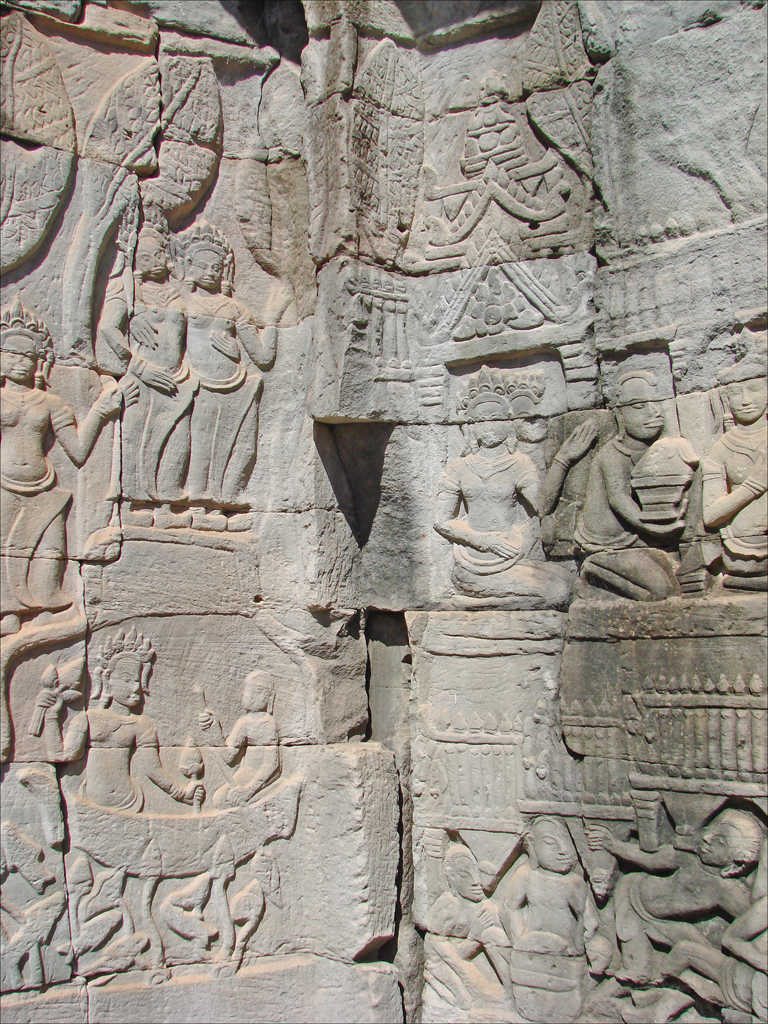
Bas-relief du Bayon
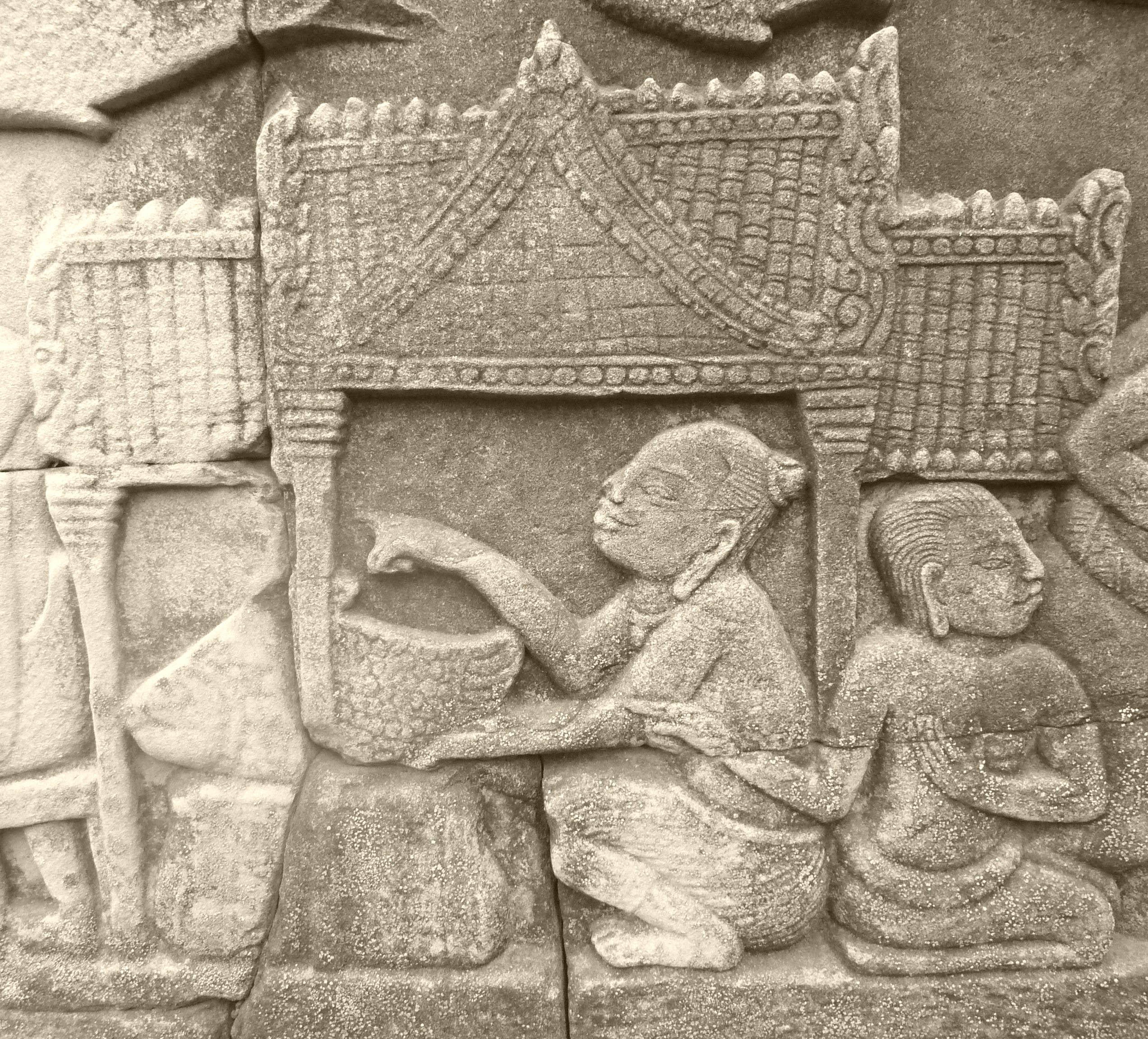
Bas-relief du Bayon.
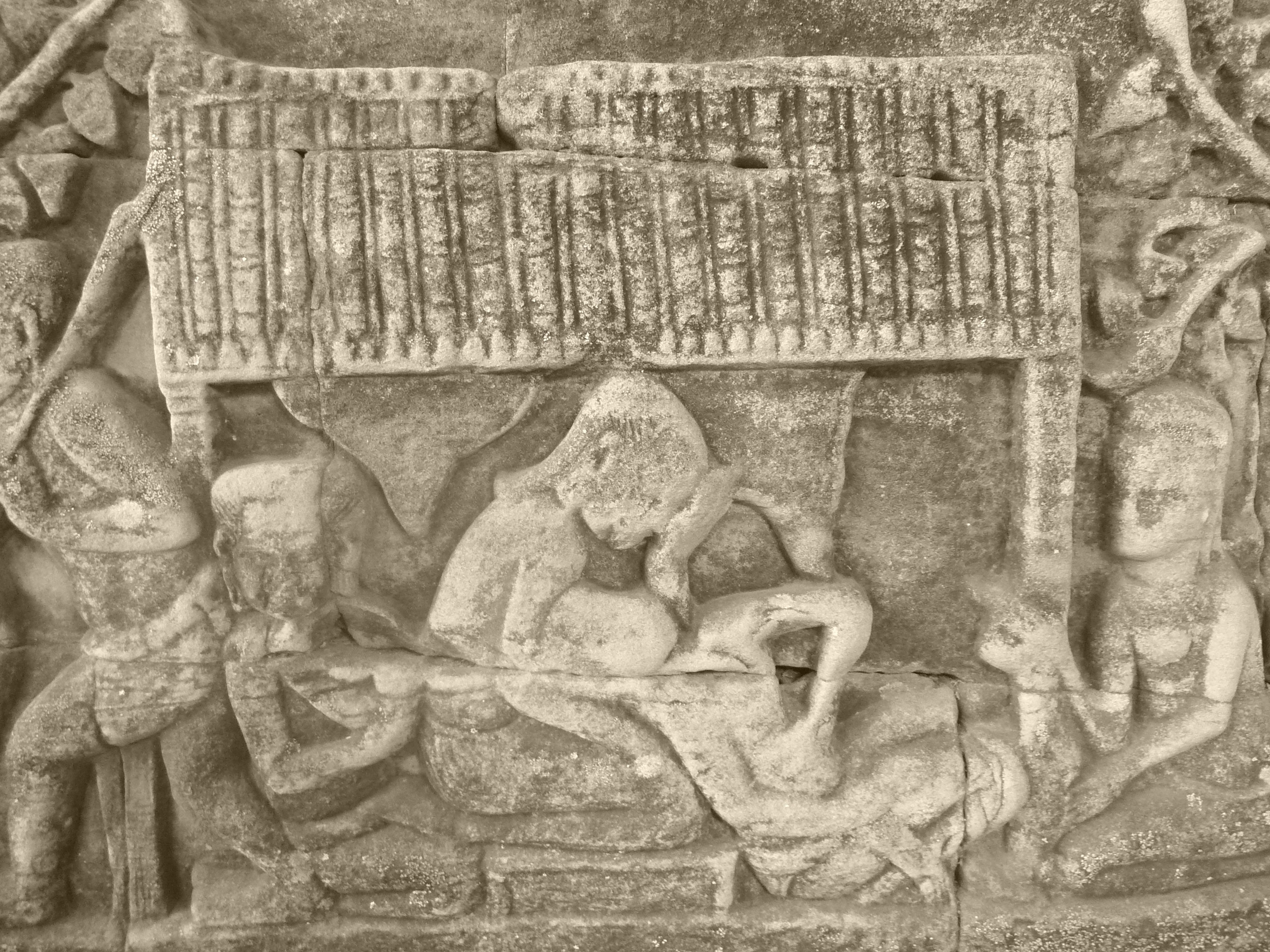
Bas-relief du Bayon. Peut-être un hôpital khmer

##### Le bois
Le bois était utilisé principalement pour l'habitat populaire, l'architecture vernaculaire en général mais aussi pour les palais, les hôpitaux (sauf les chapelles, construites en dur) et n'a pas résisté au temps. Seuls quelques bas-reliefs en évoquent certains aspects.
L'habitat paysan, mais aussi celui de la cour royale est orienté, c'est-à-dire tourné vers l'Est . L'habitat du paysan khmer, au début du XXIe siècle, donne une idée de ce qu'a pu être son équivalent entre le VIIe et le XIIIe siècle. La maison est en général posée au milieu d'une cour-verger, et construite sur des pilotis assemblés à une ossature-bois. La charpente, à deux ou trois pentes, est couverte de chaumes liés, et les cloisons se contentent de panneaux palmes de cocotier tressées tandis que des lattes de bambous suffisent comme planchers. La charge que tout cela supporte est très réduite. On cuisine à l'extérieur ou sous la maison .
Les quelques bas-reliefs qui évoquent l'architecture du palais aux XIIe – XIIIe siècles laissent imaginer un bâtiment en bois avec un long corps de bâtiment à un ou deux étages, des porches, des toitures couvertes de tuiles canal au faîtage orné d'une crête en épi. Le poids des toitures reposait sur des colonnes (les restes de colonnes du pavillon découvert sur la terrasse du Roi lépreux mesuraient 1,10 m à la base). Les travées principales étaient ornées de frontons sculptés. Entre les colonnes des vérandas [galeries légères ouvertes] pendaient des draperies qui maintenaient la fraîcheur.
La construction à structure de bois était ce que les artisans connaissaient le mieux et l'architecture de brique et de pierre a été pensée, au départ sur le modèle de l'architecture de bois. Il resta également employé dans quelques utilisations structurales à l'intérieur des temples, pour certains linteaux intérieurs (derrière le linteau ornemental en grès) et pour des charpentes afin de renforcer la couverture des galeries ou des couloirs en encorbellement. Ce dispositif est encore décelable au Kleang nord et au Baphuon. Dans les temples, le bois était utilisé pour les portes monumentales. Le bois servait également à titre décoratif dans des faux-plafonds et lambris, sculptés et dorés.

##### La couverture

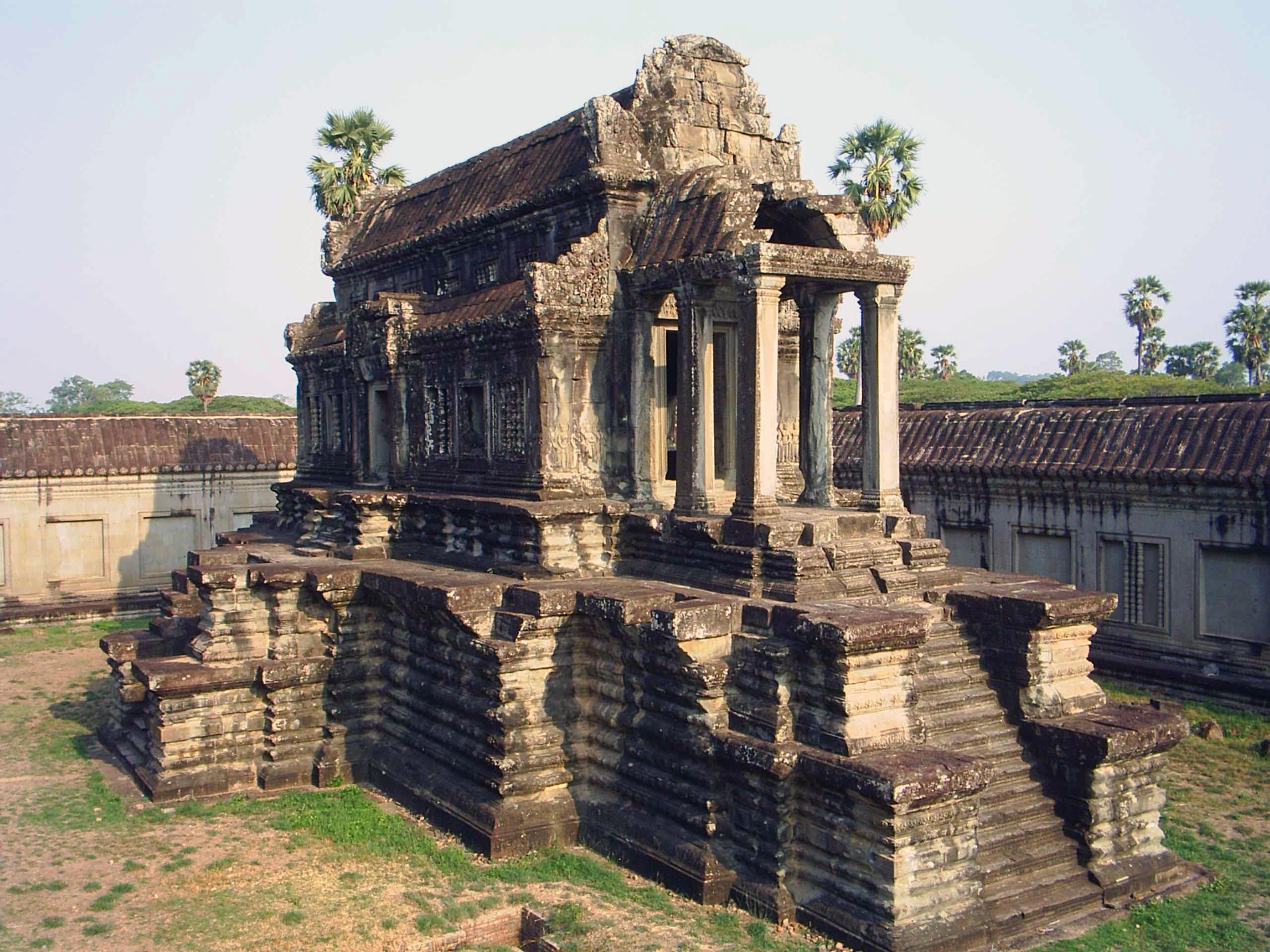
"Bibliothèque" d'Angkor Vat

Cependant, l'importation de modèles dominants d'origine indienne a posé de graves difficultés. Ainsi la transposition du modèle d'une charpente courbe en bois, et en berceau brisé, comme celle que l'on peut reconnaître dans le Bhima ratha de Mahabalipuram ou sur l'un des torana de Sanchi (Grand stūpa, torana nord, face externe, pilier nord. Bas relief montrant la sortie d'un char par la porte d'une ville.) Il semblerait que les Khmers n'aient jamais utilisé ce type de charpente et de couverture, et qu'ils aient transposé dans des constructions en dur des images de ces charpentes en bois (en 2020 on ne peut savoir lesquelles). Les Khmers couvrent leurs charpentes, au moins depuis le VIIe siècle avec des tuiles canal qui ne peuvent être supportées par une charpente courbe. C'est pourtant ce qu'ils ont fait dans le grès avec un goût certain pour le détail : « ainsi est taillé dans la pierre la ligne de tuiles d'about, au-dessus de la corniche, et l'embarrure qui supporte les épis de faîtage. ».
La tuile canal constituait donc la couverture de bâtiments à charpente de bois, mais il s'agissait de toits à double, ou triple pente. Dans les temples, la couverture des galeries a vu en conséquence ces tuiles remplacées par la pierre tout en conservant la forme courbe avec la seule technique connue au Cambodge, l'encorbellement, mais avec de forts risques d'effondrement pour conséquence (voir la bibliothèque d'Angkor Vat (ci-dessus). Il a fallu attendre le XIIe siècle pour comprendre qu'il fallait disposer de suffisamment de pierre pour reproduire le rythme des tuiles canal et des couvre-joints avec le procédé de l'encorbellement en ne dépassant pas trois mètres de largeur. Lorsque cette limite était franchie la voûte s'effondrait.

##### La brique
Les bâtisseurs des premières tours en « dur », des chapelles hindouistes, ont d'abord (jusqu'à la fin du IXe siècle) utilisé la brique, assemblée avec un liant-colle certainement d'origine végétale, comme cela se fait encore de nos jours dans certains pays d'Asie du Sud-est,. On aura pratiqué auparavant le frottement des briques, l'une contre l'autre, afin d'en renforcer l'adhérence. Cette maçonnerie de brique (probablement des parties bâties en relief) est alors sculptée et polie.

Elle reçoit dans les premiers temples conservés, du VIIe siècle, un enduit rouge, puis au cours des siècles suivants une épaisse couche de stuc, permettant de réaliser des reliefs modelés et sculptés. Cependant les joints des briques posées à plat ne sont pas systématiquement alternés, disposés en quinconce. La statique de l'ensemble est donc très fragile, d'autant plus que la brique pleine n'est qu'un parement soigneusement collé, tandis que l'intérieur du mur est rempli de fragments de briques mêlés à la terre. L'ensemble se disloque bien souvent.

##### Les tuiles
À l'époque pré-angkorienne les fragments de tuiles retrouvés sont plates, rectangulaires et larges (25 x 145 x 3 cm). Un élément saillant permet leurs accrochage sur le liteau. D'autres semblables ou avec un trou de fixation, sont plus minces et présentent des cannelures sur le dessus. À l'époque angkorienne ces tuiles plates ont des bordures relevées et sont légèrement trapézoïdales. Elles s'emboîtent « à la romaine ». Un tenon ou un épaulement permet leur accroche. Un émail bleuâtre ou verdâtre couvre la face externe.

##### La pierre

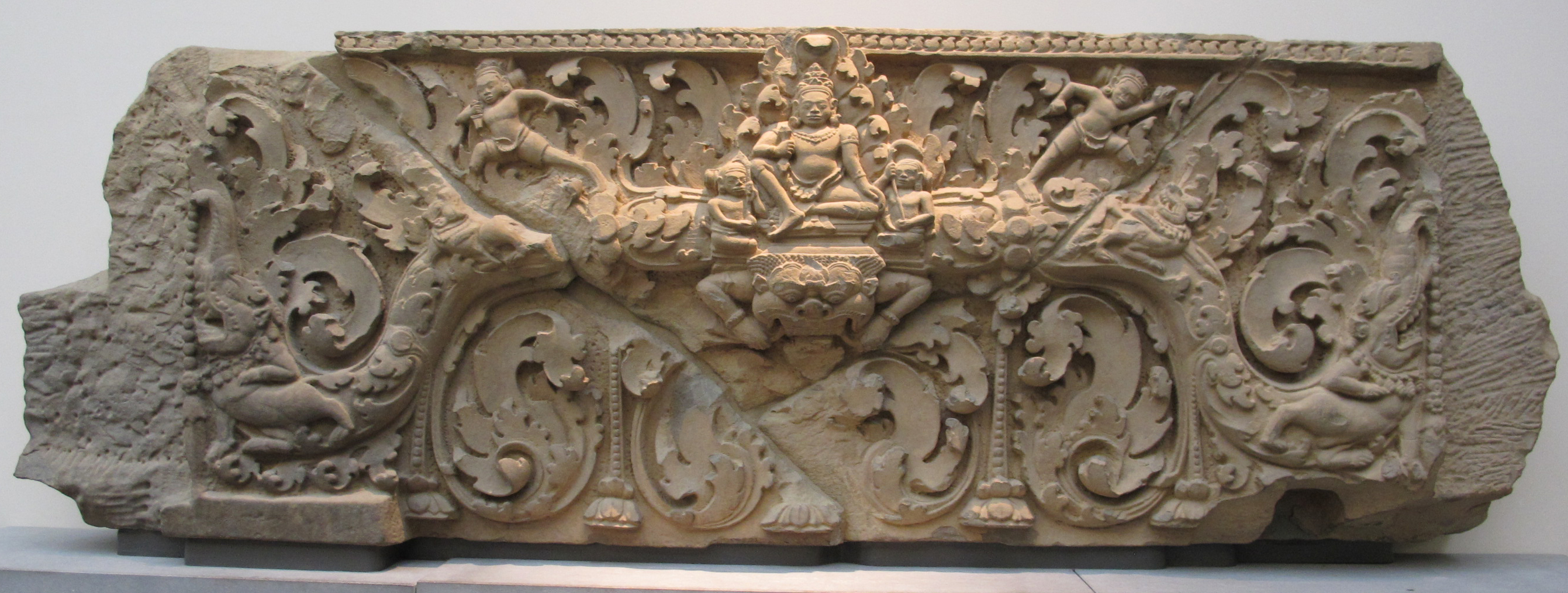
Linteau à décor de guirlandes. Grès. Indra et trois serviteurs. Prasat Koki, style de Kulen. 800-875. Musée Guimet

Les encadrements des ouvertures et notamment les linteaux étaient, dès l'époque pré-angkorienne, en blocs de grès sans décor. Ils permettant dès la seconde moitié du VIIe siècle des scènes complexes, composées en partie en symétrie. Puis au IXe siècle la sculpture de bas-reliefs à guirlandes de feuillages se généralise. Ces guirlandes dans le grès jouent le rôle d'une parure de fête rendue permanente. Derrière ce linteau décoratif était placé un second linteau qui supportait effectivement les charges les plus lourdes.
À partir du Xe siècle, la pierre devient le matériau privilégié. Les blocs de latérite, dure après découpe et séchage, servent de matériau de base pour les murs, les fondations et le remplissage. Le grès est employé pour les portées, le parement et toutes les parties sculptées. Il recouvre la latérite, au moins dans les parties placées au-dessus du sous-bassement, laissé en latérite apparente.

Différentes carrières de grès (souvent dans la région des monts Kulen, au nord d'Angkor) ont fourni une grande variété de coloris : blanc, gris, gris-jaune (Angkor Vat), gris-bleu (Ta Kéo) et rose (notamment Banteay Srei).

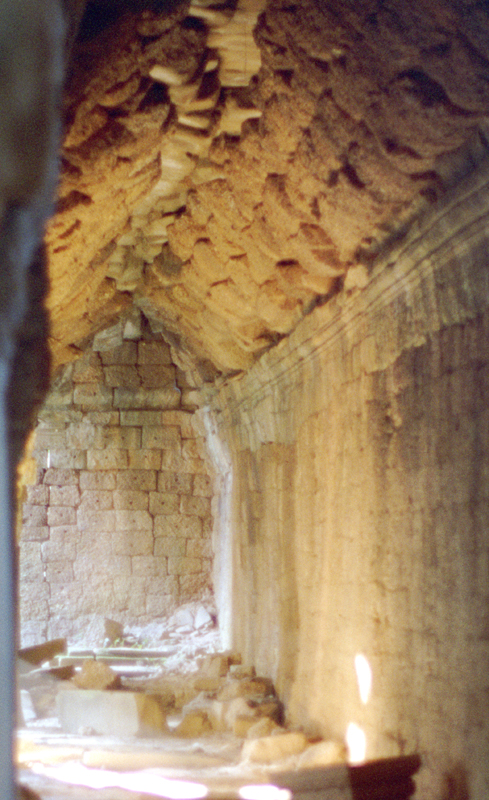
Voûte en encorbellement, appareillage approximatif. Ta-Prom. Galerie

Il semble que, pour les temples-montagnes seuls le résultat rapide et le caractère imposant comptaient pour les bâtisseurs khmers. Ce type de temple, comme le Prasat Thom de Koh Ker, était élevé au cours d'une vie de roi. C'était en effet un monument destiné à protéger le royaume du vivant du roi mais aussi à préparer la vie de celui-ci dans l'au-delà, c'était enfin un monument funéraire. Le temps imparti à sa réalisation était donc limité et les travaux parfois achevés dans l'urgence, des sculptures apparaissant souvent inachevées. Le temple du Baphuon a été ainsi érigé sous Udayādityavarman II au cours de son règne, de 1050 à 1066, en seize ans.
Les temples-montagnes comme le Baphuon étaient élevés sur un cône de sable et gravas, peut-être extraits des baray et des bassins. Puis ce noyau était recouvert de blocs de latérite. Pour le reste de la construction on employait le grès, mais des pièces de bois ont été placées pour renforcer la construction, ce qui la fragilisait malheureusement avec l'alternance des saisons, humide et sèche, entrainant le pourrissement du bois.
Les bâtisseurs privilégiaient l'ajustage en place (par rodage des briques et des blocs de pierre). À côté de cela, pour assurer méthodiquement la cohésion des blocs de pierre les Khmers n'employaient pas l'appareillage à joints croisés ni l'emboîtage des façades et des murs de refend, sans parler de chaînage ; les blocs de pierre, plus ou moins lourds, de taille et forme aléatoire mais très jointifs, étant empilés et soigneusement calés. Les Khmers avaient une grande expérience des constructions en bois et ont essayé de la transposer dans leurs premiers monuments de pierre (notamment les assemblages à tenon et mortaise ou à onglet). Cette méthode de construction est la cause de bien des éboulements dans de nombreux monuments.
Les monuments khmers n'utiliseront jamais l'arc pour leurs voûtes mais uniquement l'encorbellement. Cette technique avait le mérite de combiner voûte et toiture imperméable, mais limitait les audaces (2 mètres de portée en général, les réalisations plus ambitieuses n'ont pas résisté à l'épreuve du temps). La raison de cet emploi exclusif de la voûte encorbellée semble d'ordre religieux, « les voûtes appareillées n'ayant pas de repos, seules les voûtes encorbellées dorment ».

#### Les traits communs
Pendant toute la période d'influence hindouiste, les temples vont évoluer d'une imitation de l'architecture hindoue de l'époque vers un style original dont l'archétype est le temple-montagne : pyramide à cinq gradins surmontée de 5 tours en quinconce évoquant les 5 pics du mythique mont Meru.
- Enceintes

Le plus souvent, le temple-montagne lui-même est entouré de cinq enceintes (et de douves ou bassins) dont seule la plus externe pouvait avoir une utilité militaire de par ses hauteur et épaisseur. L'objectif essentiel semble d'avoir permis de filtrer le nombre, et probablement la qualité, des adorateurs. L'accès au saint-des-saints étant réservé à une petite élite.

Le grand espace entre l'enceinte extérieure et la deuxième avait une utilité temporelle puisqu’abritant de nombreux édifices pour la cour royale, les prêtres et autres habitants de cette cité, c'était la marque de l'enclos sacré, un microcosme. Il avait également l'objectif d'augmenter la majesté du temple, comme on peut le ressentir aujourd'hui en franchissant la gopura ouest d'Angkor Vat et en découvrant le temple au bout de la chaussée bordée de garde-corps qui se terminent par des cobras à plusieurs têtes dressées.
- Escaliers

Escaliers impraticables : perspective et trompe-l'œil, notamment dans les escaliers d'accès dont la largeur et la hauteur des marches diminuent à chaque niveau tandis que la hauteur des marches décroît. Hors le renforcement de l'impression de hauteur, une explication a été donnée qui fait de ces masses de pierre des contreforts s'opposant à la poussée des matériaux, essentiellement du sable au Baphuon, qui constituent le cœur du temple-montagne . La nécessité de contrebuter s'est d'abord imposée et a été ensuite utilisée pour l'effet de trompe-l'œil qui augmente l'impression de hauteur du bâtiment.
- Galeries ouvertes, passages et préau

Les simples murs d'enceinte des premiers temps ont été, par la suite transformés en galeries d'abord protégées par une charpente de bois et une couverture de tuiles. Au XIIe siècle la galerie peut être doublée sur un ou deux côtés par un passage moins large couvert en demi-voûte en encorbellement. À Angkor Vat le préau cruciforme, entre la 3e et la 2e enceinte, est couvert de demi-voûtes et de voûtes pleines à encorbellement dont l'intrados (la voûte, côté intérieur) était masqué par un plafond de bois doré. Tous les passages sont bordés par des piliers à double rangée, aux bas-reliefs d'ascètes en prière et quelques statues de "Mille Bouddha" très postérieures à l'édifice, sur leur base.
- Sanctuaires à fausses portes : prasat

Chaque sanctuaire abritant la cella, minuscule lieu de cérémonie, a une seule ouverture, une porte, généralement à l'Est, autrefois munie de battants en bois, tandis qu'aux 3 autres points cardinaux, il comporte des fausses portes en pierre. Ce premier niveau est surmonté de 3 à 4 faux étages pyramidaux comportant des fausses portes ou, du moins, des frontons.
- Fenêtre à balustres

Rappel des constructions en bois, de nombreuses fenêtres et fausses fenêtres sont obscurcies par des balustres en grès qui paraissent comme fabriqués au tour.
- Pilastres, poteaux et colonnettes

Les pilastres en brique rythment les faces des bâtiments et aux angles. Ils encadrent des scènes sculptées sur les plats entre pilastres. Les poteaux semblent avoir été utilisés pour des pavillons, comme celui dont la trace a été découverte sur la terrasse du Roi lépreux. Les piliers, rares avant l'époque angkorienne, deviennent caractéristiques du style. Support d'entablement, il occupe vite une place indispensable dans les galeries et les salles. Il possède un chapiteau à moulures et une base le plus souvent symétrique.

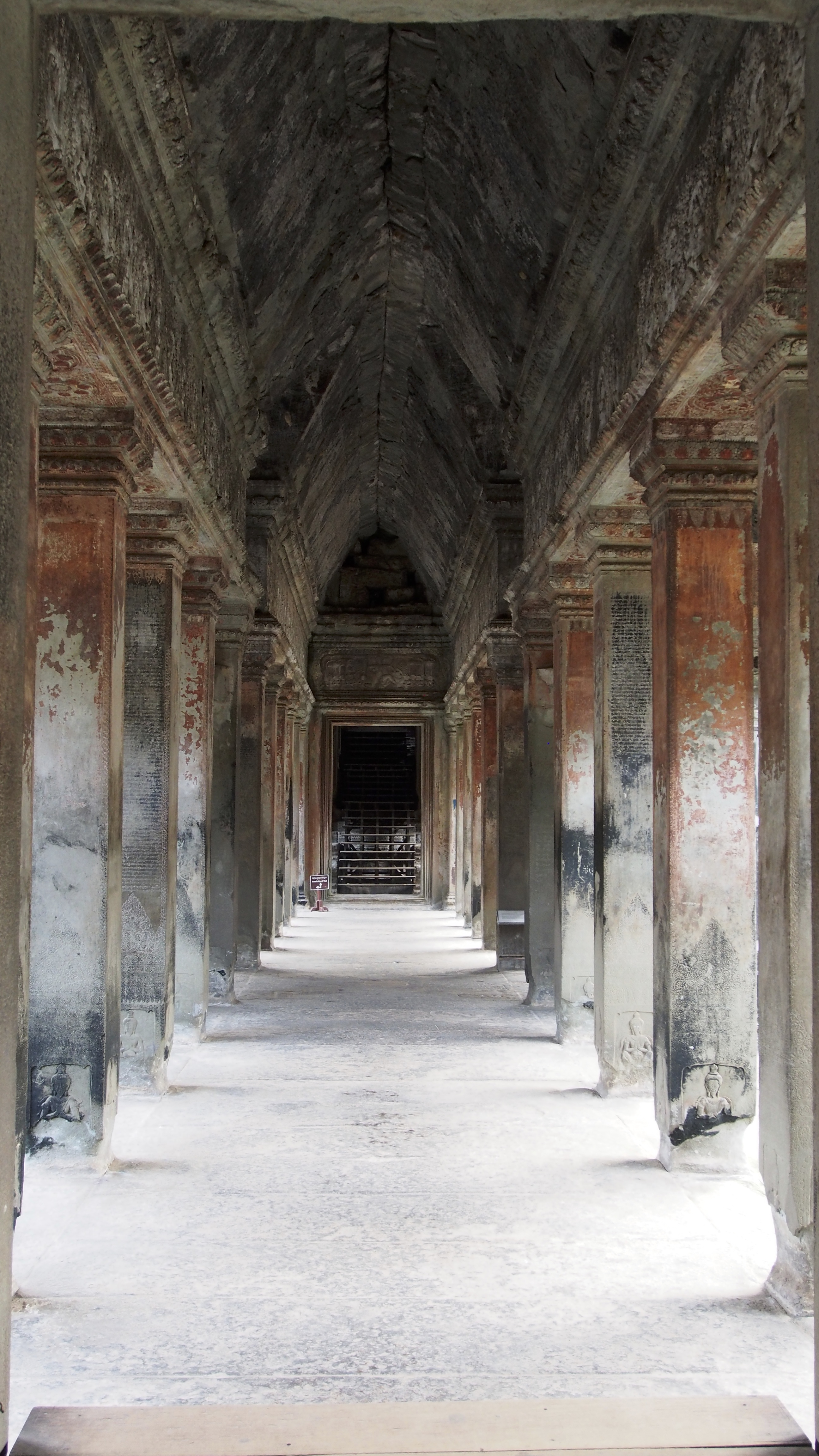
Galerie ouverte, Angkor Vat
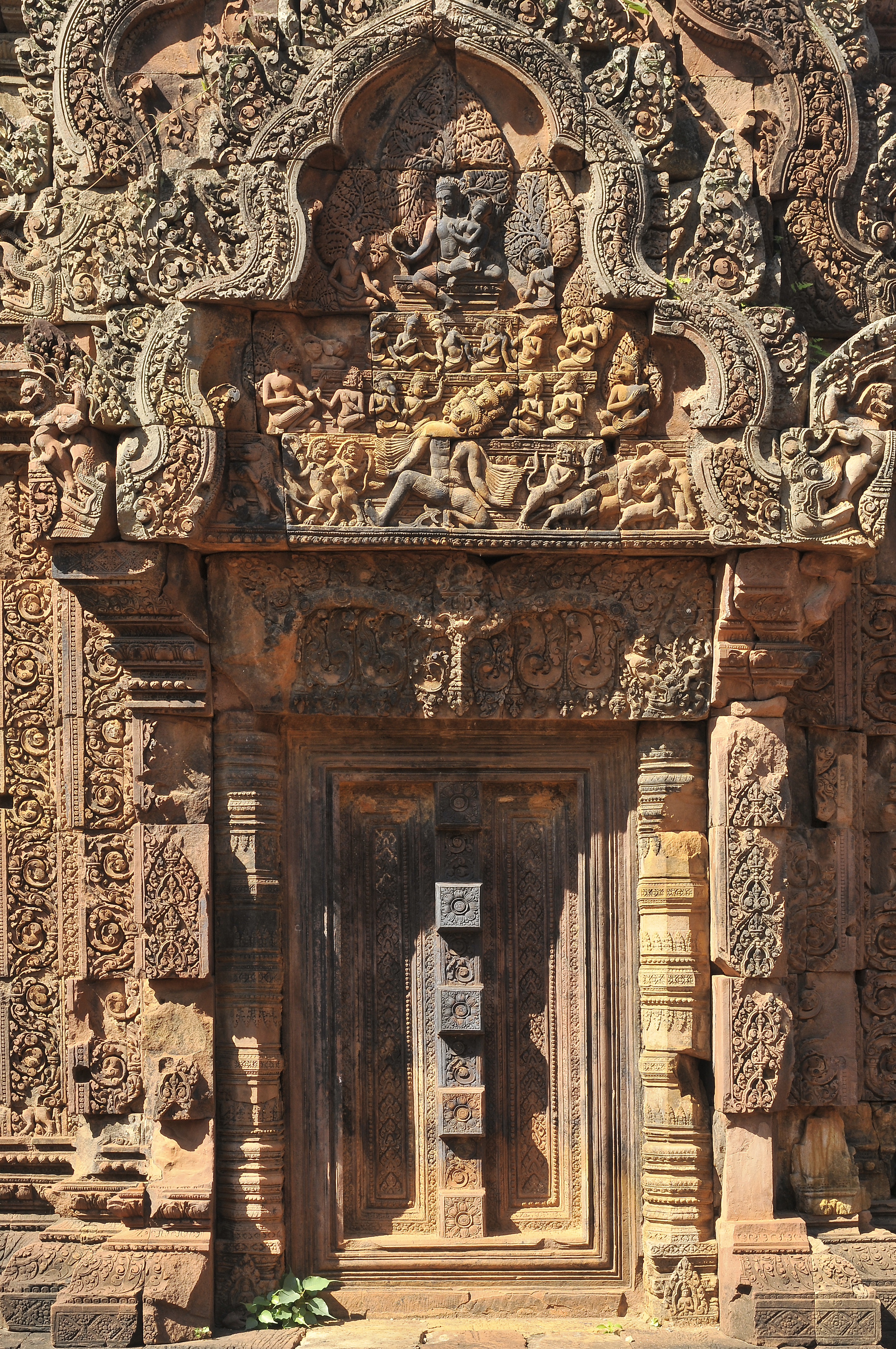
Fausse porte et tympan, Banteay Srei
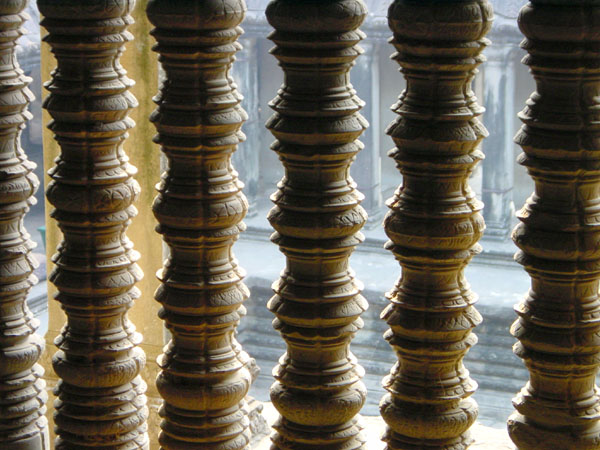
Fenêtre à balustres, Angkor Vat
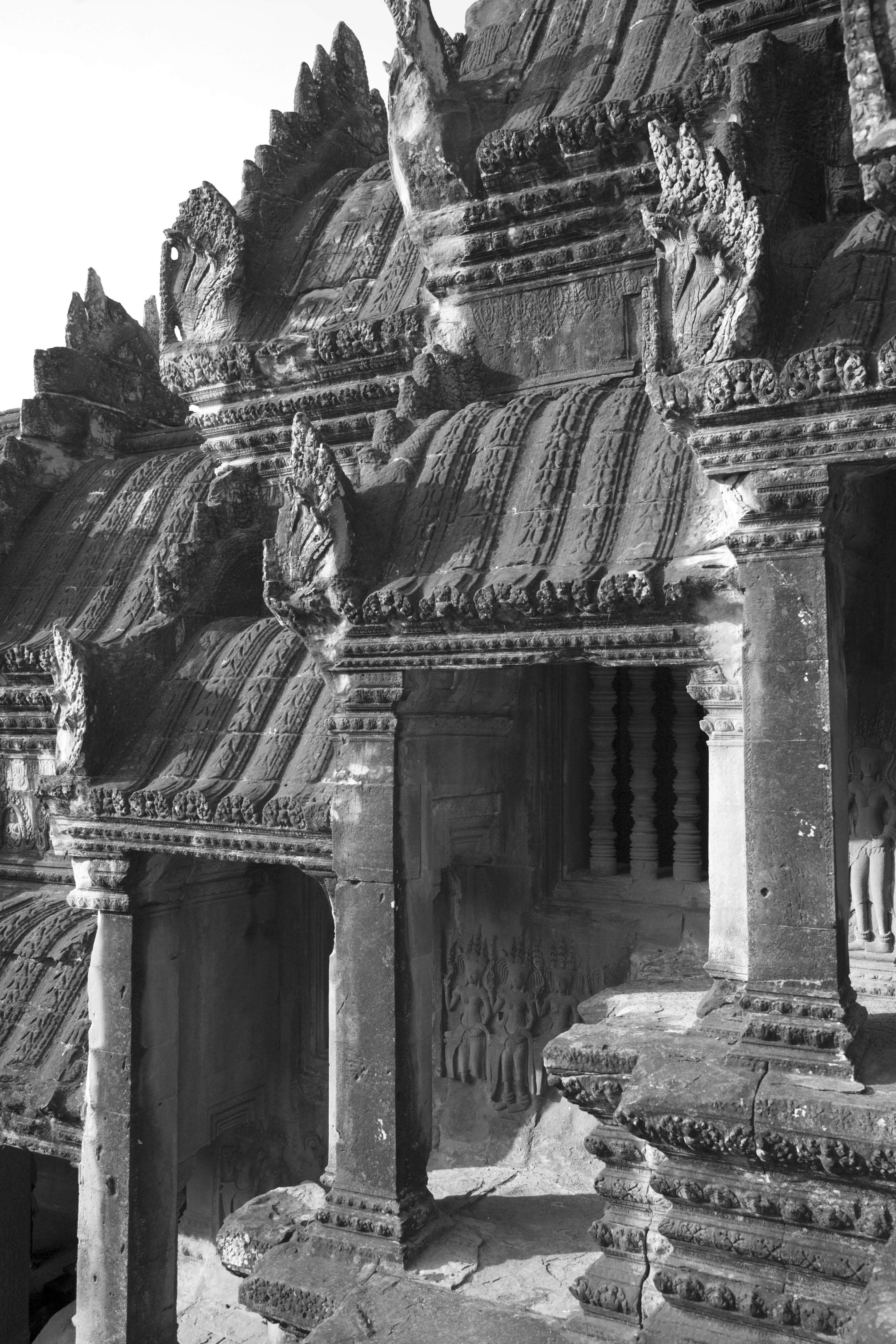
Voûte sur piliers et mur sur trois degrés. Angkor Vat, 2e enceinte

## Styles de l'architecture khmère
| Style                               | Période                 | Souverain                                                          | Exemples au Cambodge                                                                                        | Exemples en Thaïlande et au Laos | Principales caractéristiques | Caractéristiques des linteaux | Illustrations |
| ----------------------------------- | ----------------------- | ------------------------------------------------------------------ | --- | --- | --- | --- | ------------- |
| Phnom Da                            | ~514-600                | Rudravarman, Bhava Varman Ier, Mahendra Varman                     | Prasat Phnom Da (en) (Ta Keo)                                                                               | | Temple en brique à Vishnou et sanctuaires rupestres | |               |
| Thala Borivat                       | antérieur au VIe siècle | Içanavarman Ier                                                    | | | Tour en brique, parfois 2 ou 3 en ligne | Variante du style de Sambor Prei Kuk: petits makaras face à face, deux arcs se rejoignant en un médaillon, petites silhouettes au-dessus des makaras |               |
| Sambor Prei Kuk                     | ~630-635                | Bhava Varman II                                                    | Sambor Prei Kuk                                                                                             | Prasat Khao Noi | | Makaras face à face, en forme de bougie ; quatre arcs reliés par trois médaillons, petites silhouettes au-dessus des makaras |               |
| Prei Kmeng                          | ~635-700                | Jayavarman Ier                                                     | Prasat Prei Kmeng                                                                                           | Prasat Khao Noi, Prasat Phum Pon | | Continuité du style de Sambor Prei Kuk. Les makaras sont remplacés par des incurvations ; arcs contenant une ligne droite, voire rectilignes |               |
| Prasat Andet                        | ~657-681                | Jayavarman Ier                                                     | Prasat Andet                                                                                                | | | Comme dans le style de Prei Kmeng, les makaras sont remplacés par des incurvations ; arcs contenant une ligne droite, voire rectilignes |               |
| Kompong Preah                       | ~706-825                |                                                                    | Kompong Preah, Prasat Ak Yum, Trapeang Pong                                                                 | | | Arches remplacées par des guirlandes plus ou moins segmentées ; disparition des médaillons, les médaillons centraux étant parfois remplacés par des nœuds de végétation ; pendeloques végétales au-dessus et en dessous des guirlandes                                                                                    |               |
| Kulen                               | ~825-875                | Jayavarman II, Jayavarman III                                      | Prasat Damre Krap, Prasat Kok Po, Prasat Prei Monti                                                         | | Utilisation de la brique avec des éléments en pierre, ornementation de volutes et feuillages                                                                                      | |               |
| Roluos, Preah Ko                    | ~875-893                | Indravarman Ier                                                    | Preah Ko, Bakong, Lolei                                                                                     | Prasat Phnom Wan | Une ou plusieurs tours sur plateforme unique, usage intense de la brique | Tympans à scènes figurées, arabesques en stuc, lotus en rinceaux, quelques bas-reliefs en grès ; apparitions des kalas, crachant des guirlandes des deux côtés ; présence parfois à l'extrémité des linteaux de makaras faisant face à l'extérieur.                                                                       |               |
| Bakheng                             | ~893-925                | Yasovarman I, Harshavarman Ier                                     | Phnom Bakheng, Phnom Krom, Phnom Bok, Baray oriental, Prasat Kravan, Baksei Chamkrong                       | Prasat Phnom Wan, Prasat Huei Thamo (Laos), Prang Khaek | Les monuments importants sont en pierre (temples-montagne) ; statues figées | En Thaïlande, les guirlandes des linteaux deviennent des Nâgas à la tête tournée vers l'extérieur ; sous le corps du nâga, la végétation forme des volutes. |               |
| Koh Ker                             | ~921-945                | Jayavarman IV                                                      | Koh Ker et son groupe                                                                                       | Prang Khaek, Prasat Mueang Kaek, Prasat Non Ku, Prasat Phnom Rung | Importante tour centrale, éventuellement entourée de galeries | Le centre du linteau est occupé presque sur toute sa hauteur par une scène principale ; habituellement pas de registre inférieur ; sampot incurvé dans sa remontée vers la taille |               |
| Pre Rup                             | ~947-965                | Rajendravarman II                                                  | Mebon oriental, Pre Rup                                                                                     | | Style de transition: sanctuaire partiellement entouré de longs halls | Tendance à copier les styles plus anciens, notamment les styles de Preah Ko et Bakheng ; figures centrales ; réapparition d'un registre inférieur. |               |
| Banteai Srei                        | ~965-1000               | Jayavarman V                                                       | Phimeanakas, Banteay Srei                                                                                   | Preah Vihear, Prasat Yer, Prasat Ban Prasat ou Prasat Huai Tab Tan, Prasat Ban Ben | | Riche ornementation des linteaux, frontons et pignons ; les guirlandes forment parfois des boucles prononcées, avec un kâla au-dessus de chaque boucle ; figure centrale |               |
| Kleang                              | ~965-1000               | Jayavarman V, Suryavarman I                                        | Ta Keo, Kleang nord et sud, Baray occidental, Phimeanakas, Phnom Chisor, Vat Ek, Vat Baset                  | Prasat Muang Tam, Preah Vihear, Prasat Yer, Prasat Phu Fai, Prasat Tam Nak Sai, Prasat Ban Ben | Galeries, plan cruciforme | Linteaux moins décorés ; kâla central à langue triangulaire, guirlandes avec bouclesde part et d'autre |               |
| Baphuon                             | ~1010-1080              | Udayādityavarman II                                                | Mebon occidental, Baphuon, Preah Vihear                                                                     | Prang Pha Kho, Ku Pueai Noi, Prasat Nong Hong, Prasat Bai Baek, Prasat Muang Tam, Prasat Sdok Kok Thom, Prasat Ta Muen Thom, Prasat Ban Phlai, Prasat Ban Phluang, Ku Phra Kona, Prasat Ku Ka Sing, Prasat Phnom Wan, Prasat Don Tuan, Prasat Sa Kamphaeng Yai, Wat Phra That Choeng Chum, Prasat Narai Cheng Weng, Prasat Ta Leng | Riche sculpture, motifs floraux, certains murs sont décorés de scènes | Linteaux avec Vishnou, Nâga (capuchon non déployé) ; Kâla surmonté d'une divinité, habituellement sur une monture, ou scène de la vie de Krishna |               |
| Angkor Vat                          | ~1100-1175              | Jayavarman VI, Suryavarman II                                      | Angkor Vat, Chau Say Tevoda, Banteay Samre, Thommanon                                                       | Prasat Hin Phimai, Prasat Phnom Rung, Prasat Sikhoraphum, Prasat Hin Ku Suan Taeng, Ku Pueai Noi, Prasat Yai Ngao, Prasat Prang Ku, Vat Phu | Tours coniques en épi de maïs, terrasses de plan cruciforme, apsaras, Nâga (capuchon non déployé)                                                                                 | Linteaux richement sculptés ; deux types: centré, encadré avec guirlandes, ou une scène, souvent de type narratif avec de nombreux personnages ; quand des Nâgas sont représentés, ils sont couronnés ; quand il y a de la végétation, les arrondis sont étroits ; au Prasat Hin Phimai, motifs avec Bouddhas tantriques. |               |
| Bayon                               | ~1177-1230              | Yaçovarman II, Tribhuvanâditya-Varman, Jayavarman VII (bouddhiste) | Preah Pithu, Beng Mealea, Neak Pean, Ta Prohm, Banteay Kdei, Angkor Thom, Bayon, Preah Khan, Banteay Chhmar | Prasat Mueang Kao, Prasat Kok Ngiu, Prang Ban Sida, Prasat Nang Rang, Prasat Sa Kamphaeng Noi, Kuti Reussi #1, Kuti Reussi #2, Prasat Hin Chom Phra, Prasat Muang Thi, Prasat Ban Bu, Prasat Muang Sing, Prasat Ta Muen, Prasat Ta Muen Toch, Prasat Tha Piang Tia, Prasat Non Ku, Ku Santarat, Ku Mahatat (Ku Ban Kwao), Prasat Phu Fai, Prasat Tam Nak Sai, Ku Som Boon, Prasat Hin Ban Samo, Prasat Ban Noi, Wat Phra Sri Ratana Mahathat | Construction rapide, pierre souvent remplacée par de la latérite, sculpture moins élégante, plans complexes, temples vastes ; tours visages et bas-reliefs narratifs au Cambodge. | La plupart des personnages ont disparu ; seul demeure un Kâla surmonté d'un petit personnage ; les motifs sont essentiellement d'inspiration bouddhiste ; guirlandes segmentées en quatre morceaux, voire plus |               |
| Bayon-Lopburi (Thaïlande seulement) |                         |                                                                    | Thaïlande seulement                                                                                         | Phra Prang Sam Yod, Prang Khaek, San Ta Pha Daeng, Wat Si Sawai, Wat Phra Pai Luang, Wat Phra Sri Ratana Mahathat, Wat Chao Chan, Wat Kamphaeng Laeng | Utilisation fréquente du plâtre | |               |

## Iconographie hindouiste dans l'art khmer

### Figures centrales de l'hindouisme

#### Vishnou. Les mythes duVaishnava

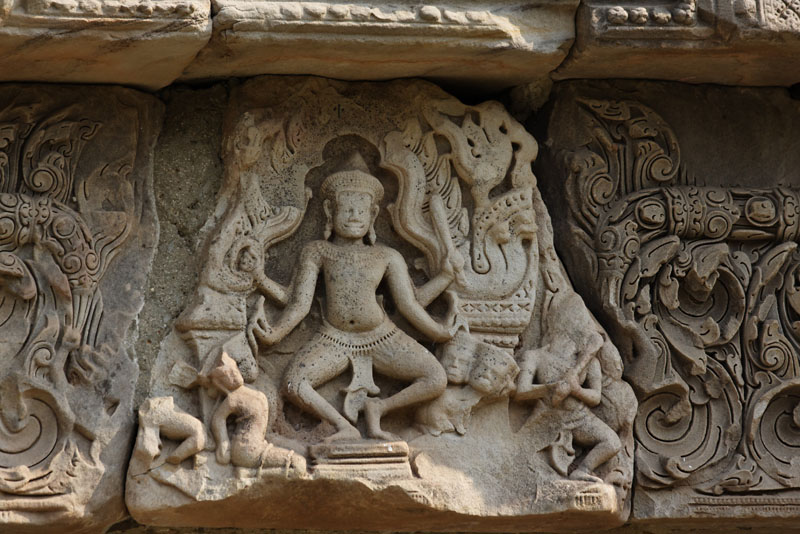
Vishnou dansant, à 4 bras. Linteau, entrée nord, Prasat Hin Phimai

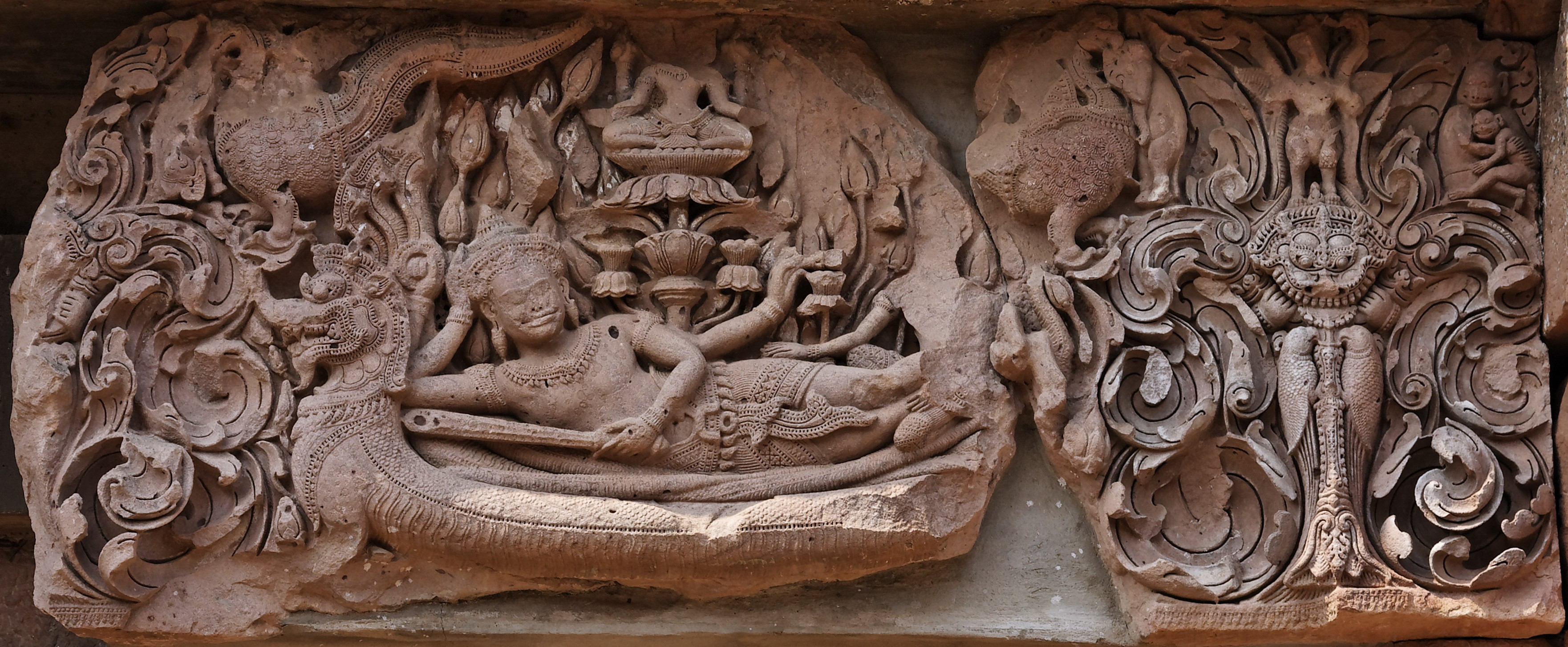
Vishnou allongé sur un Reachisey. Prasat Phnom Rung

Vishnou est le dieu suprême du Vaishnava, le sauveur, celui qui concentre en lui-même la Trimūrti dont Brahma et Shiva ne sont que des aspects.
Le Vishnouisme et le Vaishnavisme étaient connus dans l'empire khmer dès le Ier siècle de l'ère chrétienne. Pendant la période pré-angkorienne, Vishnou est représenté avec huit bras, alors que dans de nombreux bas-reliefs de la période angkorienne, il a quatre bras et apparaît sous la forme d'un simple vacher. Krishna, son plus proche avatar, est souvent assimilé à Vishnou et vice-versa.
Voici quelques représentations ou illustrations des mythes du Vaishnava, que l'on peut retrouver dans l'art khmer, sans être exhaustif :
Matsya le poisson  (avatar de Vishnou) ; Kurma la tortue (avatar) ; Varâha le sanglier  (avatar) ; Narasimha l'être mi-humain, mi-lion (avatar) ; Vamana le nain  (avatar) ; Rāma (avatar) ; qui tue Ravana : Parashurâma (Rama à la hache, avatar) ; Vishnou en tant que dieu suprême, à huit bras ;  Vishnou Asanamurti, c'est-à-dire assis, ses jambes pouvant prendre diverses positions, ou montant Garuda (très fréquent) ; Vishnou endormi sur le serpent Ananta et la naissance de Brahma d'un bouton de lotus sorti du nombril de Vishnou ; Vishnou tuant Madhu et Kaitabha, deux asuras sortis de l'oreille de Vishnou pendant son sommeil ; l'invitation faite à Vishnou de descendre sur terre ; le barattage de la mer de lait (ou de l'Océan de lait) : Vishnou sous les traits de Mohini, récupérant l'Amrita (élixir de longue vie) ; Vishnou dans la bataille des devas et apsaras pour la possession de l'Amrita ; Vishnou Trivikrama sous la forme du géant qui effectue les trois pas (Trivikrama) et récupère ainsi la plus grande partie du monde, abandonnant les enfers ;  Vishnou Gajendramoksha, délivrant Gajendra, le seigneur des éléphants ; enfin Lakshmi, la shakti de Vishnou.

#### Les mythes deKrishna, "le sombre"
Il est le huitième avatar de Vishnou et le frère de Balarama, septième avatar. Voici quelques mythes dont on peut trouver la représentation sur des bas-reliefs khmers :
La jeunesse de Krishna et son adolescence: le massacre des jeunes garçons ; la préparation de la fuite et l'échange de Krishna et de la Yoga Mâyâr, fille de Yashoda ; la destruction du chariot et de Trivanarta,; le rite de purification de Krishna et de son frère Balarâma ; Krishna déracinant deux arbres avec Arjuna, tuant l'asura Vatsa et Balarâma tuant Denuka ; Krishna tuant les asuras Baka et Agha ; Krishna soumettant le Nâga Kaliya ; la mise à mort du démon Pralamba ; Krishna maitrisant le feu de la forêt de Dandakha ; Krishna arrêtant le sacrifice d'Indra ; Krishna soulevant le mont Govardhana
L'âge adulte : la danse de Râsa-Krida ou Râsa-mandala ; Krishna tuant Arishta ; Krishna tuant Kesin ; Krishna et la vision d'Akrura ; la fête de l'arc où Krishna put utiliser l'arc que même Indra n'avait pu soulever ; Krishna tuant l'éléphant Kuvalayapida ; Krishna tuant les lutteurs ; Krishna tuant Kamsa ; la légende de Pradyumna ; la victoire de Krishna sur l'asura Naraka [le fils de la terre] ; Krishna retournant le mont Maniparvata [Le sommet du mont Mandara] ; Aniruddha prisonnier du nagapasha [un serpent] ; la victoire de Krishna sur l'asura Bana ; la descente de Krishna et Balarama aux enfers.

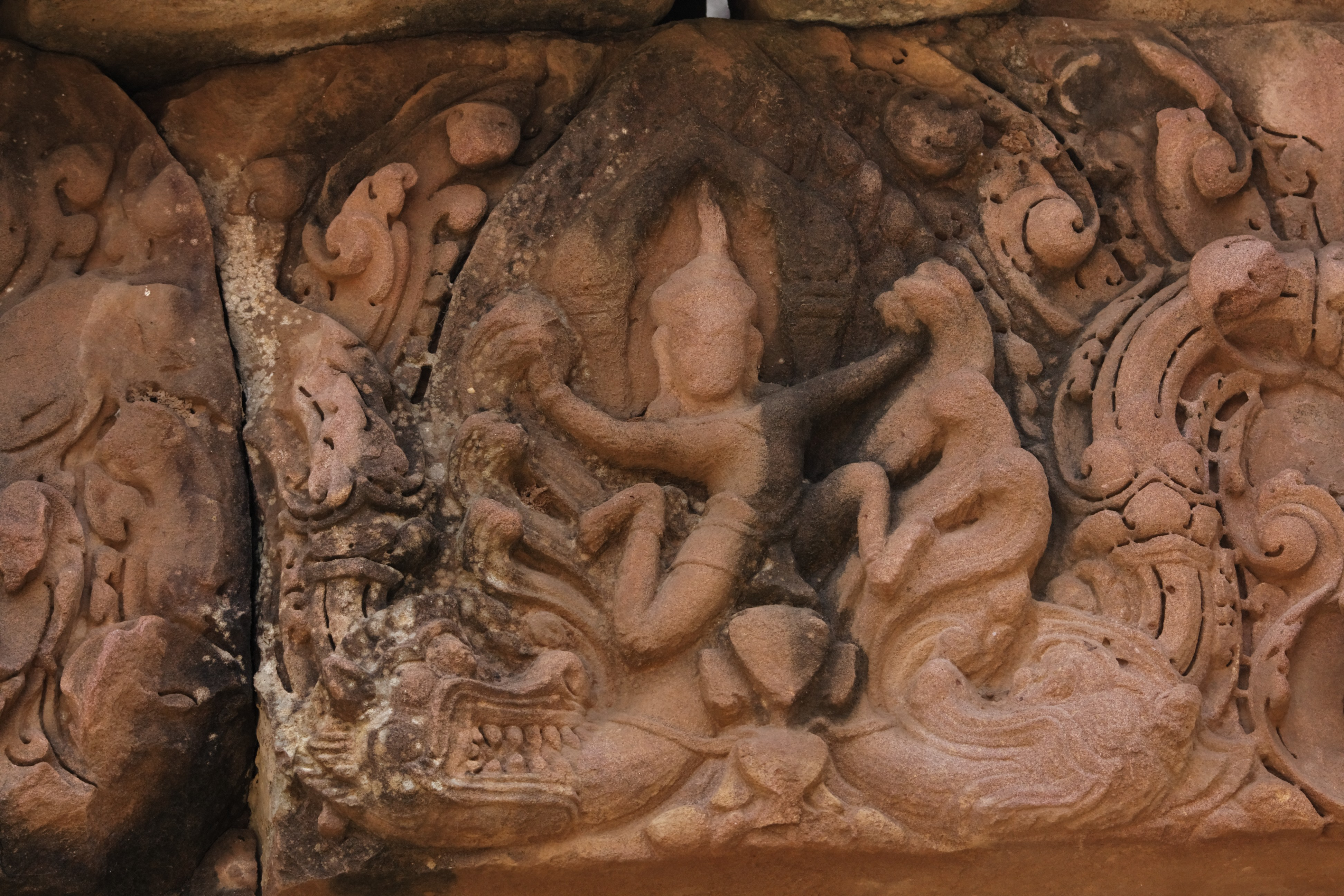
Krishna combattant Kaliya, le naga à cinq têtesLinteau, porte principale, gopura Est externe, Prasat Muang Tam
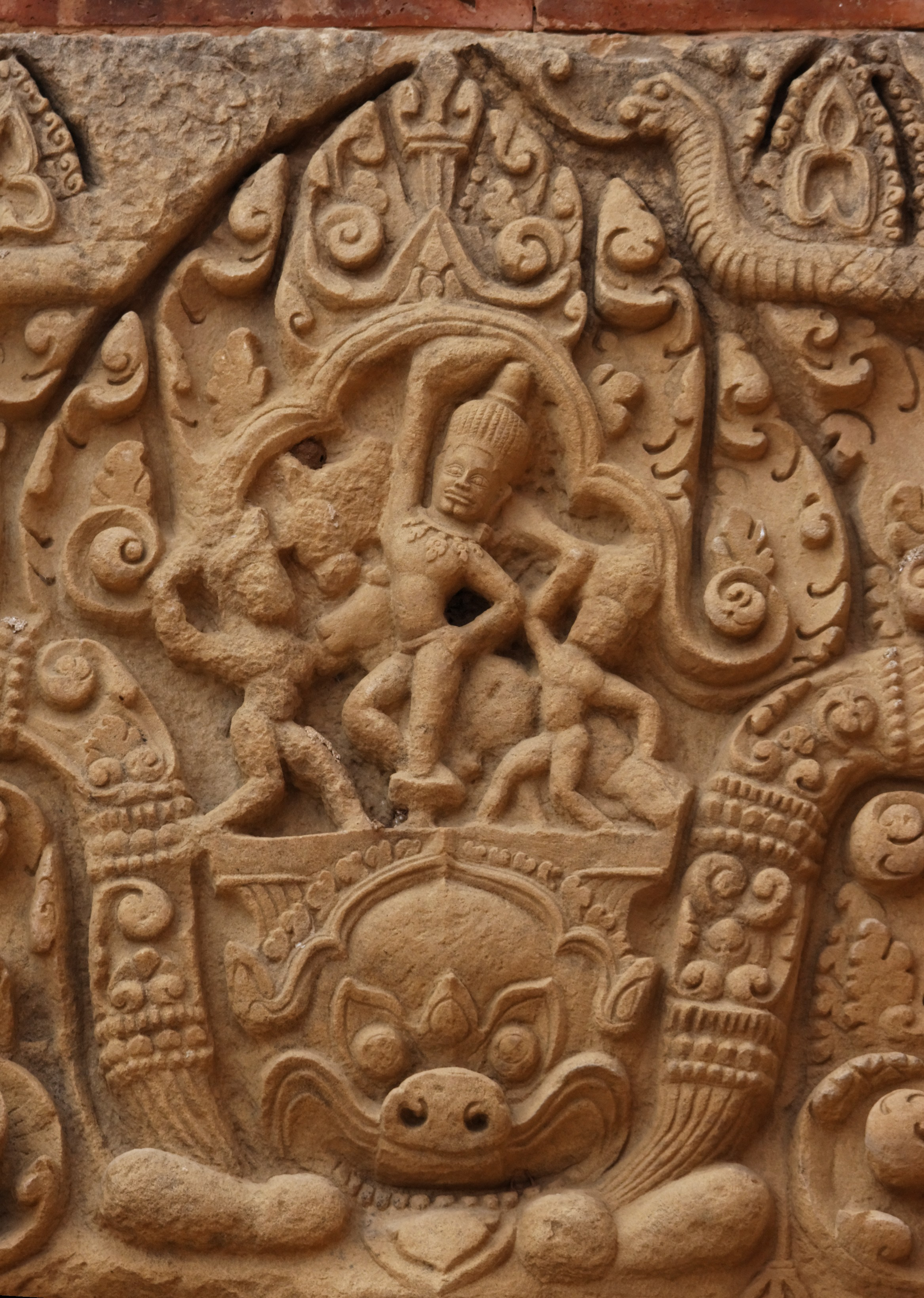
Krishna soulevant le mont Govardhana au-dessus d'un Kâla. Linteau, tour nord, Prasat Muang Tam

#### LeMahâbhârata
Cette épopée comporte des centaines d'évènements et complots entre les Pândavas et les Kauravas, dont certains sont représentés sous forme de bas-reliefs narratifs sur certains temples :
L'histoire de Tilottama créée pour séduire les deux frères asuras inséparables Sunda et Upasunda ; l'incendie de la forêt de Khandava ; le svayamvara [compétition organisée pour trouver un mari] de Draupadi ; la mise à mort de Shishupala ; Brishma sur un lit de flèches ; Bhima fendant le prince Duhshasana en deux ; le duel entre Bhima et Duryodhana ; la bataille de Kurukshetra.

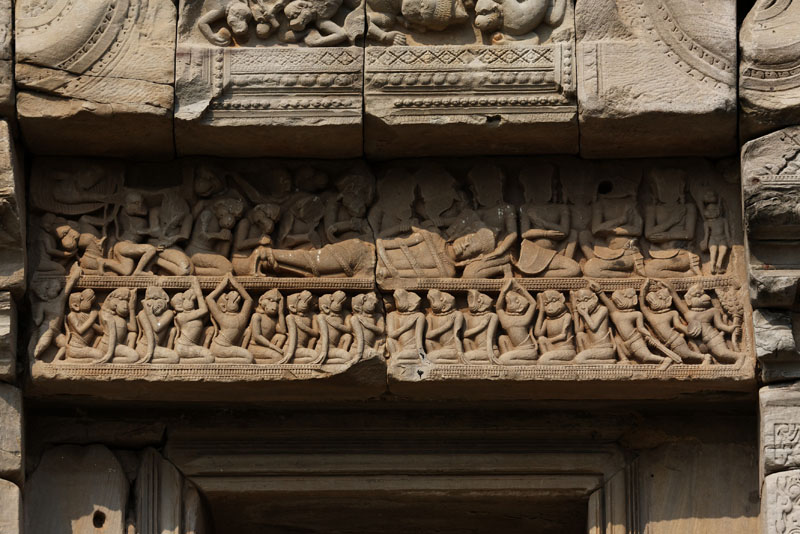
Râmâyana: Rama et son frère Lakshmana pris dans les anneaux du Nâga. Linteau du Prasat Hin Phimai

#### La légende deRāma, leRâmâyana
Parmi les diverses scènes du Râmâyana illustrées sous forme de bas-reliefs, les plus fréquentes sont les scènes de bataille. Entre autres le combat de Rama ; Ravana et leurs armées est largement représenté et comprend des guerriers, des cavaliers, des archers, des singes et des chariots. Le premier livre du Râmâyana est peu représenté : seul l'épisode où il tue Tataka (en) [Femme Yaksha qui pouvait changer de forme, également grand-mère de Ravana], puis soulève et bande le Shiva Dhanush [Le grand arc de Shiva] (durant le swayamvara [pratique de l'Inde ancienne consistant à choisir son partenaire pour la vie] de Sītā). Le dernier livre est complètement ignoré dans les bas-reliefs khmers.

#### Les mythes deShiva
Shiva réside sur le mont Kailash, où il vit une vie d'ascète. Il est d'ailleurs souvent représenté comme un jeune rishi [Ascète] , portant une barbe et une chevelure tressée, et ceint d'un simple linge, parfois d'une peau de tigre. Il est représenté avec deux, quatre ou avec huit bras, quand il danse le tandava [danse divine] (Shiva nataraja). Les symboles de la mort (calotte crânienne, collier de crânes), présents en Inde, ne le sont pas dans les représentations khmères. Les attributs de Shiva sont le trident (trishula), la lance (parashu), l'arc fait d'un serpent (pinaka), la massue (khatvanga) et parfois le croissant de lune dans la chevelure ; la plupart du temps, il tient un rosaire (akshamala) à grosses perles, et il est représenté accompagné de sa compagne Parvati (une forme de Devî), assis tous deux sur le taureau Nandin, assisté parfois de son fils Ganesh.
L'ascétisme est souvent pratiqué en l'honneur de Shiva d'où la représentation très fréquente d'ascètes, de rishis sur les temples khmers.
La vénération du linga  : Dans l'empire khmer, l'adoration de Shiva se faisait à travers sa représentation anthropomorphe ou/et sous forme géométrique et symbolique au sein de la Trimurti, le lingam (ou linga). Cet objet symbolique est d'apparence phallique et géométrique encastré dans un bassin, yoni. Le linga symbolise la Trimūrti. Les différents types de linga-yoni sont tout à fait semblables à ceux de l'art du Champa, voisin du pays khmer dans l'actuel Vietnam. Il compte plusieurs segments dont seule la partie supérieure est normalement visible. La partie inférieure, de section carrée, est le symbole de Brahmā, la partie médiane de section octogonale, symbolique de Vishnou, et la partie supérieure, circulaire, de Shiva. La Trimūrti, Vishnou, Brahmā et Shiva, incarne le cycle de manifestation, conservation et dissolution de l'univers dont Brahma est le créateur, Vishnou le protecteur et Shiva (Rudra) le destructeur. Le linga, sous les formes abstraites et stylisées de Shiva représentant son universalité. Le linga était constitué de métaux précieux (aujourd'hui disparus) et de pierre ou uniquement de pierre. Les offrandes sont versées par les prêtres sur la partie visible du linga et s'écoulent dans le bassin. Ces prêtres se chargent d'entretenir le garbha-griha, le centre du sanctuaire (la cella des romains) qui contient l'image sacrée de la divinité, et où sont versées ou déposées les offrandes.
La Trimurti de Shiva est donc l'ensemble de sa forme terrible (Shiva sous la forme de Rudra), sa forme passionnée (Brahma) et sa forme aimable (Vishnou).
Le mythe du linga : rivalité de Brahma et Shiva pour savoir lequel était le plus important. Une immense colonne de feu apparut devant eux, le phallus de Shiva qui s'était castré ; chacun des dieux saisit une des extrémités, Shiva en s'élevant dans les cieux en prenant la forme de l'oie Hamsa, et Vishnou en prenant la forme du sanglier Varâha et en creusant le sol. Shiva, satisfait, apparut au milieu de la colonne de feu, avec ses multiples visages, bras et jambes, resplendissant de la lumière du soleil, de la lune et du feu et son troisième œil ; il disparut avec Brahma et Vishnou, et laissa sur terre son linga.
Sadashiva ou Mahesha : forme la plus complexe de Shiva l'éternel (sada) montrant ses cinq visages et ses dix bras. Le quatrième visage n'est pas visible sur les bas-reliefs, bien sûr, et le cinquième n'est visible que par les dévots méditant sur la nature supérieure de Shiva.
Shiva Mahaguru et Dakshinamurti est le grand enseignant (mahaguru) des arts et des sciences ; il est assis sur un lotus et tient à la main un livre constitué de feuilles de palmier ; quand il est tourné, vers le sud, il prend le nom de Dakshinamurti.
Shiva Bikshatanamurti, Shiva dans la forêt de pins : un épisode où le dieu voulut tester la foi et la sincérité des brahmanes en tentant de les distraire des rites sacrificiels qu'ils accomplissaient, et en prenant la forme d'un bel adolescent à la peau sombre provoquant leurs épouses.
Shiva réduisant Kama en cendres : les dieux demandèrent à Kama de tirer Shiva de sa méditation pour l'inciter à avoir un enfant de Parvati, lequel enfant serait en mesure de tuer le démon Taraka. Kama tira des flèches de fleurs de manguier, mais Shiva le remarqua et le réduisit en cendres d'une flamme sortie de son troisième œil.
Shiva ascète : il prit un jour l'apparence d'un ascète et essaya de troubler Parvati en méditation en lançant des imprécations contre lui-même ; Parvati se boucha les oreilles pour ne pas l'entendre.
Dans le livre 3 du Mahabharata, Arjuna doit endurer toutes sortes d'épreuves avant d'affronter Shiva sous sa forme de kirata dans un combat au cours duquel Arjuna se rendit finalement compte qu'il avait affaire à Shiva, qui apprécia son courage et sa dévotion.
Dans le livre VII du Rāmāyana, le géant Ravana, roi des démons du Lankâ - l'actuel Sri Lanka - se rendit au mont Kailash, demeure de Shiva et Parvati, mais fut stoppé par un gardien géant ; furieux, il souleva la montagne et la secoua pour attirer l'attention de Shiva. Celui-ci, d'un coup d'orteil, fit s'écrouler la montagne sur Ravana, qui fut pris sous les gravats ; reconnaissant les pouvoirs de Shiva, il chanta ses louanges pendant 1000 ans ; en retour, Shiva lui fit cadeau d'une épée.
Nataraja : évoque la puissance de Shiva, « Roi de la danse » ou Nataraja. Ivre, le dieu exécute le tandana, la danse orgiaque qu'il a inventée, au centre d'un cercle de démons, également ivres. La danse symbolise la destruction du monde. Son rythme est la source de tout mouvement dans l'univers et l'origine du pouvoir cosmique. Cette danse représente également les cinq activités de Shiva : la création, la préservation, la destruction, l'incarnation et la libération ; en ceci, il est supérieur à Vishnou, qui n'a que le pouvoir de création. Dans l'art khmer, il est représenté souvent avec dix bras, danse en général seul, éventuellement accompagné de Brahma et Vishnou, frappant dans leurs mains en suivant le rythme de la danse.
La shakti de Shiva est son aspect féminin. Elle se manifeste sous différentes formes : Durga l'inaccessible, Umâ la propice, Kâlî la noire, Pārvatī la fille de la montagne ou bien encore Devî ou Mahadevî, la déesse par excellence.
L'Umamaheshvara est une scène « familiale » fréquemment représentée dans l'art khmer, où Shiva et sa parèdre Pārvatī montent le taureau Nandi. Habituellement, le dieu n'est représenté qu'avec deux bras, l'un tenant un trident ou un rosaire, enlaçant de l'autre sa parèdre. Pārvatī, quant à elle, monte en amazone, et tient souvent une fleur de lotus. Parvati est la fille d'Himavat, la divinité des montagnes de l'Himalaya. Elle savait qu'elle deviendrait l'épouse de Shiva, mais quand elle se présenta devant lui, le dieu l'ignora. Elle décida de mener une vie austère afin de mériter son amour. Elle était très vénérée par les Khmers et un culte particulier lui était rendu dans le sanctuaire dédié à Shiva Bradheshvara au temple du Vat Phu. Bradheshvara vient du nom du roi Cham Bhadravarman qui construisit un temple dédié à Shiva en donnant à ce culte son propre nom.
Nandi est associé communément à Shiva. C'est un taureau blanc qui lui sert à la fois de monture et le représente. Il est représenté fréquemment sur les bas-reliefs, mais également en statue à l'extérieur des temples, dans leur cour, ou même à l'intérieur du sanctuaire.
Dourga Mahishasurmardani : une forme de Devî, comme Pārvatī. Son nom vient du fait qu'elle tua l'asura Mahisha, un démon-buffle qui avait vaincu les dieux et qui les avait expulsés de leur demeure céleste. Shiva et Vishnou concentrèrent tous leurs pouvoirs, les transformèrent en flammes qui se joignirent en une boule de feu, laquelle prit la forme de la déesse Dourgâ. Armée du trident de Shiva, du disque de Vishnou, du tonnerre d'Indra et des attributs d'autres dieux, montée sur un lion, elle vainquit les démons, dont Mahisha. Sur les bas reliefs, on représente Dourgâ avec un bouclier, armée d'une massue ou d'une épée ; elle a tantôt deux, tantôt quatre bras. (Voir ci-dessous, sur le linteau du Prasat Sikhoraphum, une représentation de Dourgâ.)
Karikkalammaiyar était une belle jeune fille habitant la ville portuaire de Karrikal. Elle négligeait son mari, passant le plus clair de son temps à adorer Shiva. Son mari la quitta. Pour ne plus être troublée par aucun homme lors de ses dévotions à Shiva, elle demanda au dieu de la rendre la plus laide possible. On peut voir une représentation de Karikkalammaiyar sur un linteau représentant Shiva dansant, en bas et à gauche, au Prasat Sa Kamphaeng Yai.
La légende de Bhringi raconte qu'une fois, quand les dieux rendaient hommage à Shiva et Parvati, Bhringi négligea Parvati. Celle-ci le transforma en un être squelettique, incapable de tenir sur ses jambes. Shiva lui donna alors une troisième jambe, pour l'aider à se tenir debout. Néanmoins Bhringi refusant toujours d'adorer Parvati, se transforma en abeille et continua à adorer Shiva.

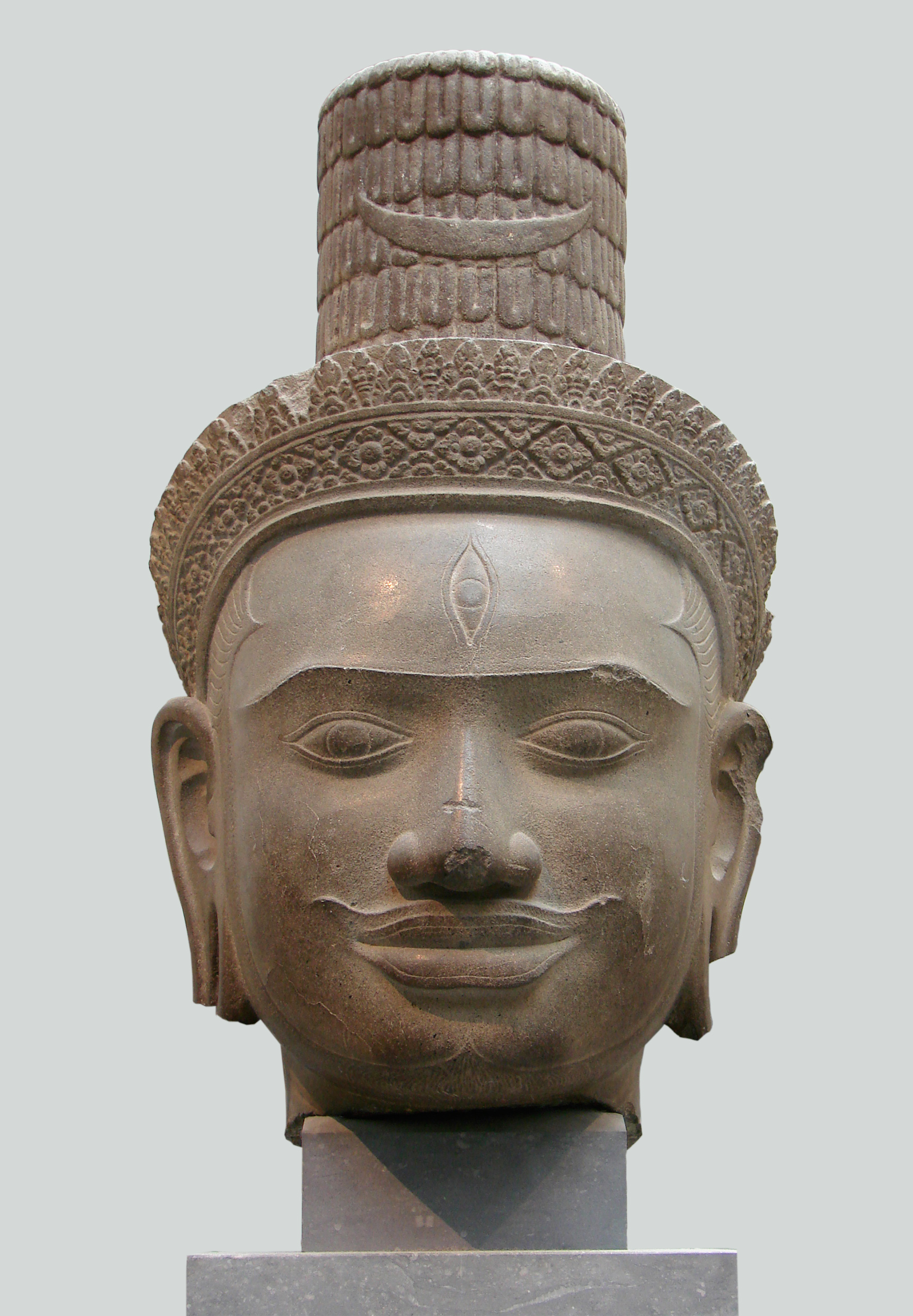
Shiva. Phnom Bok, style du Bakheng, fin IXe siècle - début Xe siècle, grès. Musée Guimet
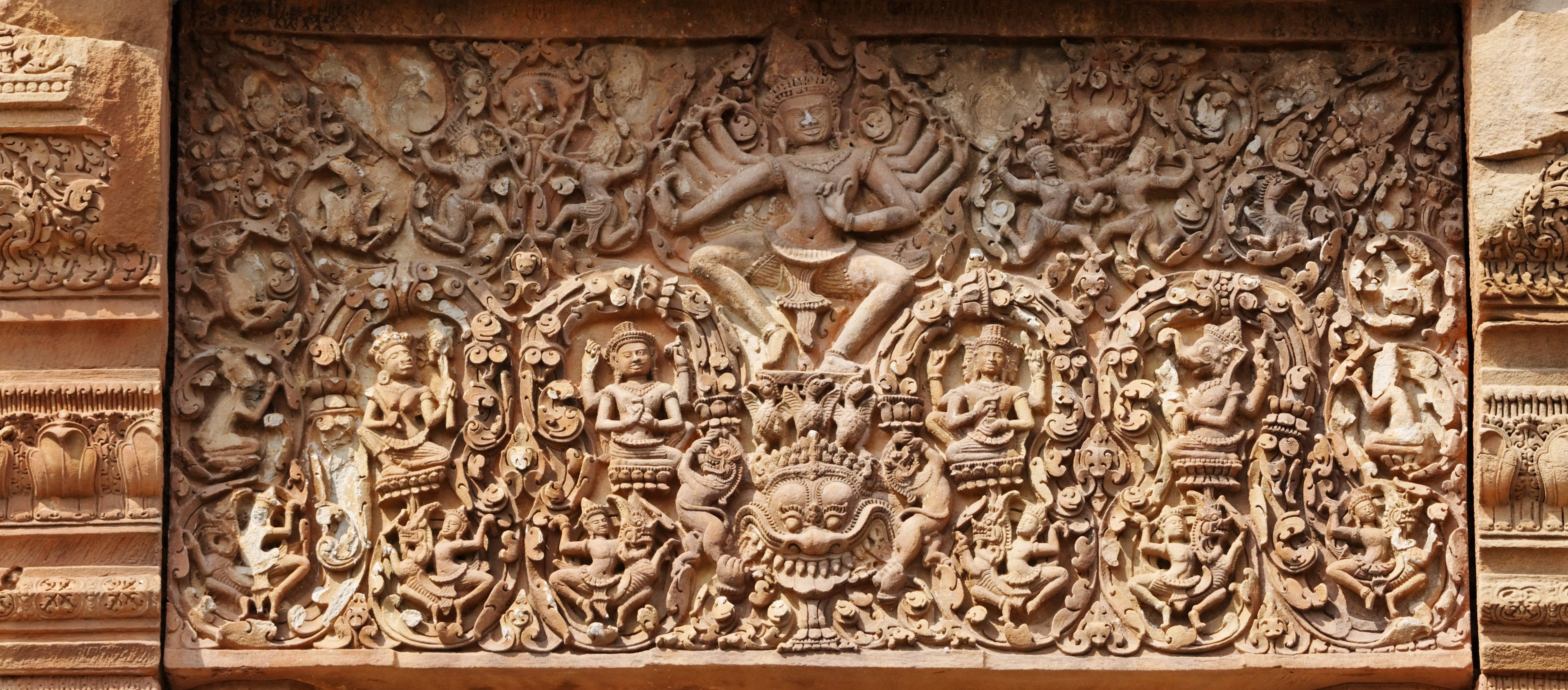
Linteau : Shiva dansant à dix bras ; sous la guirlande, à g. de Shiva, deux dieux : Dourgâ à g. et Vishnou à dr. ; à g., au-dessus de la guirlande, Arjuna et le Kirata combattent un sanglier. Prasat Sikhoraphum, XIIe siècle, Thaïlande
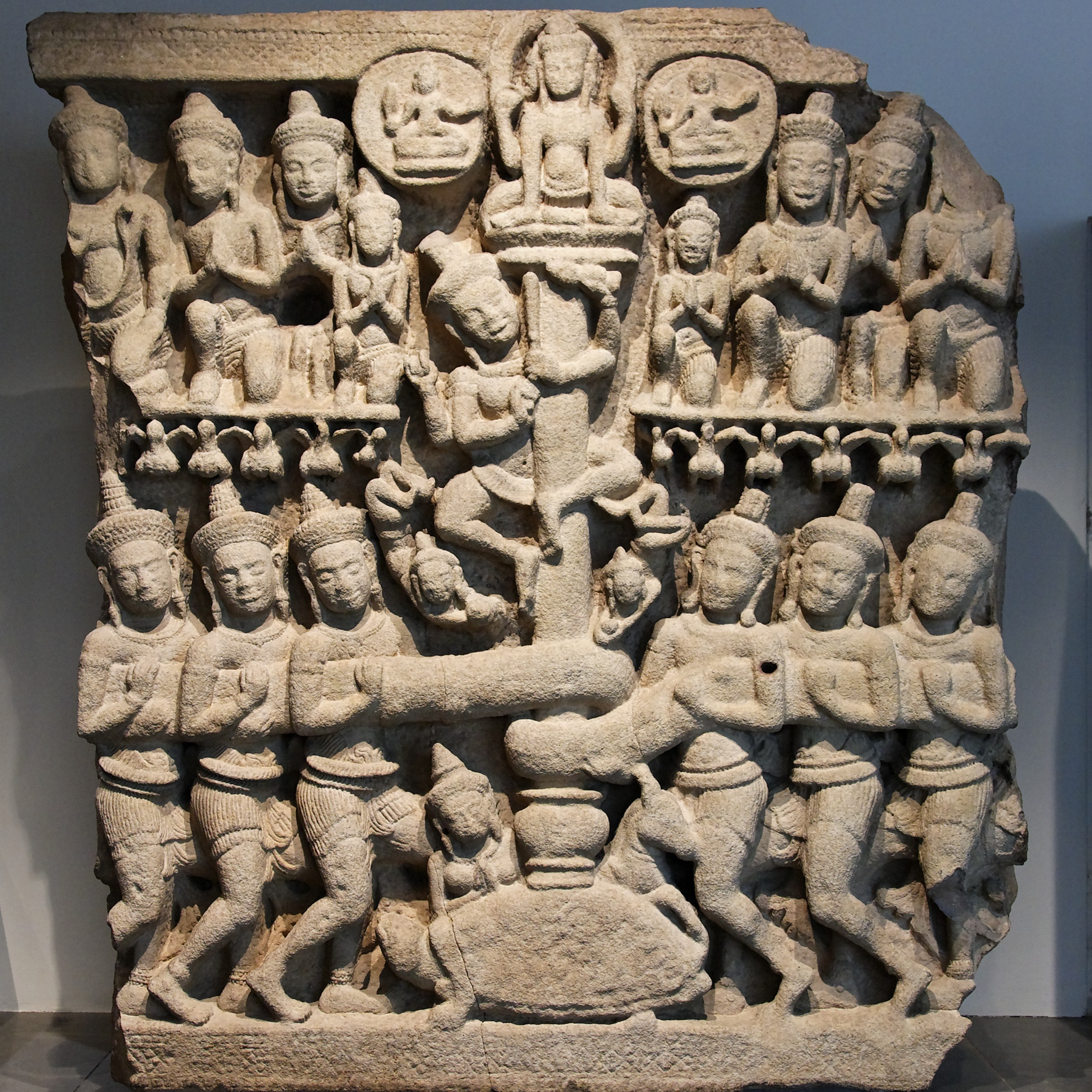
Barattage de la mer de lait. Tympan. Prasat Phnom Da. Style d'Angkor Vat, 1100-1150. Centre: Vishnou-tortue maintient le mont Mandara-baratte. Haut : Brahma entre Lune et Soleil. Bas: à g. dieux, à dr. démons. Surgissent en bas: Sri (la Beauté) et le cheval blanc d'Indra. Musée Guimet
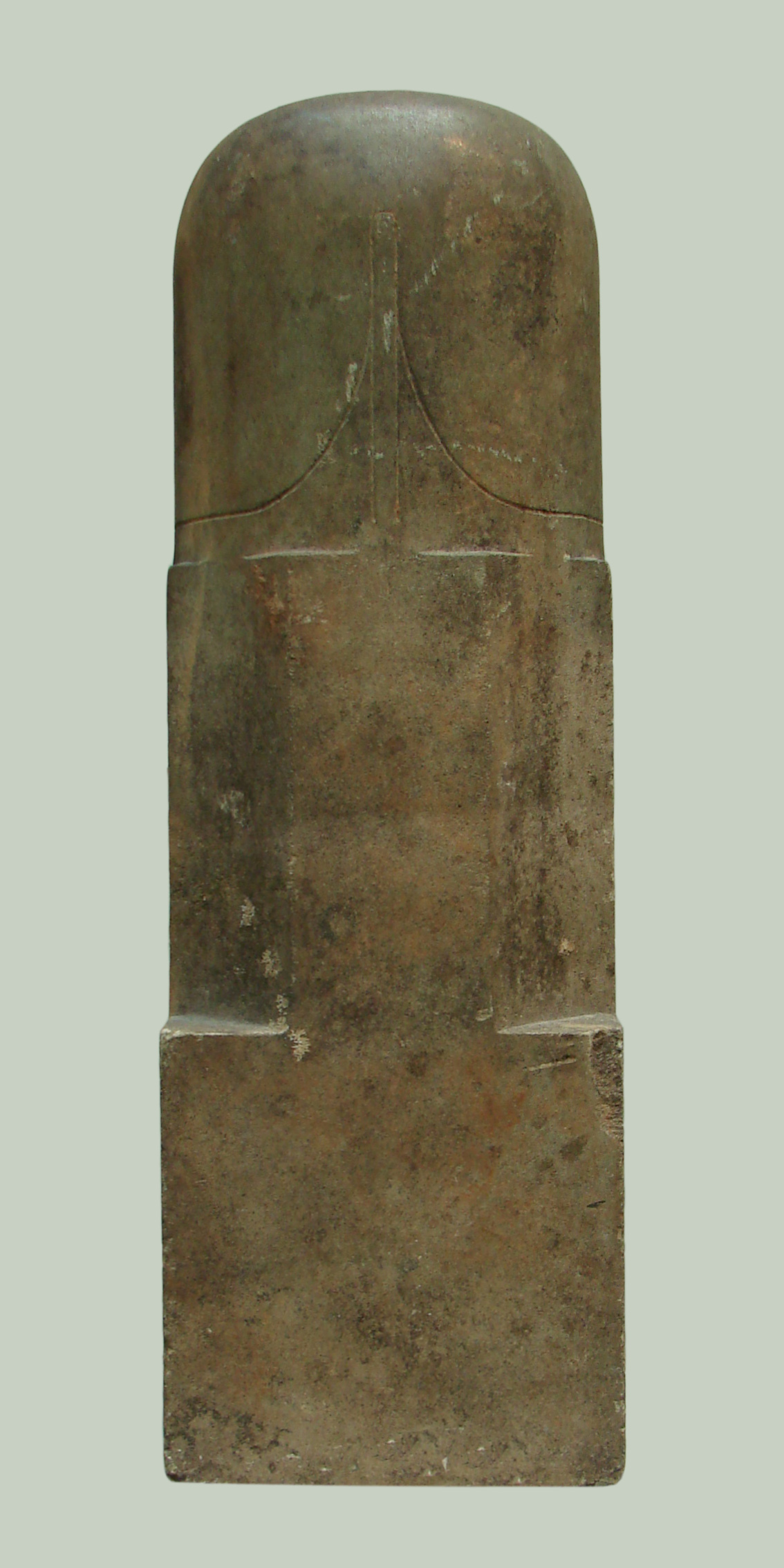
Lingam (Shiva lingam). Cambodge, province de Siem Reap, Xe siècle. Musée Guimet
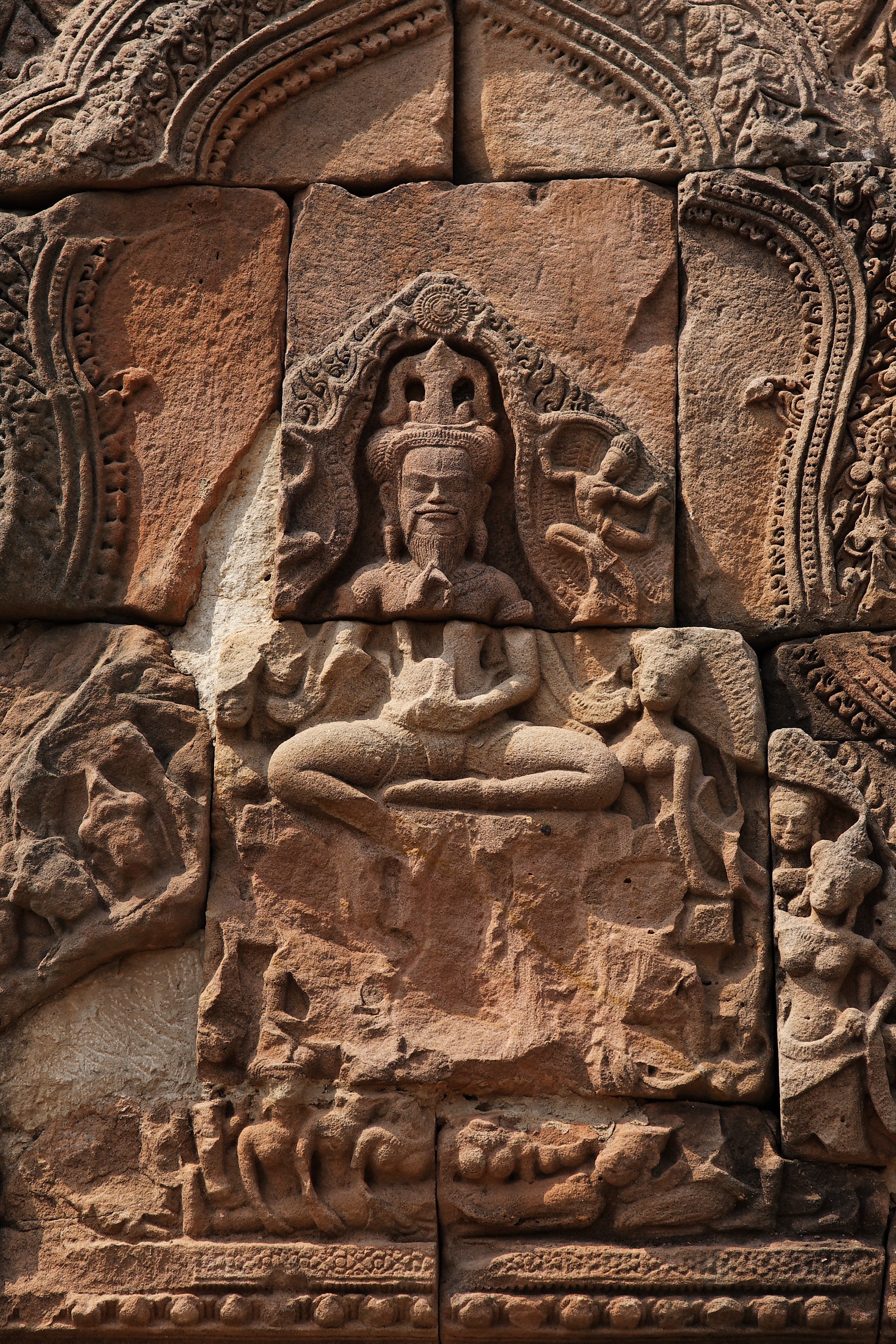
Shiva représenté comme un ascète Prasat Phnom Rung, Thaïlande
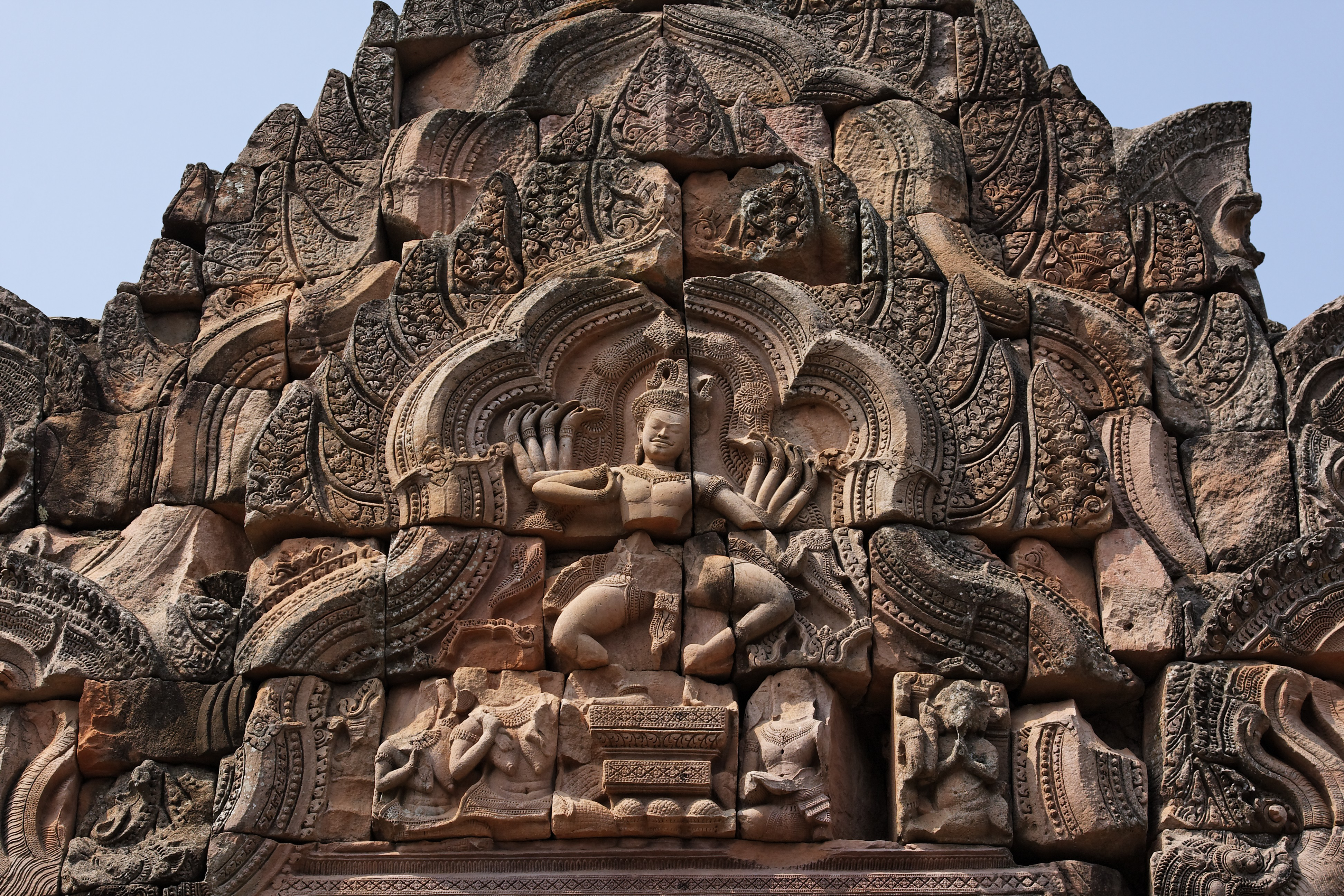
Shiva dansant à dix bras Prasat Phnom Rung, Thaïlande
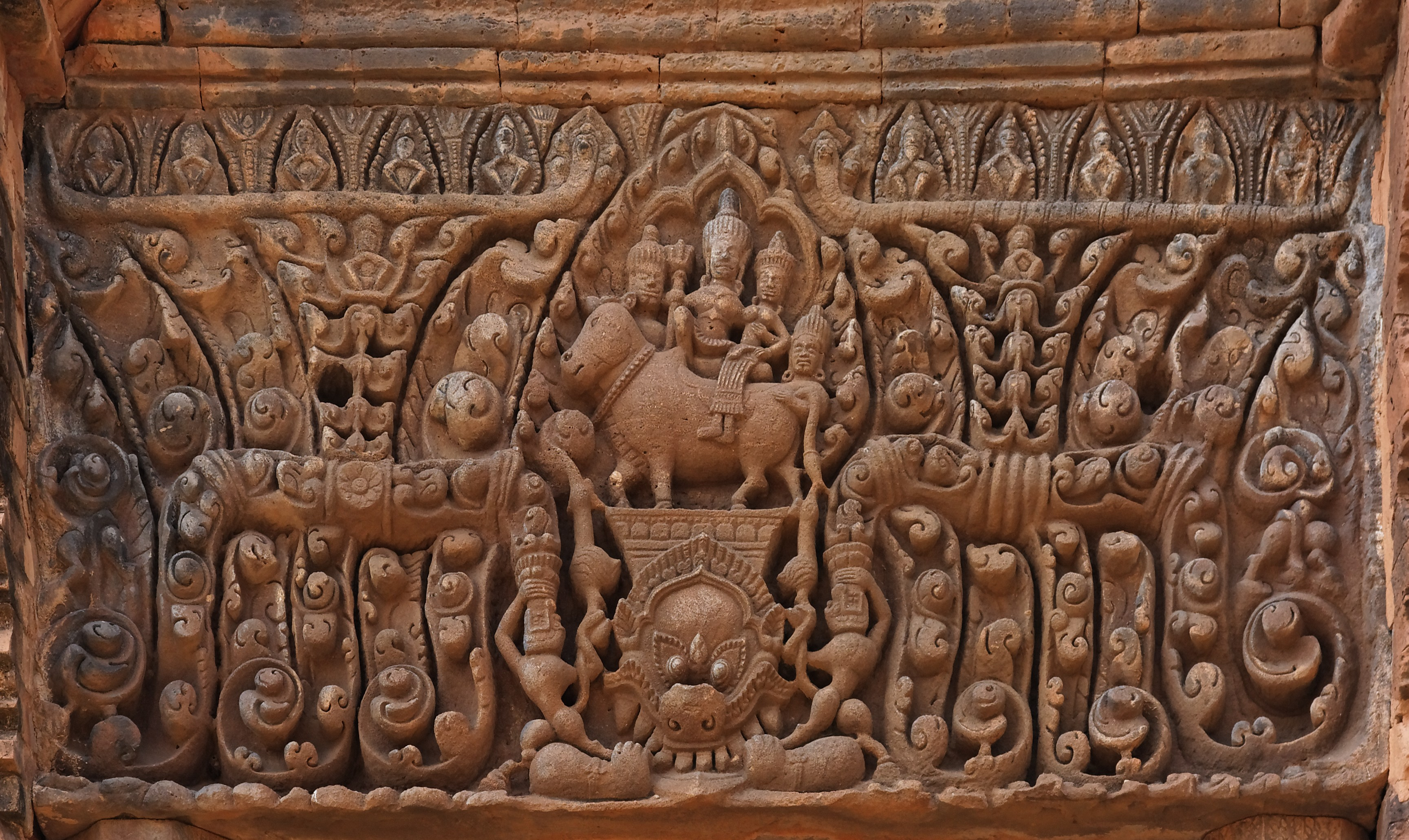
Prasat Muang Tam, Thaïlande Umamaheshvara: Shiva et Parvati sur le taureau Nandi

### Autres figures de dieux et déesses de l'hindouisme

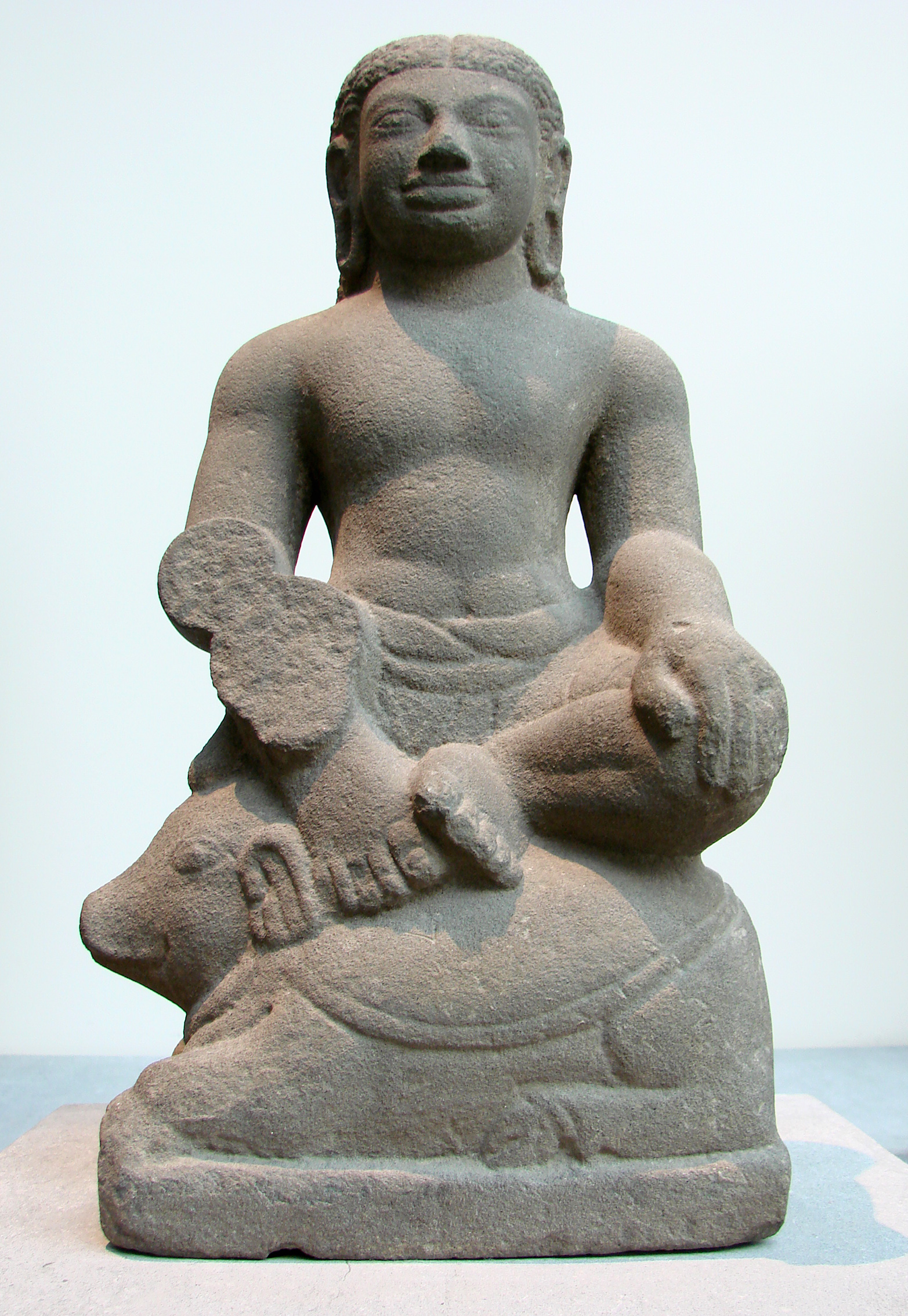
Agni (?). Angkor Borei, province de Takeo, Cambodge. VIIe siècle (?), grès. Musée Guimet

Agni : l'un des principaux dieux védiques, seigneur du feu sacrificiel et du foyer. (voir aussi "les neuf devas")
Brahma : dieu créateur de l'hindouisme, le premier membre de la Trimurti, la trinité des déités hindoues majeures (toutes écloses d'un œuf), les autres membres étant Vishnou et Shiva.
Ganesh : dieu de la sagesse, de l’intelligence, de l’éducation et de la prudence, le patron des écoles et des travailleurs du savoir dans l’hindouisme. C’est le dieu qui lève les obstacles. Il est le fils de Shiva et Pârvatî, l’époux de Siddhî, le succès et de Riddhî, la richesse.
Garuda, fils de Kashyapa et Vinata, né d'un œuf géant, il a le torse et les membres d'un être humain et le bec d'un vautour ou d'un aigle. C'est la monture de Vishnou. Il est très populaire chez les Khmers, et a un rôle important dans les mythologies hindouistes et bouddhistes. C'est l'ennemi des nagas. On le trouve représenté des milliers de fois sur les éléments décoratifs khmers : balustrades, antéfixes, linteaux, frontons.
Indra, qui est au premier rang des dieux védiques, a vu son importance décliner avec le temps. De roi des dieux, il évolua vers le rôle de seigneur de l'atmosphère gouvernant la météorologie, dispensant la pluie, envoyant le tonnerre et les éclairs. Son arme est le vajra, la foudre, qu'il porte dans la main droite, mais il utilise également des flèches et un filet pour capturer ses ennemis. Sa monture ou véhicule est l'éléphant  Airavata, né du Barattage de la mer de lait et souvent représenté avec trois têtes. (voir aussi "les neuf devas")
Kâma (ou Kamadeva), dieu de l'amour, est un personnage populaire et l'une de ses épithètes est "celui qui est né de lui-même". Il est souvent représenté comme un adolescent vigoureux doté de deux ou quatre bras, tenant un arc fait d'une canne à sucre, la corde étant faite d'une chaine d'abeilles et cinq flèches faites de fleurs. Son vâhana ou monture est un perroquet et celui de son épouse, Ratî, un pigeon.
Karttikeya ou Skanda: d'après le Mahâbhârata, quand Agni fut séduit par la beauté des Krittikas, il répandit sa semence dans les mains de l'une d'entre elles, Swaha, qui la déversa dans le lac dont sortit Kartikeya (Skanda).
Ketu : ce dieu peut se confondre aisément avec Vayu, car tous deux ont le lion comme monture. En Inde du sud, il est connu représenté comme un homme avec un corps de serpent sur un chariot tiré par des chevaux. Il est le frère jumeau de Rahu et l'un comme l'autre sont de mauvais augure. (voir aussi "les neuf devas")
Kubera faisait, à l'origine, partie des Asuras ; il a trois demi-frères, Ravana, Kumbhakarna et Vibhishana et une demi-sœur, Shuparnaka. En tant que dieu des richesses et chef des Yakshas, il est bien connu dans le Mahâbhârata et le Râmâyana. Il régna à Lanka, mais son frère Ravana et le dépouilla du chariot Pushpaka que lui avait donné Brahma. Dans la mythologie khmère, sa monture est un cheval, mais on l'associe également à la mangouste. Comme réceptacle de toutes les richesses, il est parfois représenté régurgitant des joyaux et des pierres précieuses. (voir aussi "les neuf devas")
Nirritî (ou Nirti ou Nirrti) est la déesse de la misère, de la maladie et de la mort (Nirti est parfois un homme). Elle protège les handicapés et les familles des voleurs et des malfaisants. Elle est représentée sur les épaules d'un homme, sur un lion ou sur un chien, une lance dans une main et un lotus dans l'autre.
Rahu est un géant qui, déguisé, assista au Barattage de la mer de lait afin de voler et boire une goutte de l'élixir d'immortalité. Le soleil et la lune le repérèrent et mirent au courant Vishnou qui, avec son disque, lui coupa la tête. Rahu qui avait néanmoins acquis l'immortalité, fut transformé en planète et placé dans la sphère céleste où il provoque éclipses de lune et de soleil. (voir aussi "les neuf devas")
Sona ou Chandra est le dieu de la lune. Il est représenté sur un chariot à trois roues tiré par dix chevaux et portant une couronne avec un croissant. Il est souvent accompagné par Surya, le soleil. (voir aussi "les neuf devas")
Surya est le dieu du soleil. Il peut prendre la forme d'un cheval. Pour ne pas aveugler sa femme, il dota Vishnou d'un disque, Shiva d'un trident, Karttikeya d'un trident et Kubera d'armes. On le représente aussi avec une couronne entourée d'un halo, sur un chariot tiré par sept chevaux ou par un cheval à sept têtes, conduit par Aruna, le frère de Garuda. (voir aussi "les neuf devas")
Varuna préside aux relations entre les hommes et les dieux. En tant que dirigeant de l'invisible, c'est un dieu dangereux et un puissant magicien. Il capture les êtres malfaisants et les attache avec son nœud coulant. Avec Mitra, il partage une mission divine : Mitra règne sur le jour et Varuna sur la nuit. Il règne aussi sur les eaux souterraines, le royaume des nagas. Dans l'iconographie khmère, il monte habituellement une ou trois Hamsas, comme Brahma (les seules façons de le distinguer de Brahma est le fait que Varuna fait face à l'ouest et que Brahma a quatre têtes) ou un Naga. (voir aussi "les neuf devas")
Vayu  est le dieu du vent, souvent associé à Indra. Il est le roi des Gandharvas et le gardien du Nord-ouest. (voir aussi "les neuf devas")
Vishvakarma est l'architecte des dieux et de l'univers ; il aiguise la hache de fer d'Agni et forge les éclairs d'Indra. Son attribut est le bâton de commandement, le danda, et parfois une règle qui lui sert à mesurer.
Yama est le dieu des morts. Toux ceux qui trépassent doivent passer devant lui et Chitragupta, chargé de tenir le compte de toutes leurs actions ; les vertueux vont à Svarga, le paradis, tandis que les autres sont dirigés vers Naraka, l'enfer. (voir aussi "les neuf devas")
Les 9 devas, les neuf dieux, (Navagrahâ): dans l'iconographie khmère, il s'agit de Surya (le soleil) sur un char tiré par deux chevaux, Chandra (la lune) sur un piédestal, Yama (juge des morts, gardien du sud) sur le buffle, Varuna (dieu des eaux, gardien de l'ouest) (ou Skanda ou Brahma) sur l'oie Hamsa, Indra (roi des dieux, gardien de l'est) sur l'éléphant  Airavata, Kubera (dieu des richesses, gardien du nord) (ou Vayu) sur le cheval, Agni (dieu du feu, gardien du sud-est) sur le bélier, Rahu (démon de l'éclipse) dans un tourbillon de nuages et Ketu (la comète) sur le lion. Parfois un dixième dieu, Nirritî, est représenté.
Hanuman est le fils de Vayu et d'Anjana. Il peut, à volonté se faire minuscule ou énorme. Dans cette dernière forme, il franchit de grandes distances en sautant à travers les airs, en tant que fils de Vayu. Il peut transporter une montagne sur son dos ou passer par un trou de souris. C'est une figure très importante du Râmâyana, où il est le général en chef du roi des singes.

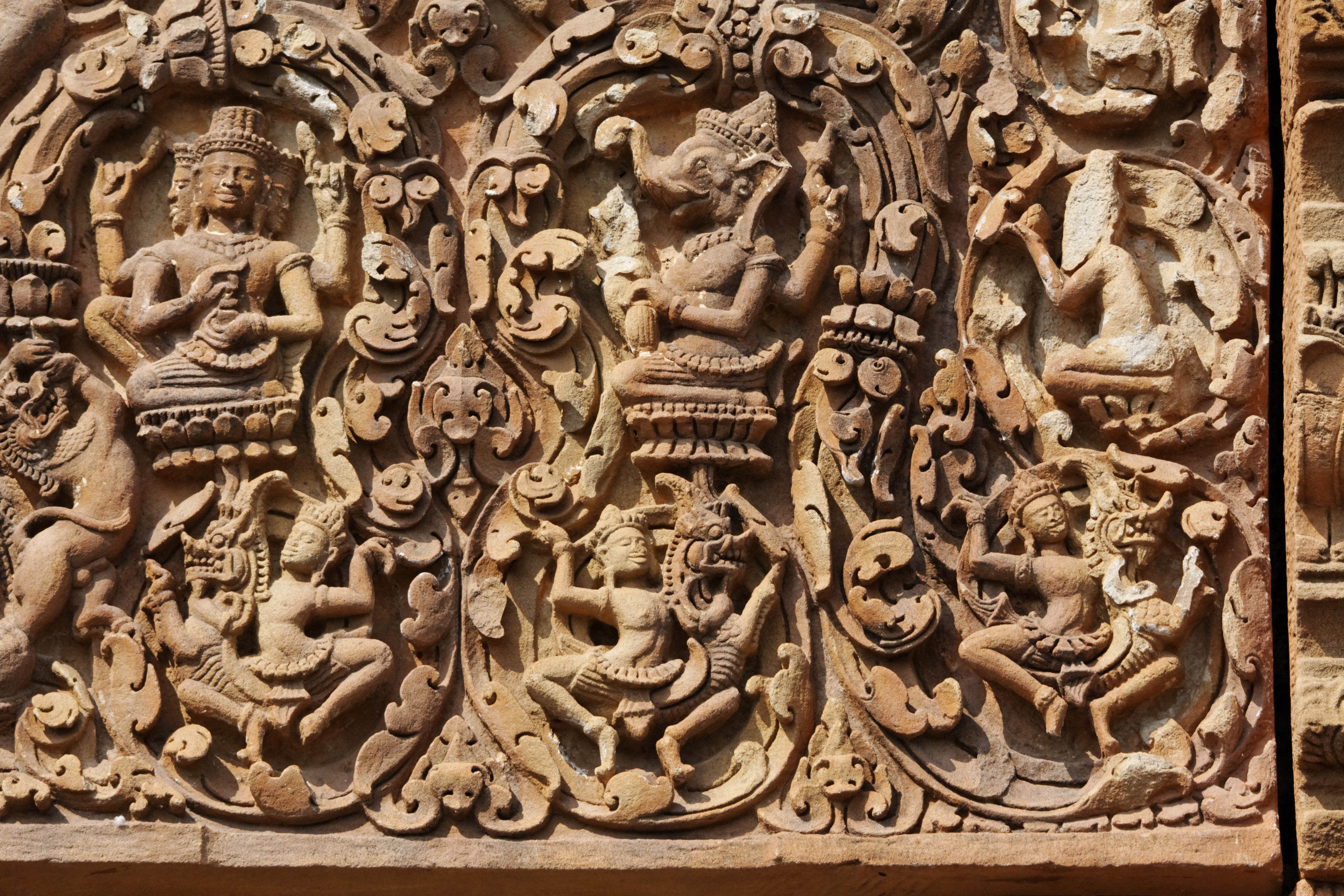
Brahma (avec trois têtes visibles) et Ganesh. Détail du linteau au-dessus de l'entrée principale de la tour centrale du Prasat Sikhoraphum, Thaïlande, XIIe siècle, grès
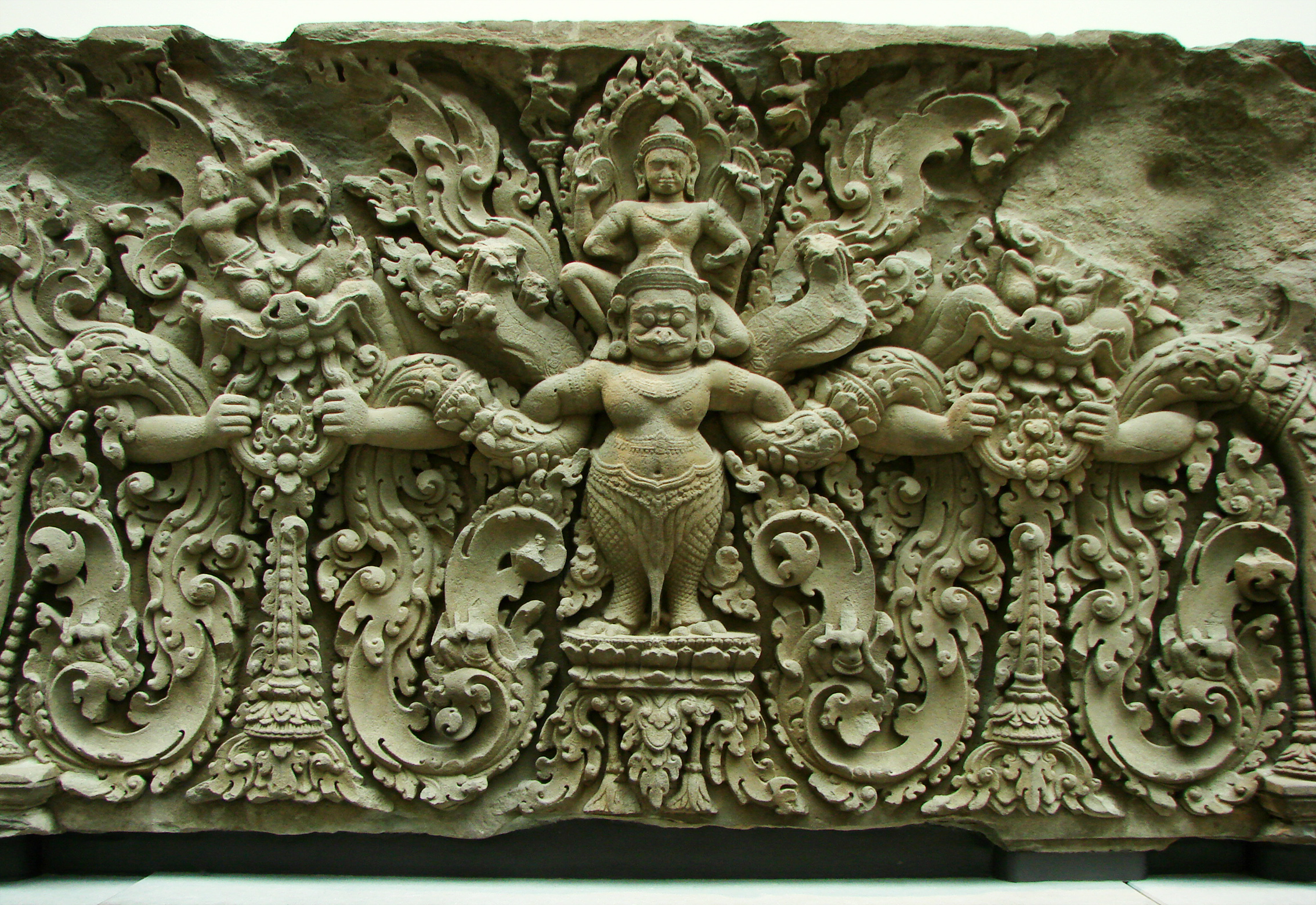
Vishnou chevauchant Garuda entre deux têtes monstrueuses. Linteau. Prasat Kok Po A, Angkor. Style de Preah Ko, fin du IXe siècle, grès
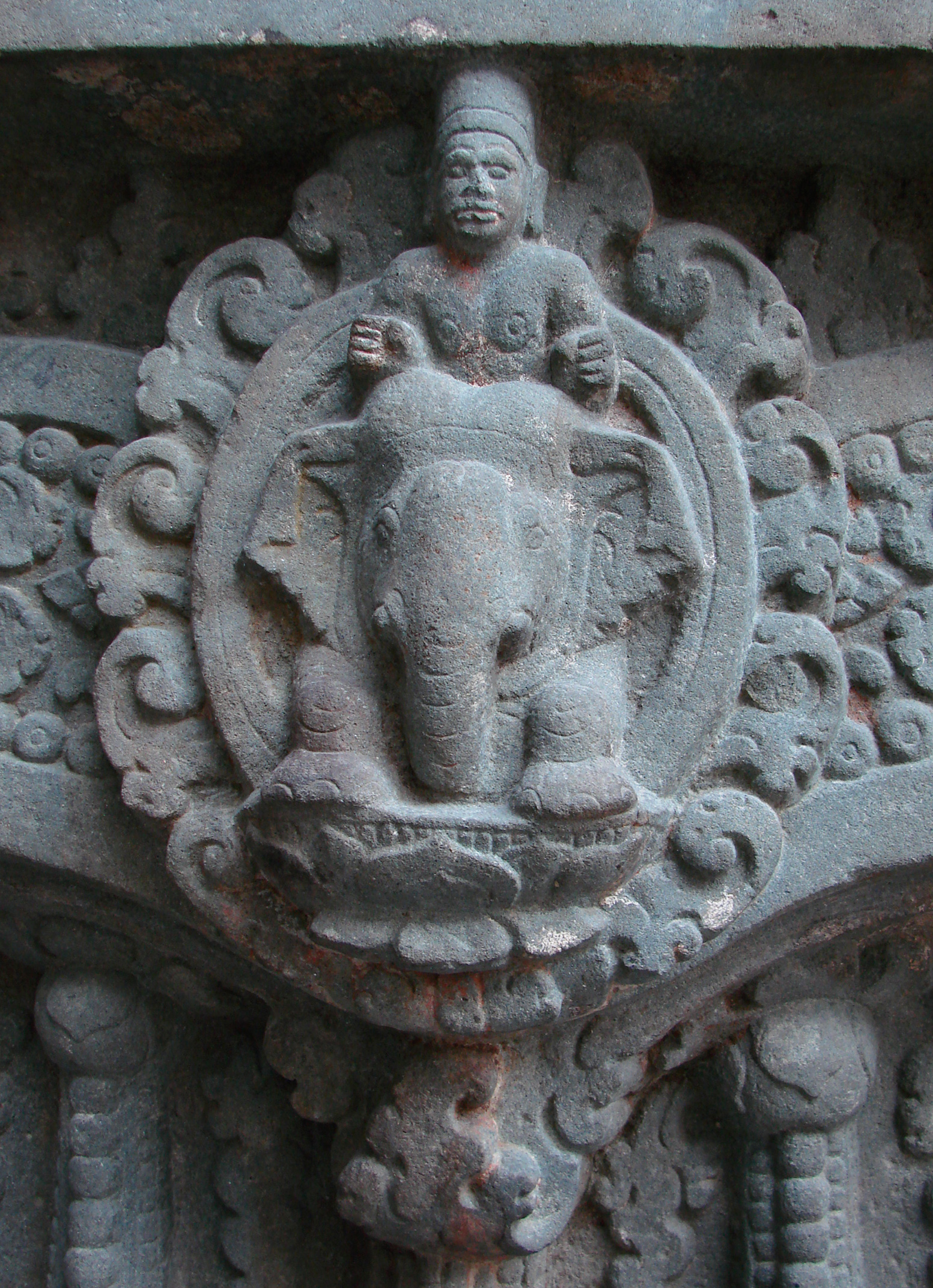
Indra, dieu de l'orage, ici dikpala (gardien) de l'est, chevauchant Airavata, les pattes repliées sur un lotus. Linteau, Sambor Prei Kuk S7, province de Kompong Thom. 1re moitié du VIIe siècle. Musée Guimet
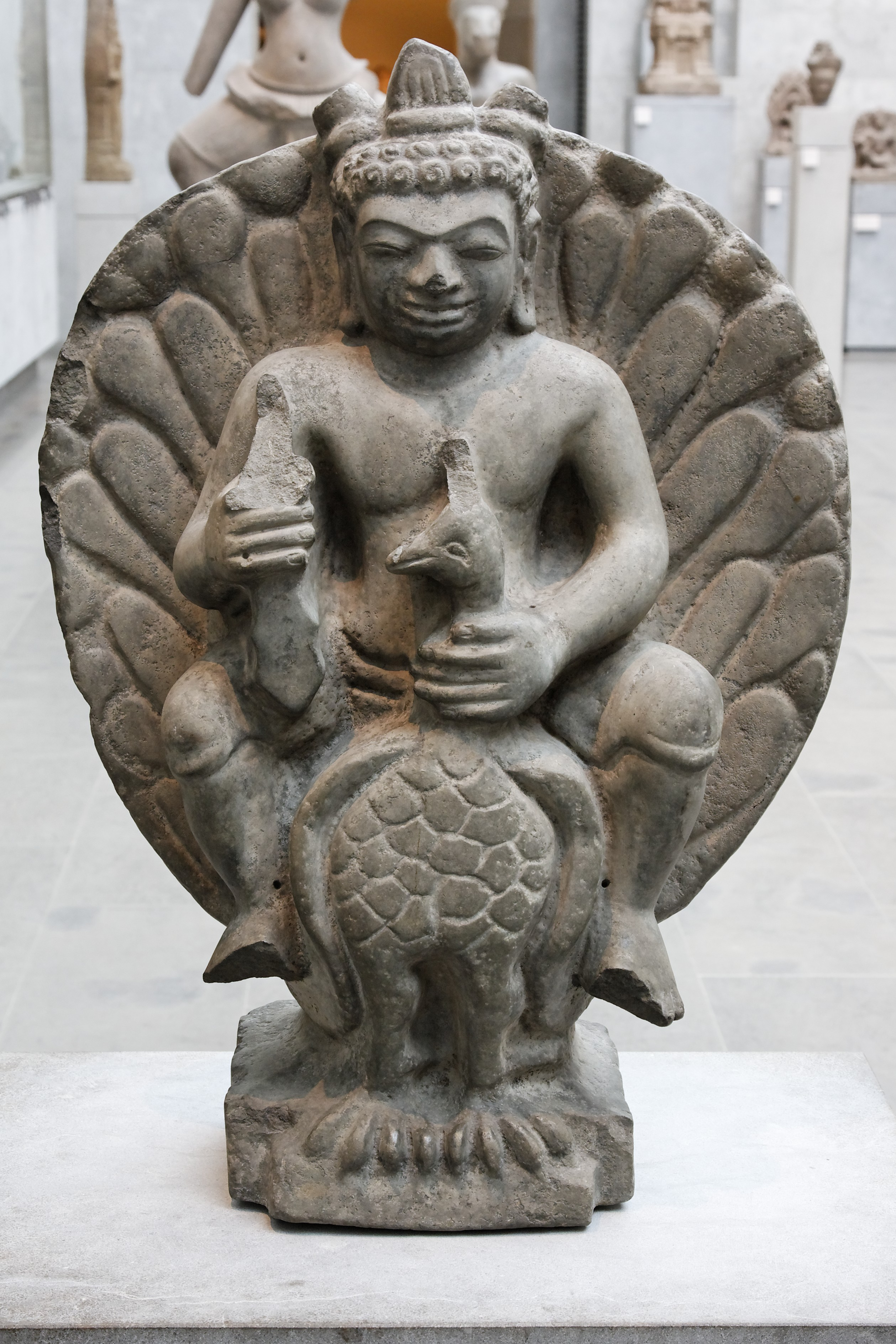
Karttikeya (Skanda) sur Hamsa. Kdei Ang, Cambodge. VIe ou VIIe siècle. Musée Guimet

Les neuf Devas
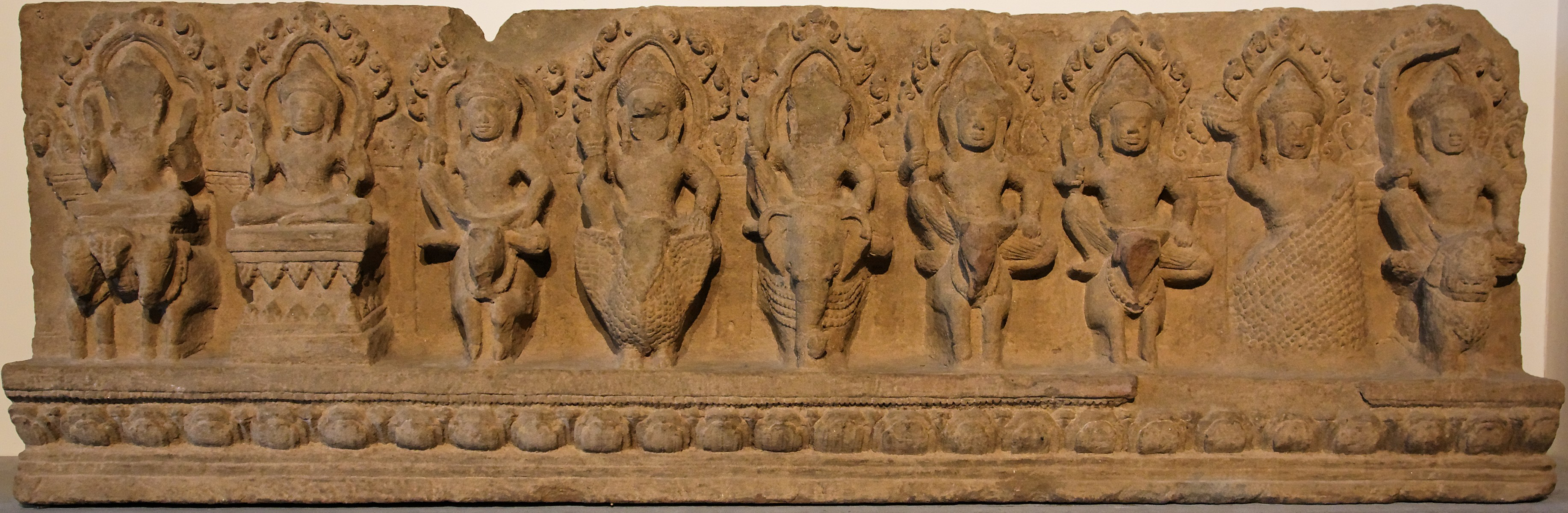
Les neuf Devas - Provenance exacte inconnue - Style des Khleang - Dernier quart du Xe siècle, début XIe siècle - Grès - Musée Guimet, Paris - De gauche à droite: Surya (le soleil) sur un char tiré par deux chevaux, Chandra (la lune) sur un piédestal, Yama (juge des morts, gardien du sud) sur le buffle, Varuna (dieu des eaux, gardien de l'ouest) sur Hamsa, Indra (roi des dieux, gardien de l'est) sur l'éléphant  Airavata, Kubera (dieu des richesses, gardien du nord) sur le cheval, Agni (dieu du feu, gardien du sud-est) sur le bélier, Rahu (démon de l'éclipse) dans un tourbillon de nuages et Ketu (la comète) sur le lion.

Les neuf Devas, détails
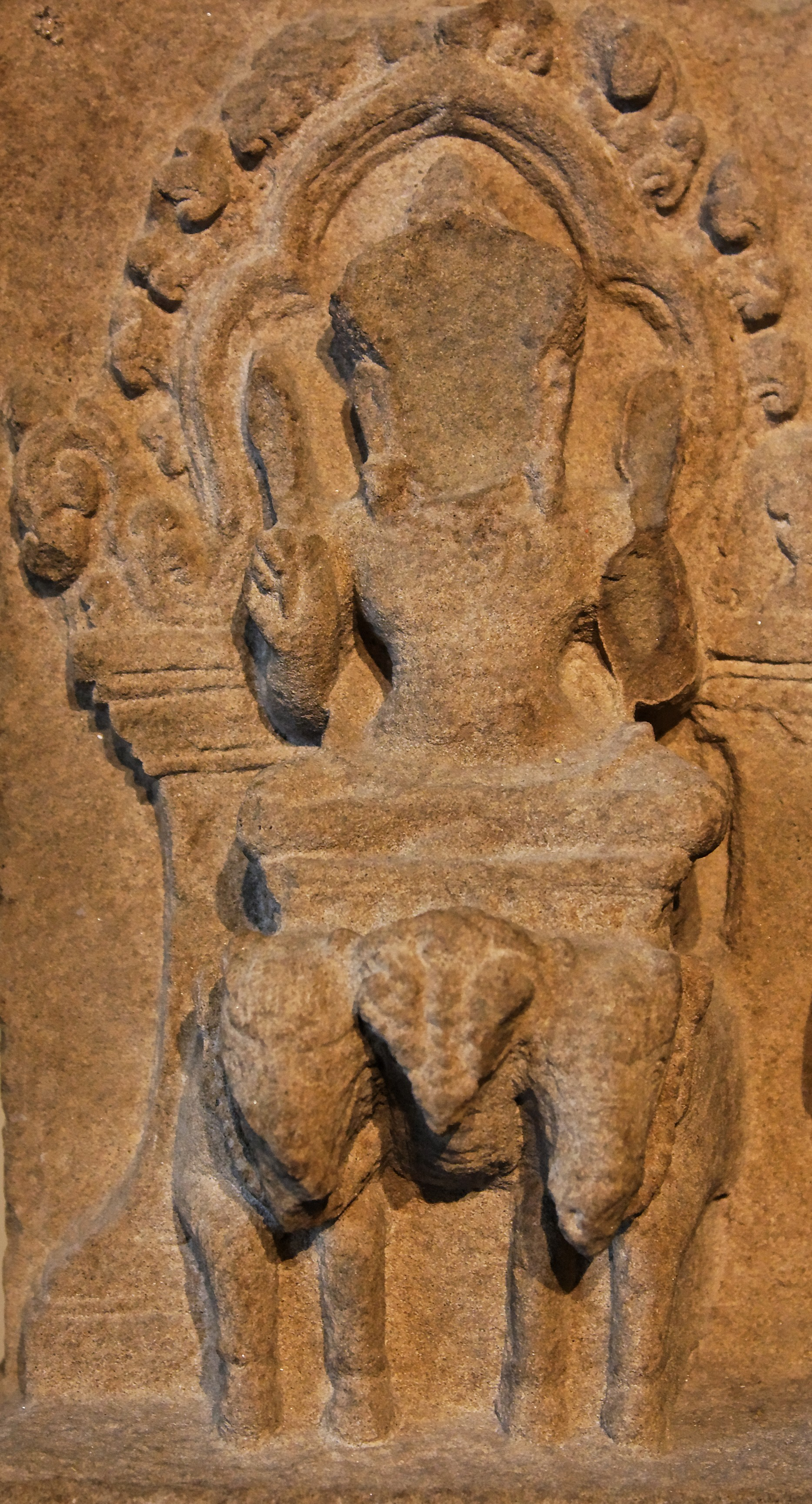
Surya (le soleil) sur un char tiré par deux chevaux
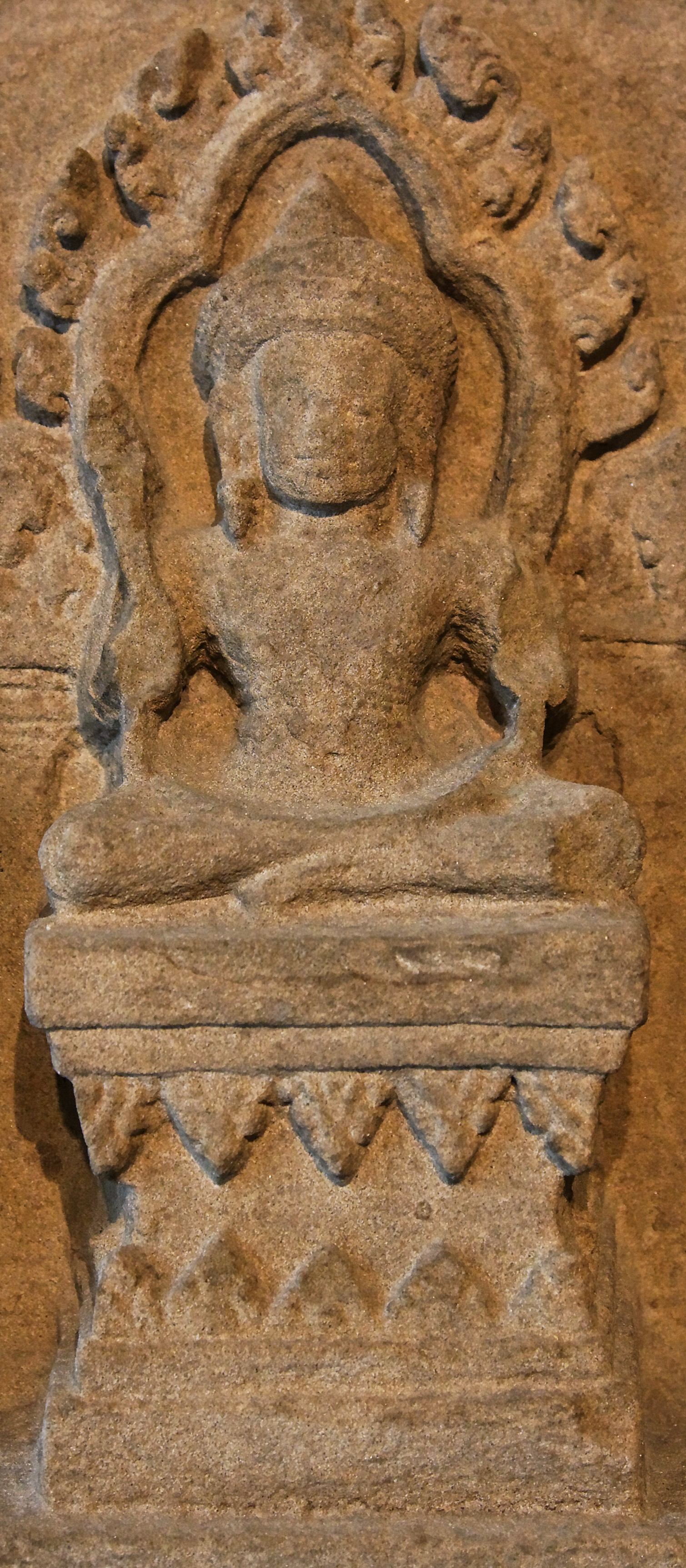
Sona ou Chandra (la lune) sur un piédestal
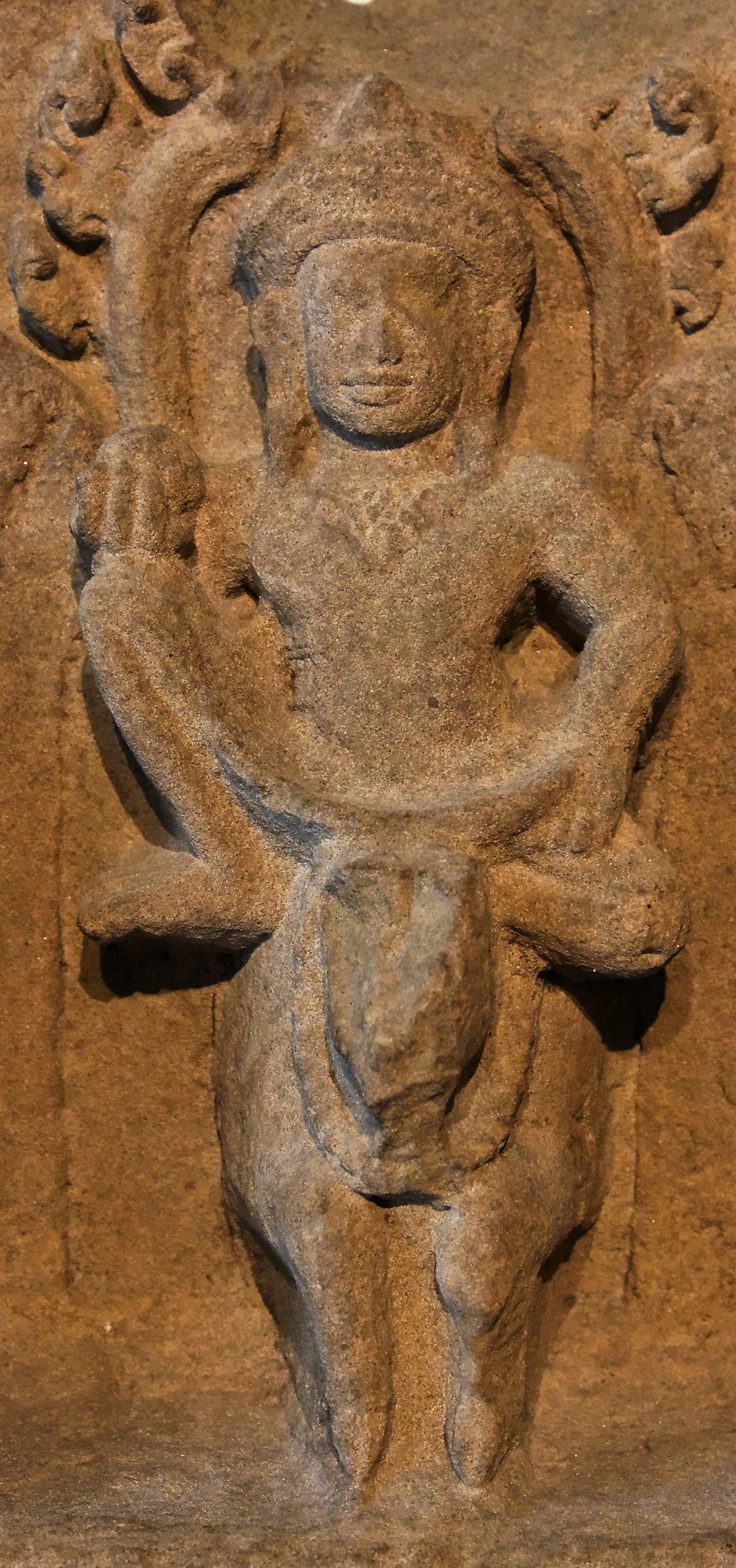
Yama (juge des morts, gardien du sud) sur le buffle
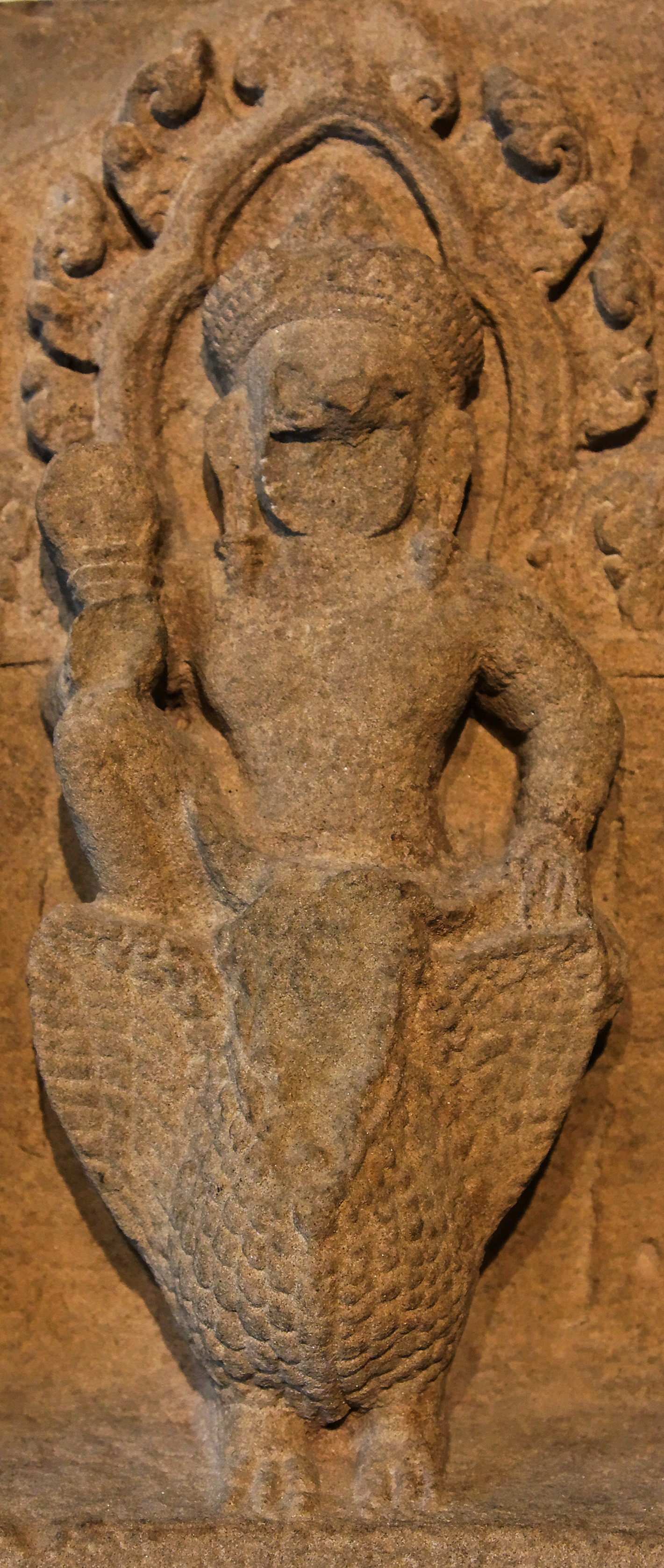
Varuna (dieu des eaux, gardien de l'ouest) sur Hamsa
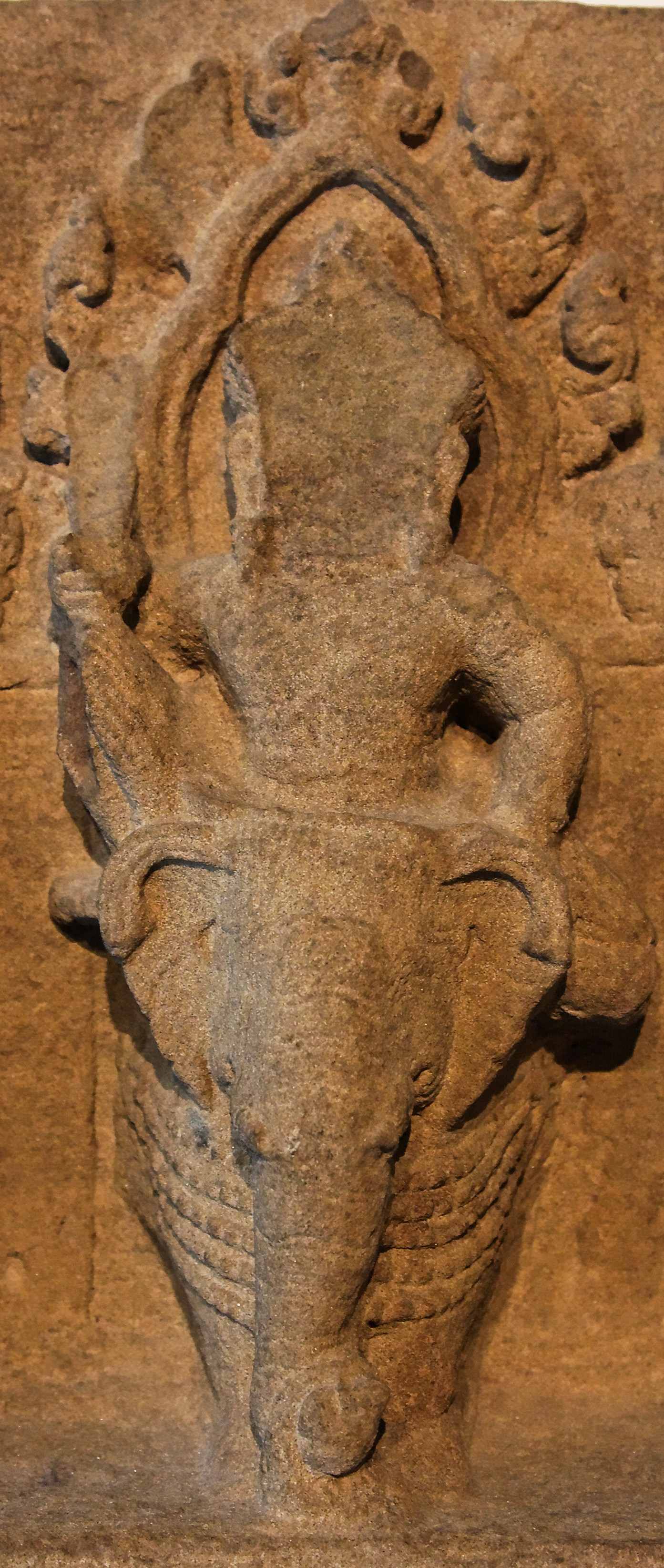
Indra (roi des dieux, gardien de l'est) sur l'éléphant  Airavata
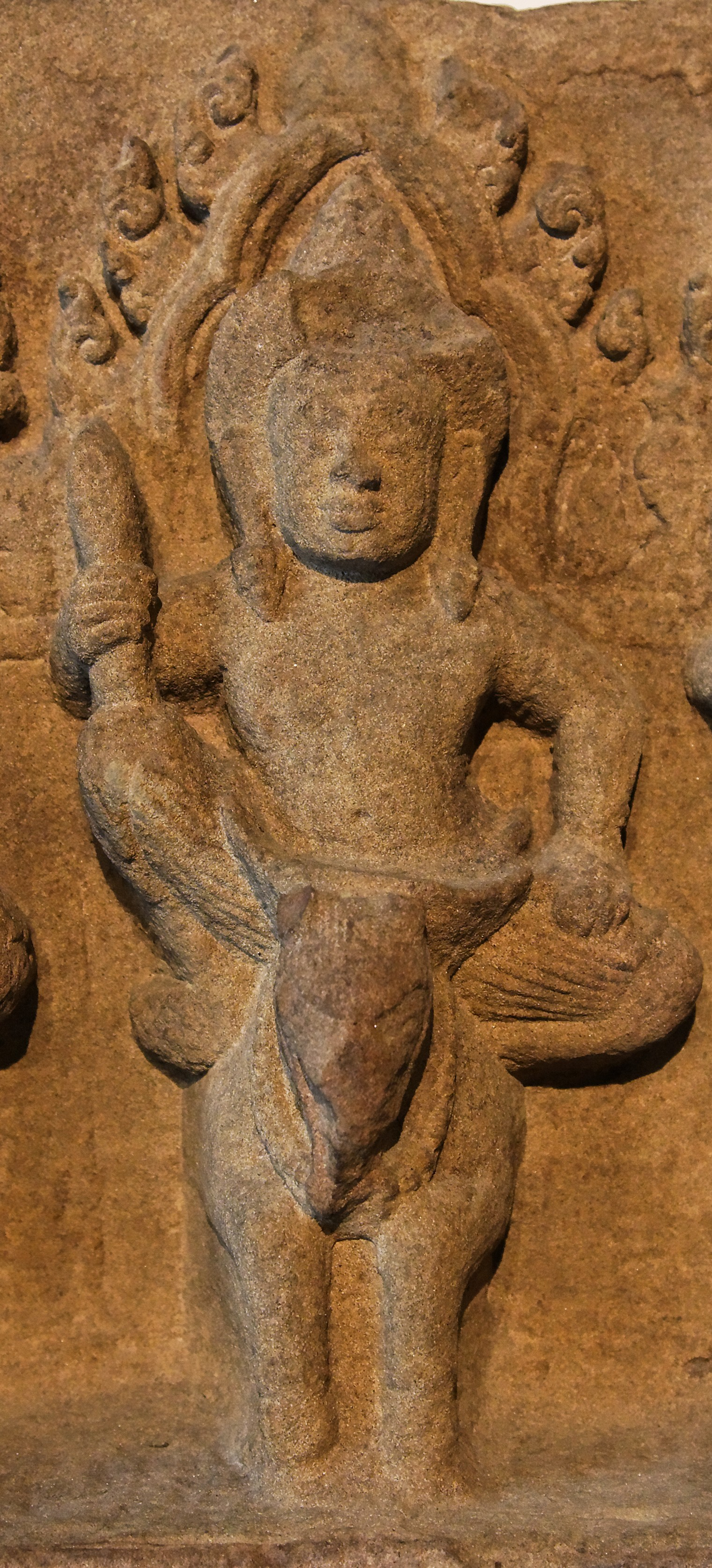
Kubera (dieu des richesses, gardien du nord) sur le cheval
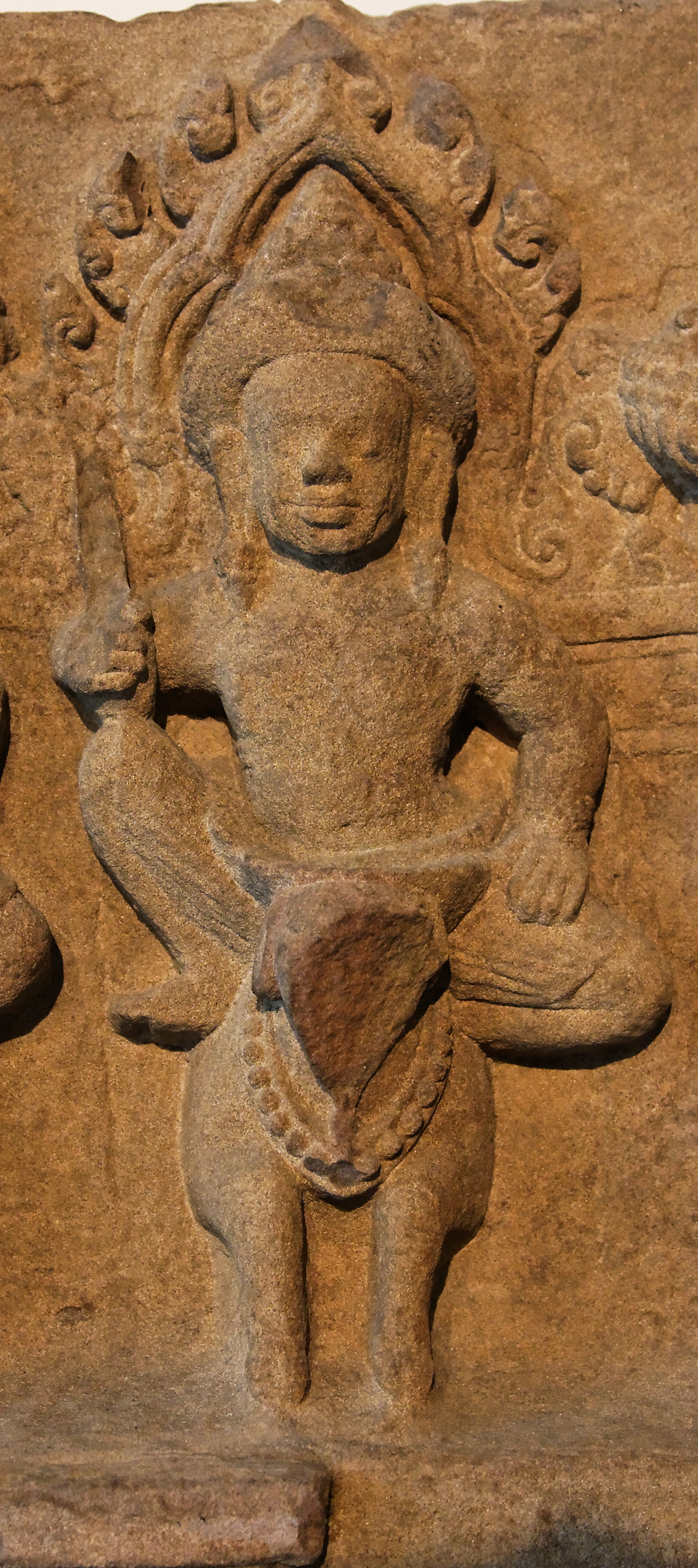
Agni (dieu du feu, gardien du sud-est) sur le bélier
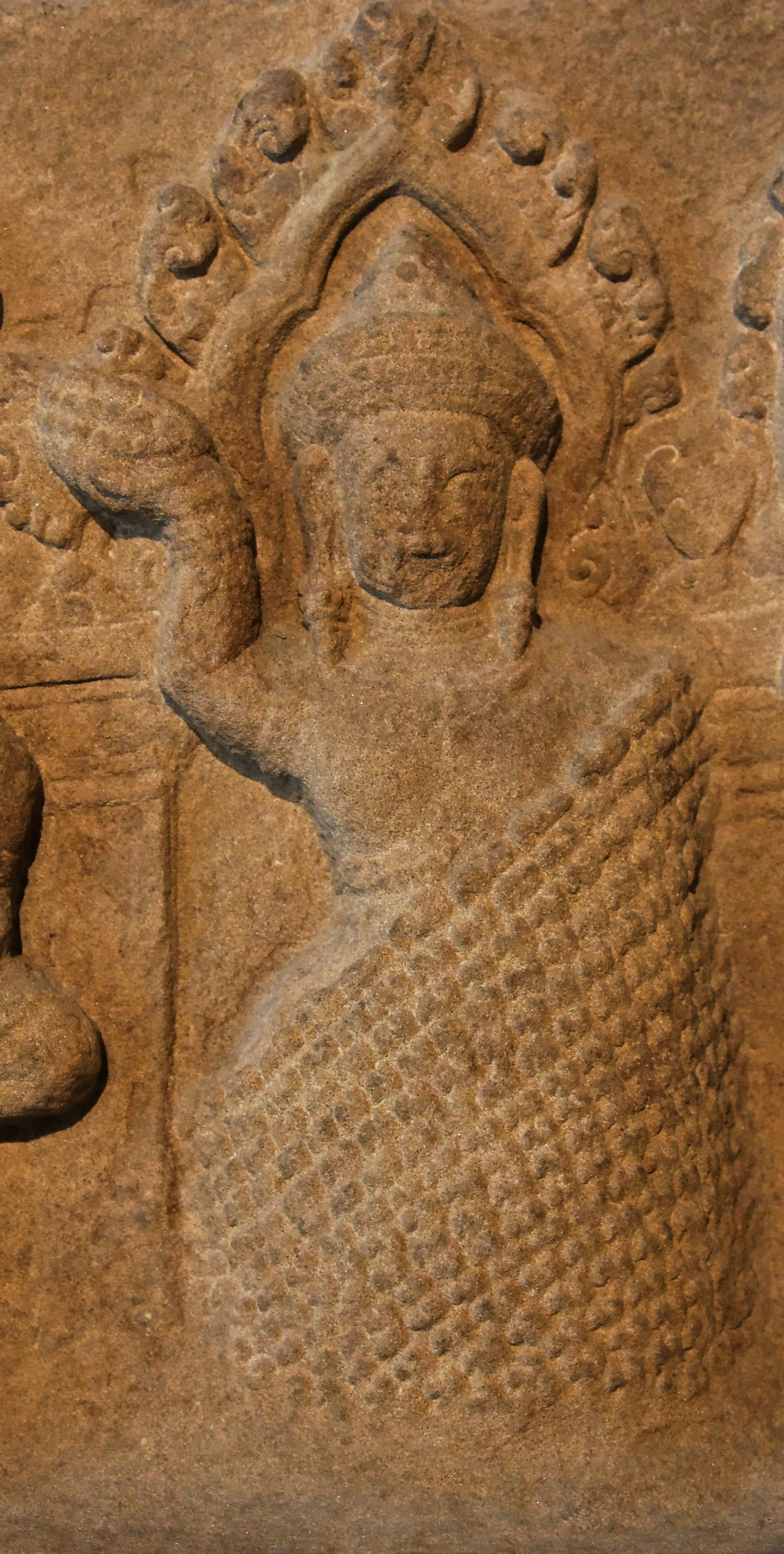
Rahu (démon de l'éclipse) dans un tourbillon de nuages
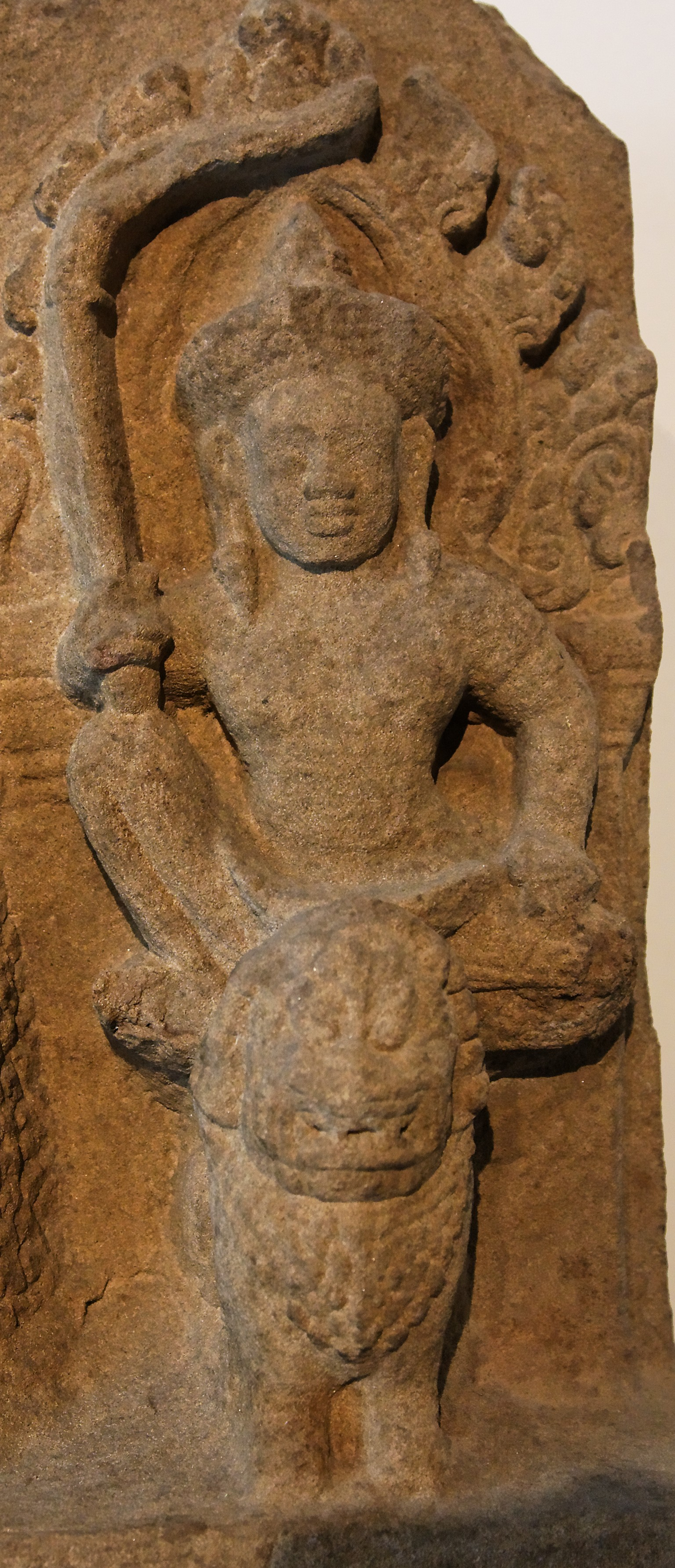
Ketu (la comète) sur le lion

### Éléments décoratifs représentant des figures et évènements mythologiques

#### Démons et êtres semi-divins

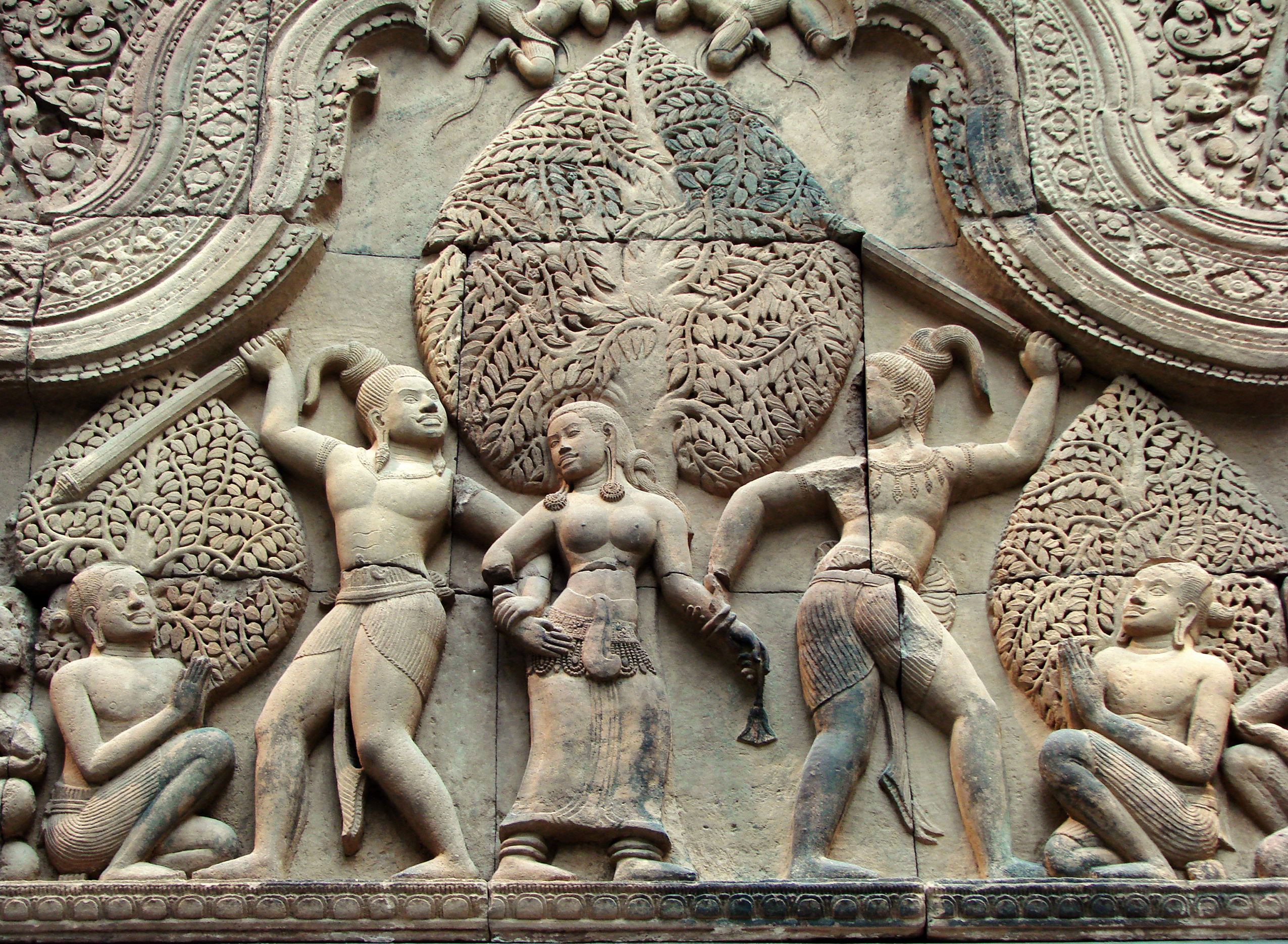
Fronton. Les asuras Sunda et Upasunda se disputant l'apsara Tilottama. Cambodge, Banteay Srei, vers 967. Grès. Musée Guimet
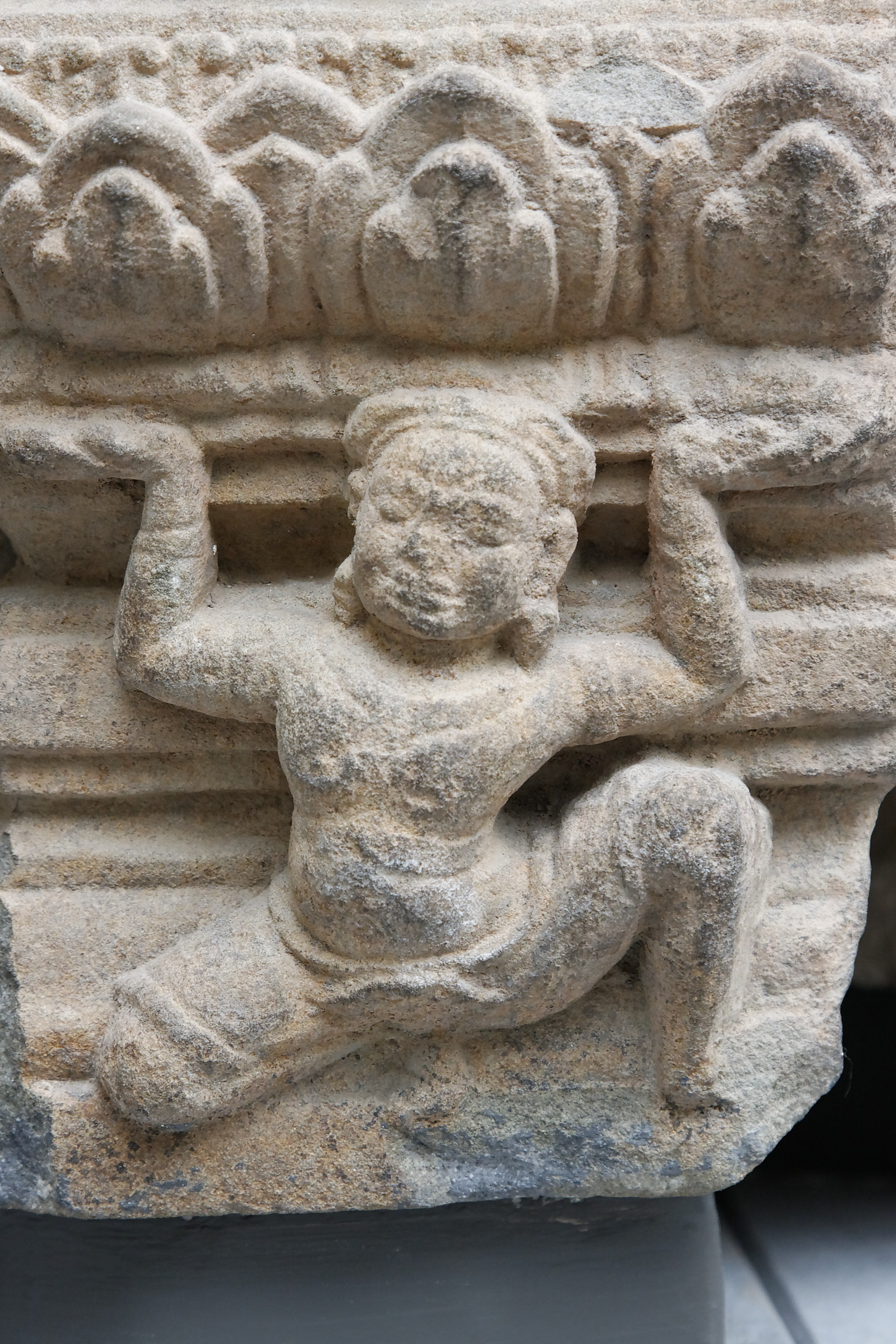
Atlas: linteau, détail. Angkor, style de Preah Ko, dernier quart du IXe siècle, Musée Guimet
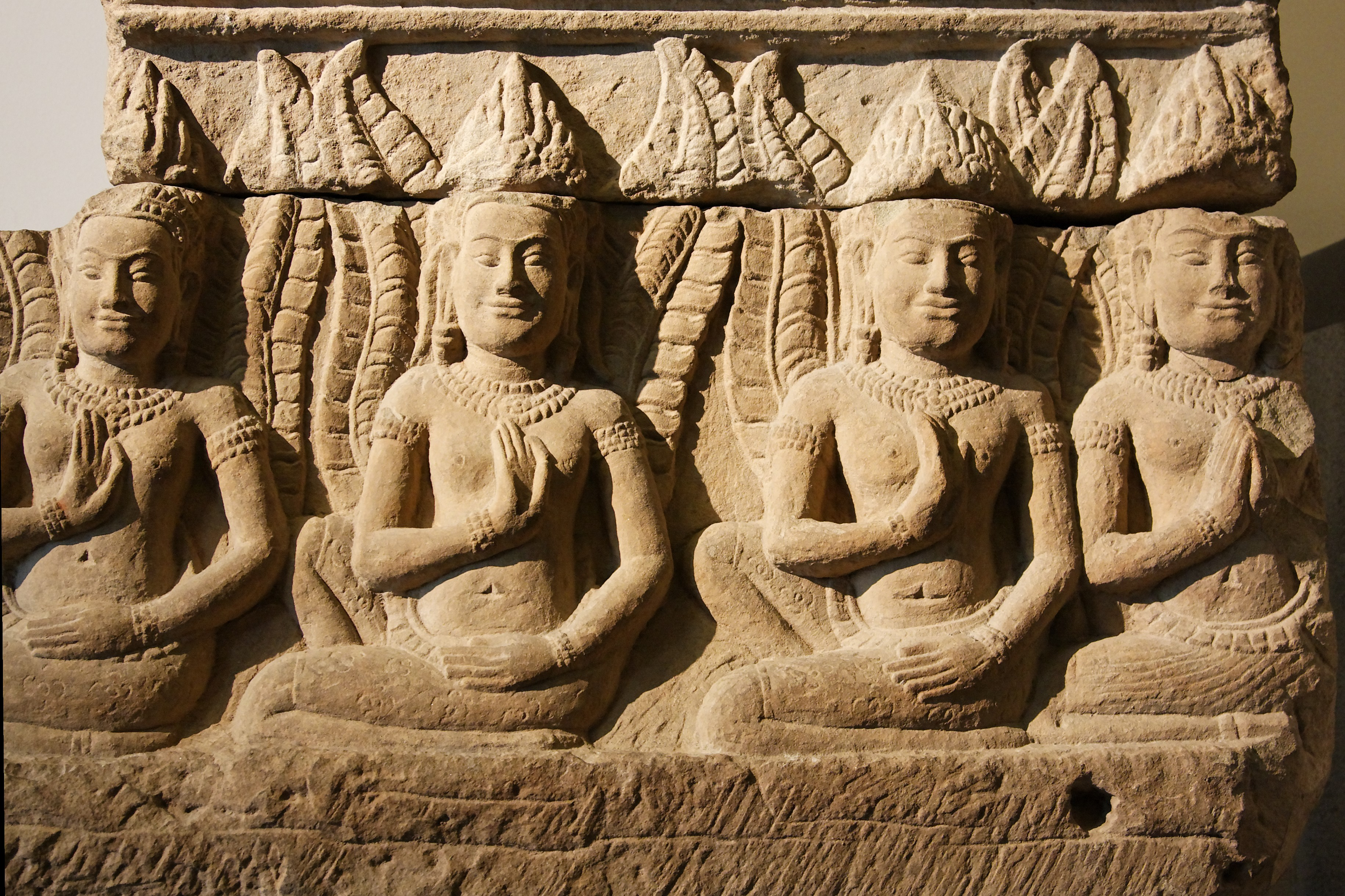
Kinnaris. Angkor, terrasse des Éléphants, style du Bayon, fin XIIe siècle, début XIIIe siècle, grès. Musée Guimet

Les asuras : à l'origine les asuras étaient justes et bons, mais ils finirent par contester la loi de Brahma, détrônèrent Indra et mirent Bali à sa place. En voici la liste : Hiranyakashipu (tué par Narasimha ; il est le père de Virochana), Hiranyakasha (frère d'Hiranyakashipu, tué par un sanglier), Virochana (l'ancêtre de nombreux asuras), Bali (fils de Virochana, tué par le nain Vamana -un avatar de Vishnou-), Bana (fils de Bali, blessé lors d'une bataille avec Krishna, sauvé par Shiva), Kalanemi (fils de Virochana, petit-fils de Hiranyakashipu, synonyme de Kalachakra, la roue du temps), Mahisa (tué par Dourgâ), Kesin (tué par Krishna), Madhu et Upasunda (tués par Vishnou), Naraka (qui jalousait la place d'Indra, tué par Vishnou), Nikumbba (tué lors de la bataille de Lanka).
Les rakshasas : ce sont des ogres qui peuvent prendre des formes très diverses, humaines, animales ou monstrueuses. Ils sont extrêmement fréquents dans la mythologie khmère, et plus particulièrement dans le Mahâbhârata, le Râmâyana et les Puranas. Dans le bouddhisme, les rakshasas ont un rôle bienveillant, similaire à celui des yakshas. En voici la liste : Ravana (roi des rakshasas dans le Râmâyana, fils de Kaikasi), Indrajit (fils de Ravana, tué par Balarama), Shuparnanakha (sœur de Ravana, qui offensa Rāma et Lakshmana et fut mutilée par eux, commençant le drame du Ramayana), Kumbhakarma (frère de Ravana, tué lors de la bataille de Lanka), Vibhishana (frère de Ravana, allié de Rāma), Maricha (tué par Rāma), Shambara (qui voulait tuer Pradyumna), Kamsa (fils de Ugrasena et cousin de Devaki, la mère de Krishna).
Les yakshas sont de mystérieuses créatures mi-divines vivant aux frontières du monde avec les rakshasas qu'ils ont supplantés dans leur rôle bienveillant. Leurs contreparties femelles, les yakshis ou yakshinis, ont gardé leur aspect démoniaque. Les yakshas peuvent prendre la forme qu'ils veulent et vivent dans les forêts, les arbres, les grottes, etc. Ils sont en général trapus, ont des yeux globuleux et parfois des crocs.
Les apsaras et devatas sont les danseuses et chanteuses divines. Elles ont des yeux en pétale de lotus, la taille mince et des lèvres pulpeuses. Elles sont capables de séduire les ascètes sur demande des dieux. Elles sont nées du Barattage de la mer de lait. Elles vivent dans le paradis d'Indra.
Les gandharvas sont d'origine démoniaque, mais se sont transformés en personnages bienveillants, au contact des dieux. Ce sont des danseurs et chanteurs au service d'Indra et qui vient dans son paradis avec les apsaras. Ils se divertissent en jeux érotiques avec des jeunes femmes célibataires. Ils ont un corps de jeune homme, ou bien une tête humaine avec un corps d'oiseau ou de cheval. Ils sont proches en cela des kinnaras. Dans les bas-reliefs khmers, ils sont représentés sous forme d'êtres humains descendant des cieux et tenant des guirlandes de fleurs enroulées autour d'une représentation d'un dieu.
Les kinnaras et kinnaris (contrepartie femelle du kinnara) sont des êtres mythologiques avec soit un corps humain et une tête de cheval, soit une tête humaine et un corps d'oiseau. En tant que membres des chœurs et musiciens célestes, ils appartiennent au même groupe que les gandharvas.
Les dvarapalas sont des gardiens sculptés de part et d'autre des portes principales des sanctuaires. Selon la tradition shivaïte, la résidence de Shiva était gardée par deux êtres puissants, représentant deux aspects du dieu lui-même, l'un bienveillant et l'autre terrible. Dans l'empire khmer, la même tradition a été adoptée que ce soit pour les sanctuaires hindouistes ou les sanctuaires bouddhistes.
Les ganas sont des créatures dotées d'un corps humain et d'une tête d'animal tel le singe, le perroquet, l'éléphant le lion, le cheval. Ce sont des serviteurs de Shiva qui vivent sur le mont Kailash et reconnaissant Ganesh comme leur seigneur.
'Les dikpâlas, ou lokapâlas sont les dieux gardant les points cardinaux et inter-cardinaux. Ils sont représentés sur les temples hindous à partir de l'époque médiévale. On les rencontre aussi dans le bouddhisme. Ce sont: Indra (est), Agni (sud-est), Yama (sud), Nirritî (sud-ouest), Varuna (ouest), Vayu (nord-ouest), Kubera (nord) et Îshâna (un aspect de Shiva, gardien du nord-est).
Les atlantes ou cariatides supportent des plateformes (comme la Terrasse des Éléphants) ou des entablements. Ils ont le haut du corps d'un oiseau et le bas du corps d'un lion.
Les dynasties mythologiques : dans la mythologie hindoue, certains dieux et personnages épiques ont été attribués à des dynasties solaires ou lunaires. Quelques dynasties royales ont comme origine des rishis, dont le plus connu est Budha, fils de Soma ou Chandra, qui fonda la dynastie lunaire par son mariage avec Ila.
Le bossu est un homme trapu avec une nette déformation du dos et du sternum, fréquent dans la statuaire khmère. Il est habituellement représenté assis, la jambe gauche repliée sous le corps et le pied pointant en arrière, sa jambe droite repliée également, sa main droite reposant sur le genou semble tenir quelque chose qui ressemble à une balance, sa main gauche tenant une balle ou un joyau rond.

#### Animaux mythologiques

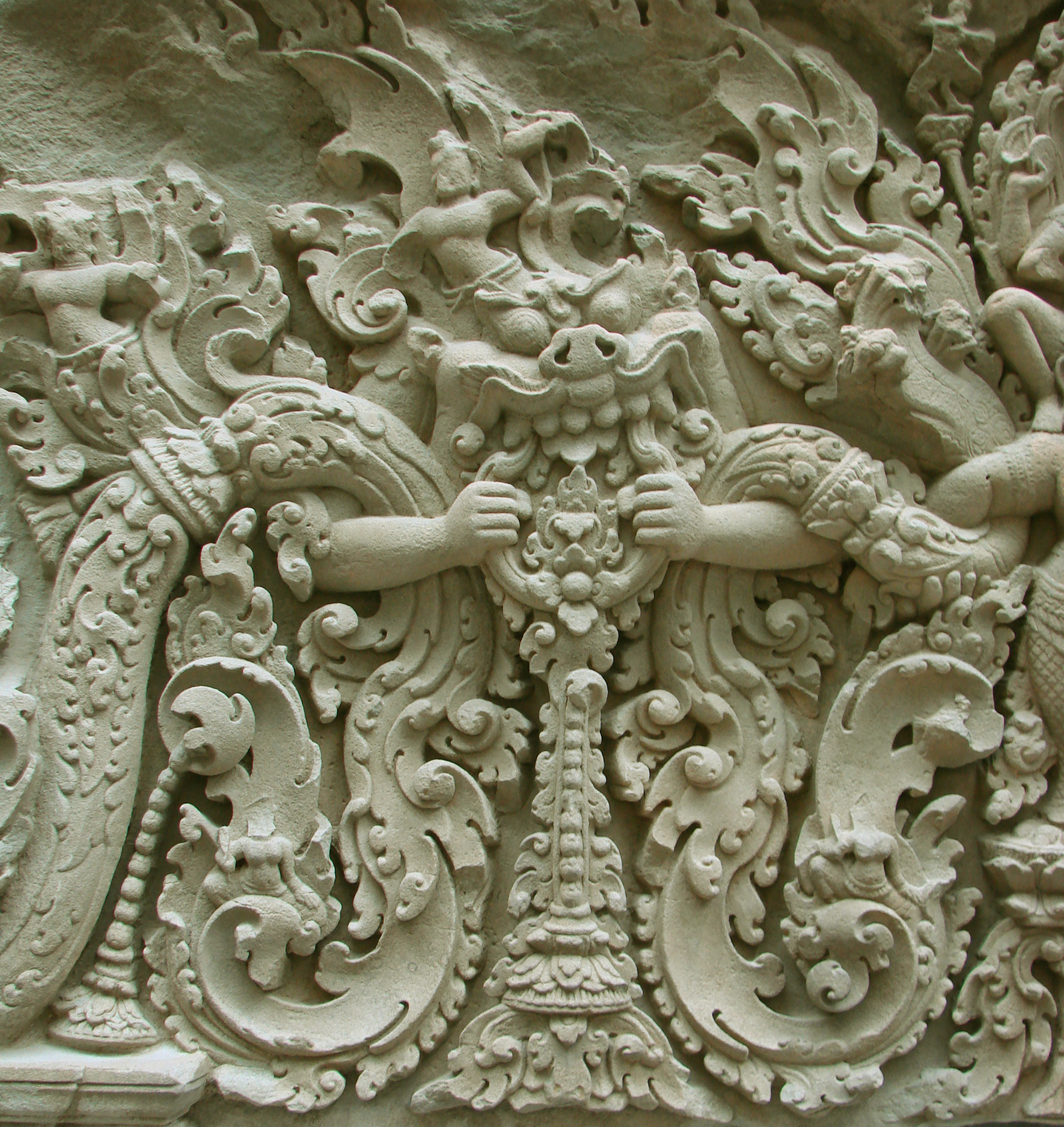
Kâla ou Kirtimukha - Linteau. Cambodge, Prasat Kok Po A (Angkor), province de Siem Reap, style de Preah Ko, fin du IXe siècle, grès, Musée Guimet, Paris
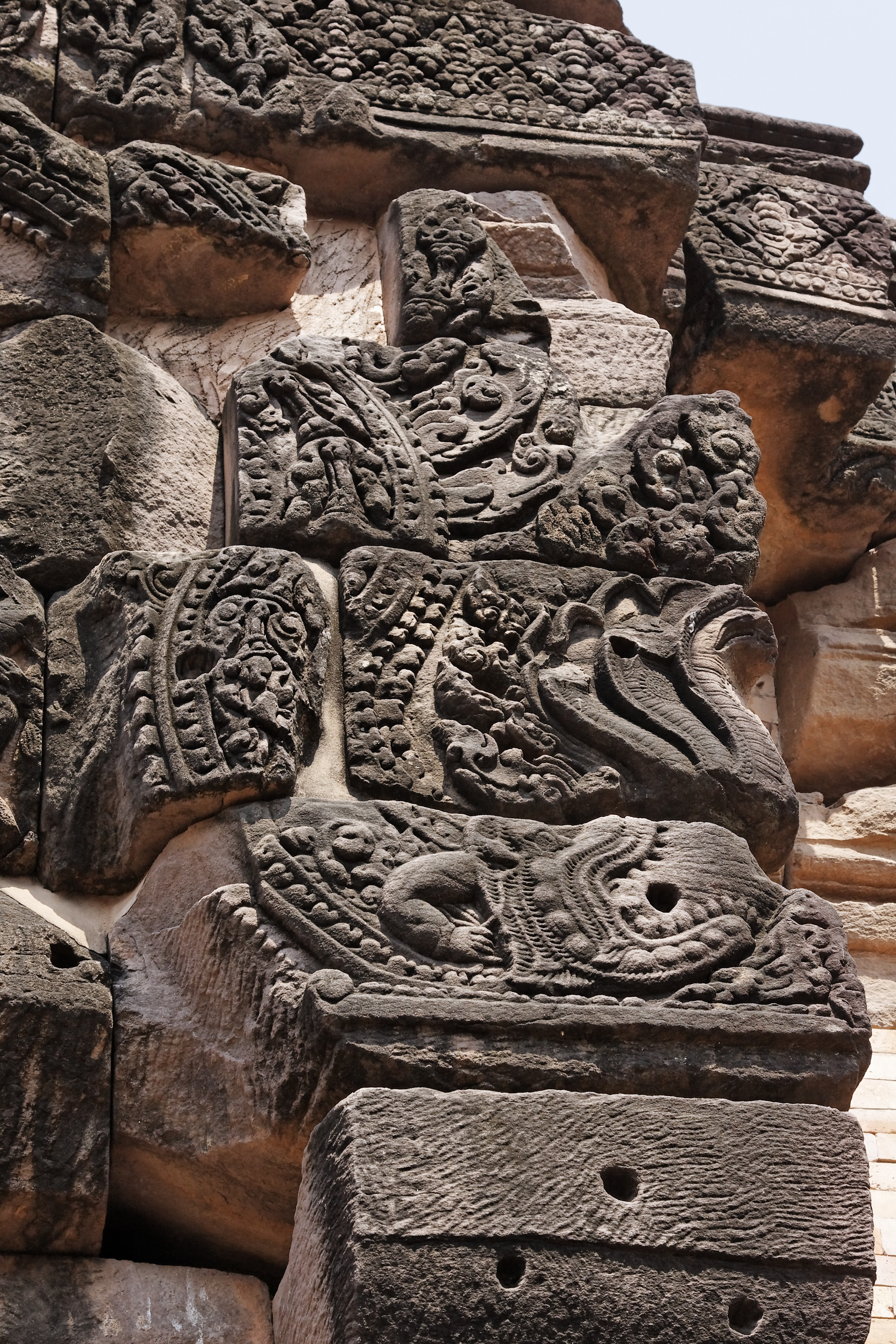
Makara régurgitant un nâga à cinq têtes - Prasat Sa Kamphaeng Yai, Thaïlande
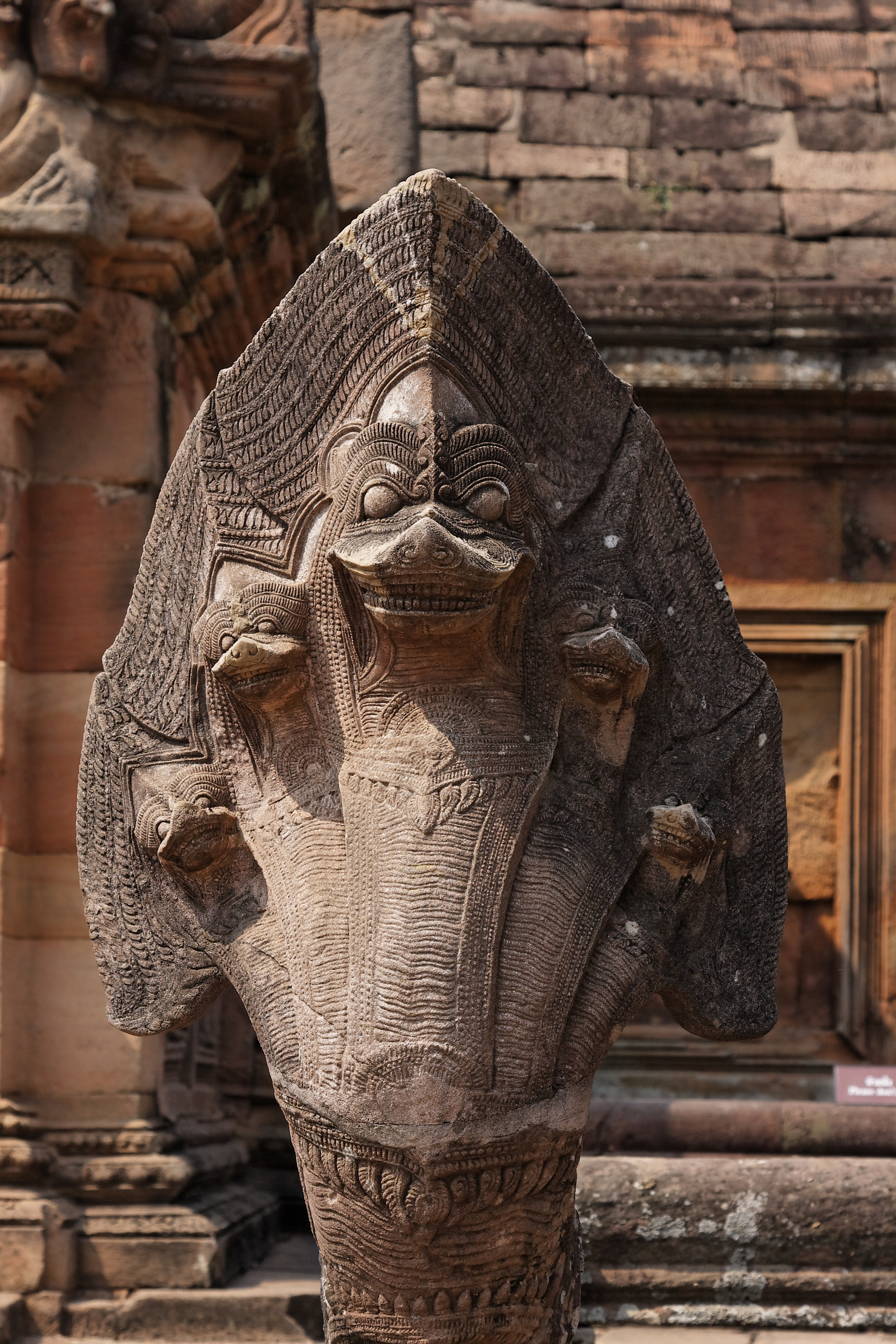
Nâga : détail du pont de Nagas du Prasat Phnom Rung, Thaïlande.
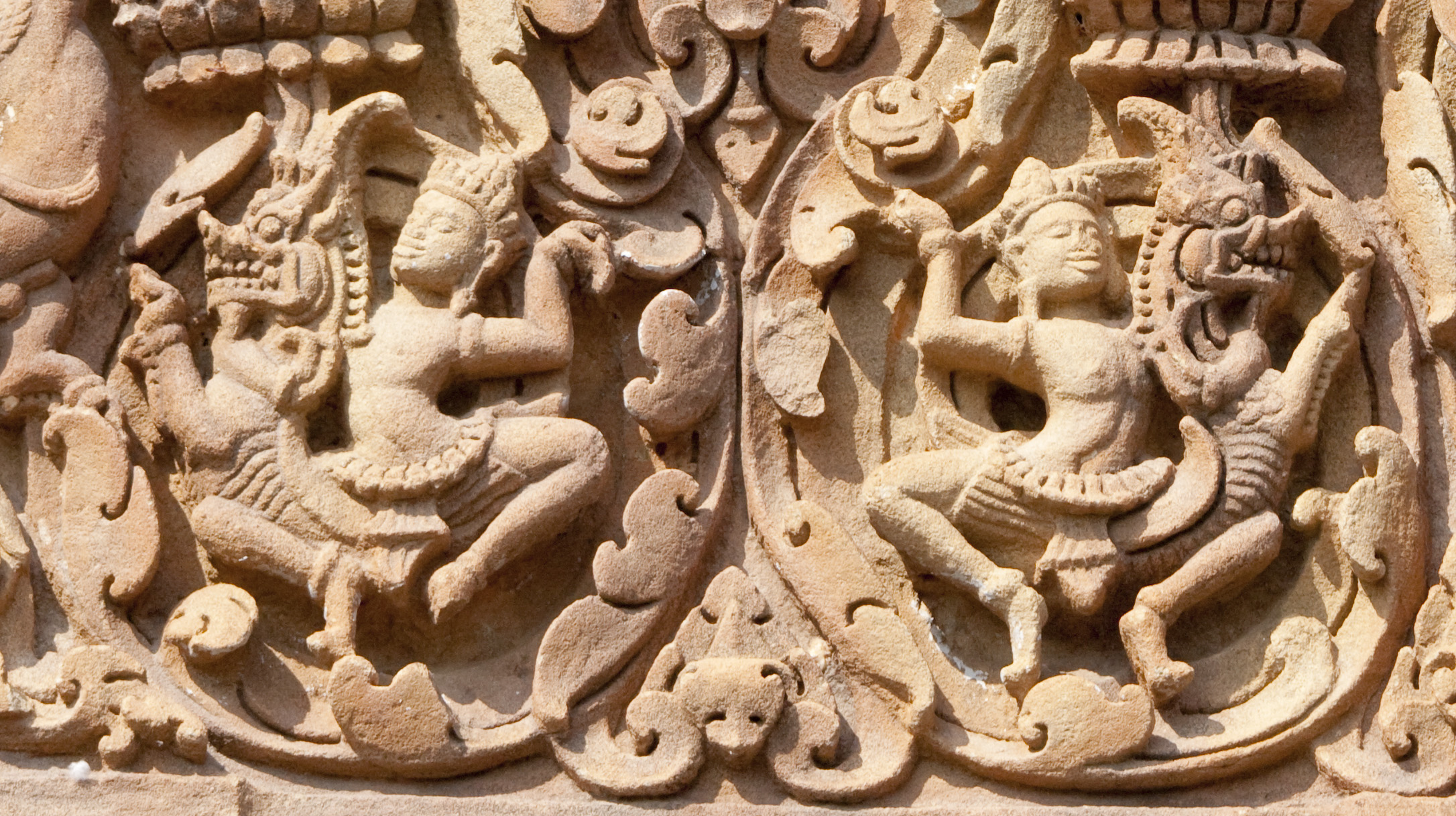
Dragons : détail du linteau de la porte principale de la tour centrale du Prasat Sikhoraphum, Thaïlande.
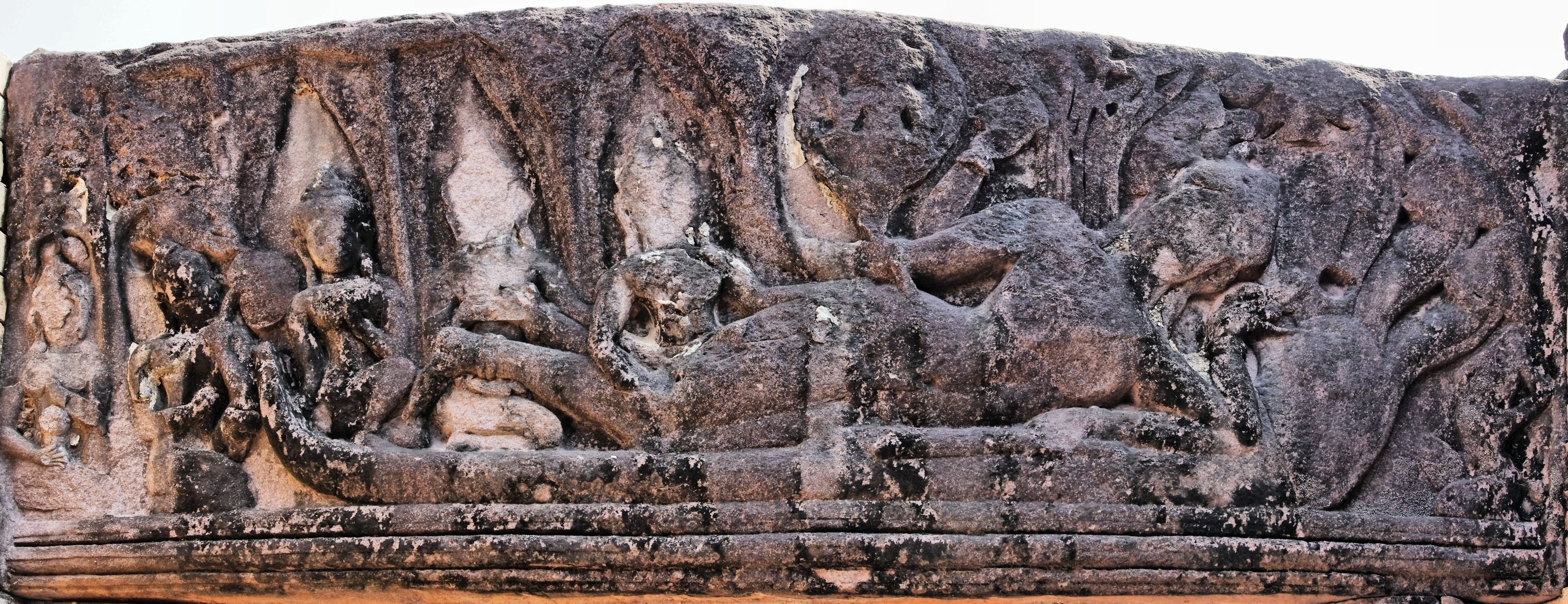
Vishnou endormi dans l'océan cosmique, couché sur le nâga Ananta. Linteau, Prasat Sa Kamphaeng Yai, Thaïlande
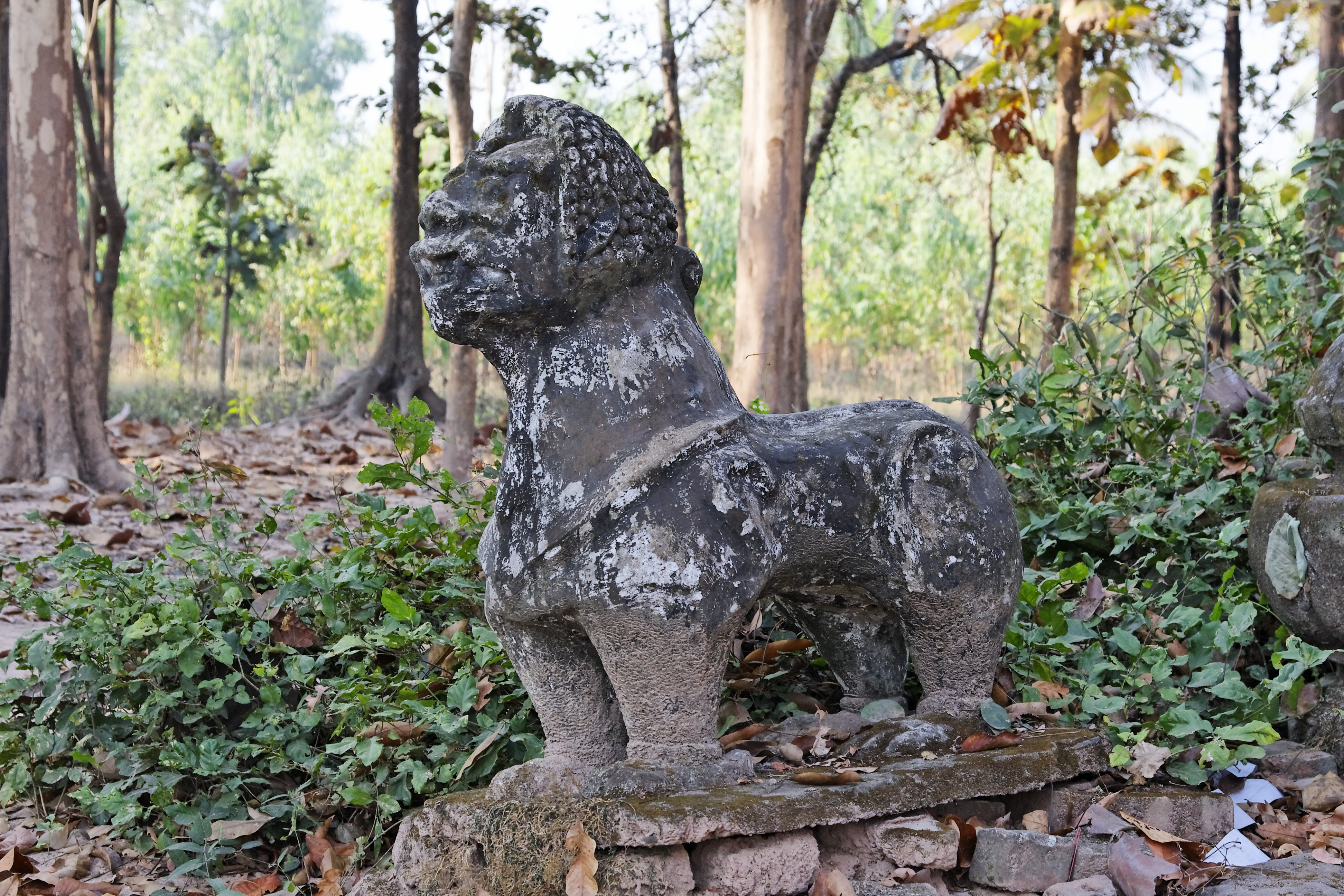
Lion gardien, Prasat Tam Nak Sai, Thaïlande

Le kâla ou kirtimukha : animal mythologique très fréquent sur les bas-reliefs khmers: c'est un monstre léonin, avec de gros yeux globuleux et des crocs visibles. Il est en général représenté au milieu de guirlandes florales et crachant ou avalant ces guirlandes. Dans la mythologie hindoue, il représente Shiva dans son aspect menaçant. Étant un être protecteur par nature, il est en général représenté sur des linteaux ou frontons au-dessus des portes des sanctuaires pour repousser les ennemis ou les esprits malins. En Inde, cette tête est plus connue sous le nom de kirtimukha, au Cambodge on l'identifie parfois sous le nom de Rahu en rapport avec le monstre affamé du même nom. Le kâla est parfois représenté la bouche ouverte et la langue tirée. Une particularité unique est qu'il est représenté sans mâchoire inférieure, et chose encore plus surprenante, avec deux avant-bras, parfois réduits aux deux mains qui tiennent les guirlandes sortant de sa bouche ou qu'il dévore.
Le makara: hybride de reptile, de lion et d'éléphant, fréquent sur les bas-reliefs khmers. Ils sont habituellement représentés de profil sur le bord des linteaux ou des frontons. La plupart du temps, seule la tête est visible avec de grands yeux, mais parfois le corps et la queue sont également présents, en rouleaux décoratifs. On peut fréquemment voir un makara régurgitant un naga (par exemple sous forme d'antéfixe).
Le gajasimha, au corps de lion et une tête d'éléphant. Dans le style du Bayon, la trompe décroît en taille, et finit par ne plus être qu'une protubérance nasale, seule différence d'avec le lion. Dans certaines scènes, cet animal mythique sert d'attelage aux chariots de personnages importants dans les scènes de bataille. La plupart du temps, c'est un gardien de temple.
Le reachisey, à tête de lion et une minuscule trompe d'éléphant (comme le gajasimha), une barbichette, un corps allongé, un ventre couvert d'écailles comme un dragon et quatre courtes pattes. Il sert souvent de support à Vishnou allongé.
Le nâga, dieu serpent des eaux, vivant dans le monde sous terre ou dans l'eau, doté d'un capuchon comme les cobras et de plusieurs têtes (5, 7 ou 9). D'après la mythologie khmère, un brahmine indien épousa une princesse naga du nom de Soma, et fonda ainsi la première dynastie royale locale. Le plus grand ennemi du nâga est Garuda. Dans l'art khmer, le nâga est l'animal mythologique le plus répandu. Un naga fameux est Ananta, qui servit de couche à Vishnou.
Les lions-gardiens apparaissent rarement sur les bas-reliefs, mais plus souvent sous forme de statues à l'entrée des sanctuaires, sur les côtés des escaliers ; au cours des siècles, la tête de ces lions gardiens se trouve de plus en plus haute, par allongement des pattes avant.
Les éléphants : le plus connu est Airavata (ou Erawan en thaï), la monture d'Indra, né du barattage de la mer de lait. Bien que supposé avoir quatre défenses, il est en général représenté dans l'iconographie khmère avec deux défenses seulement, mais trois têtes.

#### Batailles mythologiques

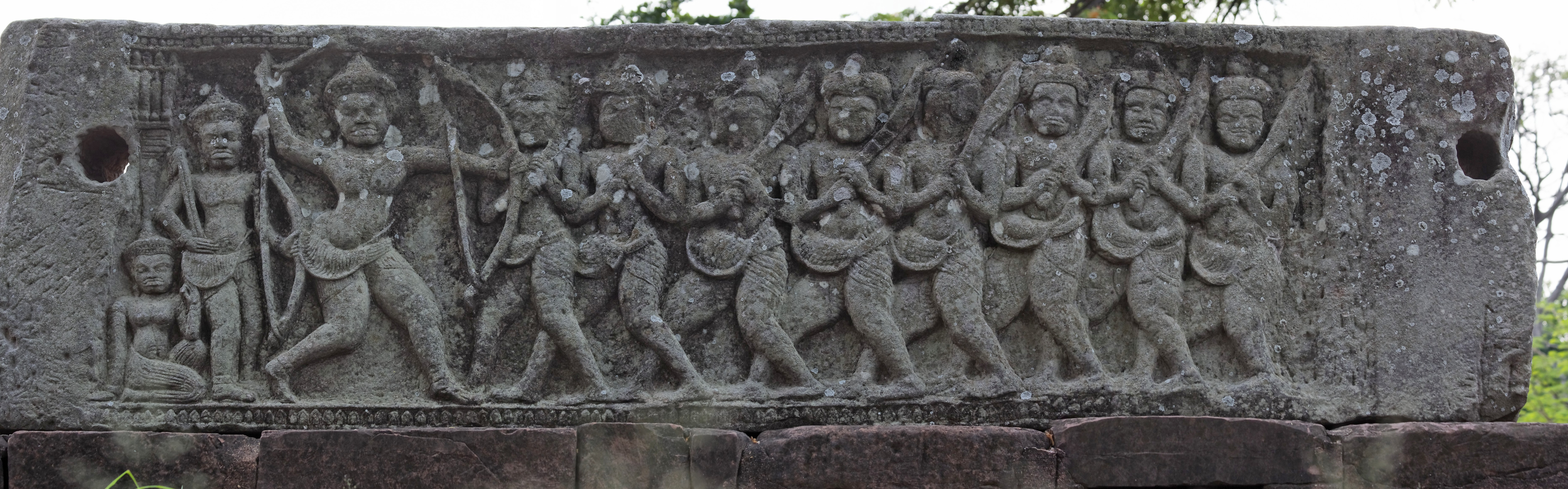
Scène de bataille du Ramayana, Prasat Hin Phimai, Thaïlande.

Sur les bas-reliefs khmers, les scènes de bataille sont très fréquentes: les adversaires sont face à face, leurs chefs habituellement debout sur des chariots tirés par de puissants chevaux ou des animaux mythiques (gajasimha, dragons, lions à plusieurs têtes, etc.) ou juchés sur des éléphants de combat. En ce qui concerne Vishnou / Krishna, il est monté sur les épaules de Garuda. Si l'on peut parfois identifier les dieux, il est néanmoins impossible de déterminer de quel texte ces bas-reliefs sont l'illustration. On a l'habitude de dire que les scènes de bataille figurant des singes sont issues du Râmâyana. Dans d'autres cas, il n'est même pas possible de déterminer s'il s'agit d'une bataille historique ou mythologique, les protagonistes n'ayant pas de signe distinctif.

#### Légendes
La légende de Kaundinya : D'après une légende locale, le prince Kaundinya était un illustre brahmane qui arriva au Cambodge par voie de mer. À son arrivée, il soutint l'assaut d'une armée composée uniquement de femmes et planta sa lance dans le sol, indiquant le lieu où il fonderait la capitale de son royaume futur. Il épousa la princesse Soma, une sirène ou nagi et donna naissance à une dynastie royale. Le père de Soma fit don d'une riche dot, créant un territoire en buvant toutes les eaux qui couvraient la région khmère, et transformant le sol boueux en terres fertiles.
La légende du Roi lépreux : voir Le Roi lépreux et la Terrasse du Roi lépreux

## Iconographie bouddhiste dans l'art khmer
Bouddha et légendes bouddhistes : on trouve des représentations de différents épisodes historiques ou légendaires de la vie du Bouddha tels que sa naissance ; le grand départ ; le moment où il coupe ses cheveux ; sa rencontre avec un brahmane coupant de l'herbe ; la défaite de Māra (Bouddha dans la posture de la prise de la terre à témoin) ; la méditation et l'éveil sous l'arbre de la Bodhi ; le Bouddha protégé par le serpent Muchalinda ; le premier sermon dans le parc aux biches ; le miracle de Śrāvastī ; le séjour dans le paradis d'Indra ; et le Mahaparinirvana.
Les Bodhisattvas : ce sont des bouddhas qui ont choisi de continuer à se perfectionner pendant d’innombrables cycles pour devenir un samyaksambuddha [Bouddha pur et parfait], seul être capable de remettre en marche la roue du dharma, et contribuer ainsi plus que tout autre au salut universel.
Avalokiteshvara : le bodhisattva de la compassion
Rishi : sage qui "a entendu" les hymnes du Veda de l'être suprême Brahman tandis qu'il était dans la méditation profonde. Un rishi peut être considéré comme une combinaison d'un patriarche, d'un saint, d'un prêtre, d'un précepteur, d'un auteur des hymnes védiques, d'un sage, d'un ascète, d'un prophète et d'un ermite.

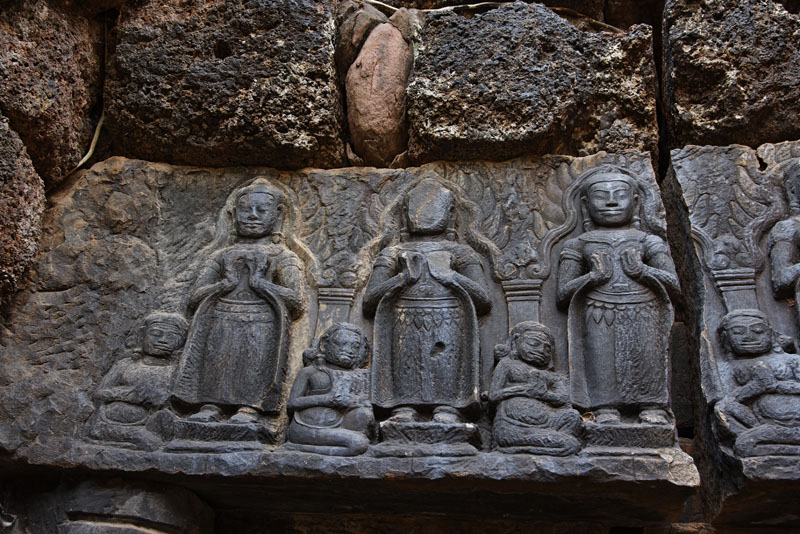
Linteau représentant une ligne de Bouddhas debout. Prasat Hin Phimai, Thaïlande
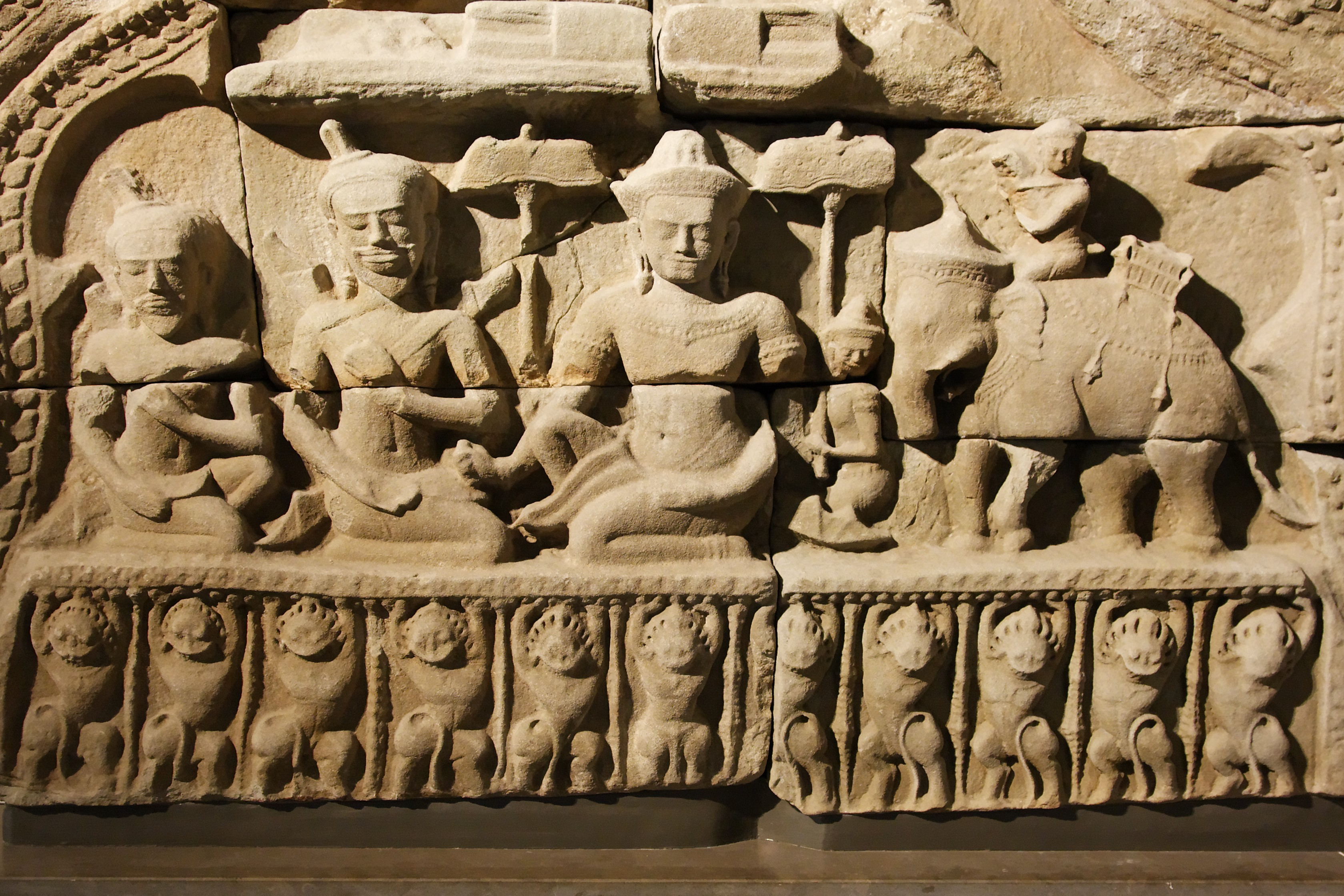
Indra rendant visite au Bouddha dans la grotte d'Indrasaila. Cambodge, Preah Khan, style du Bayon, fin XIIe, début XIIIe siècles, grès. Musée Guimet, Paris
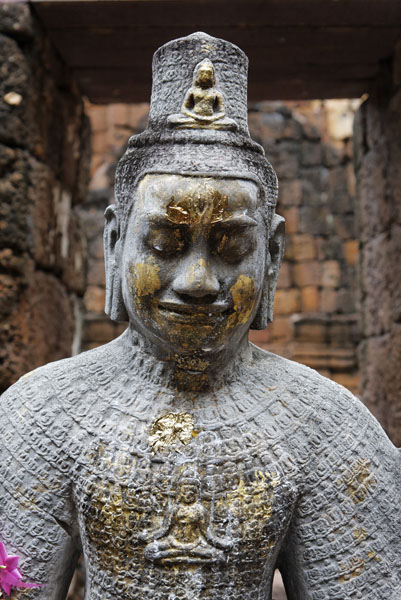
Avalokiteshvara "irradiant", Prasat Muang Sing, Thaïlande
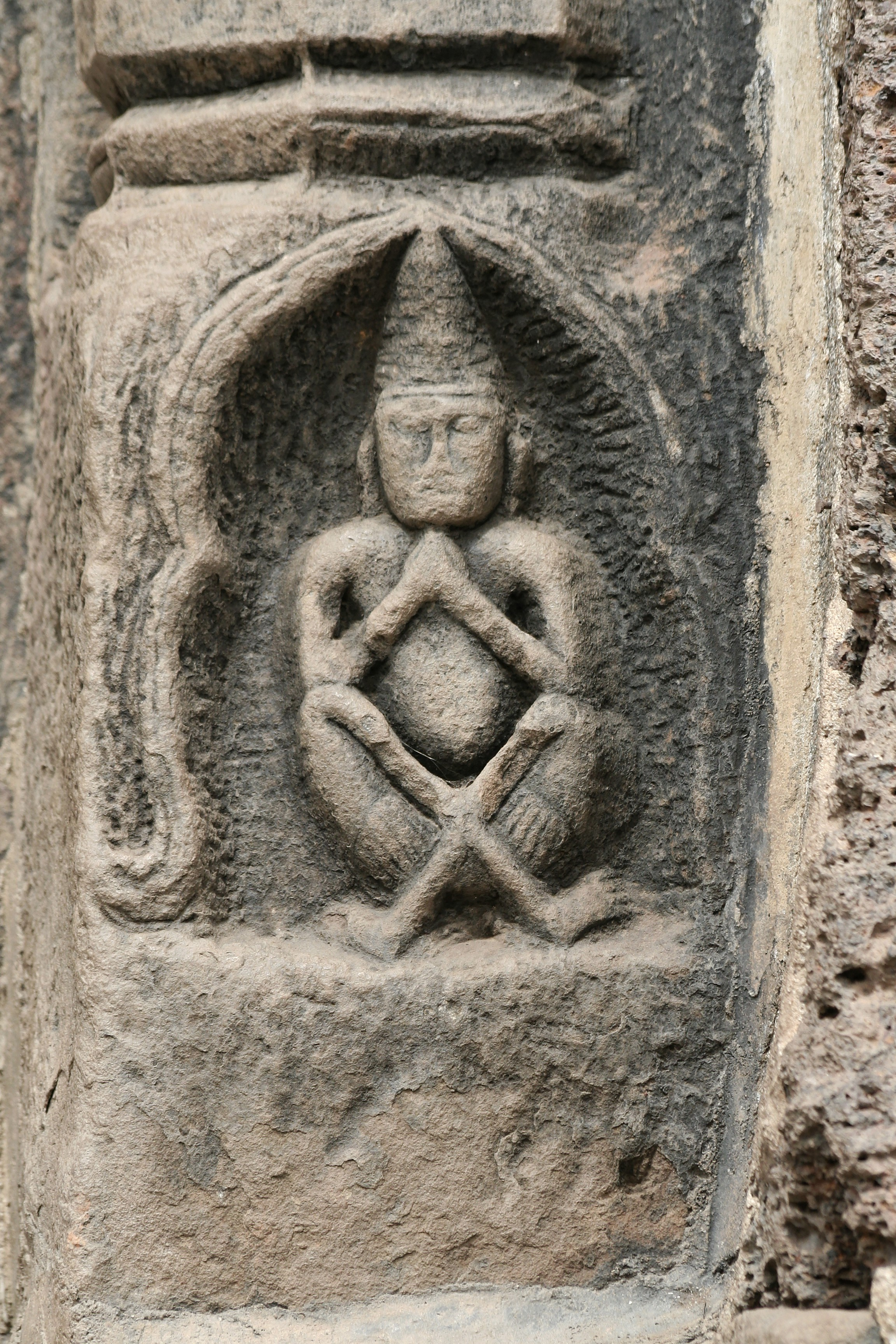
Un rishi. Phra Prang Sam Yod, Lopburi, Thaïlande